# Liste der Biografien/Buch
Liste der Biografien |
Portal Biografien |
Personensuche
# |
A |
B |
C |
D |
E |
F |
G |
H |
I |
J |
K |
L |
M |
N |
O |
P |
Q |
R |
S |
T |
U |
V |
W |
X |
Y |
Z |
?
 
Ba |
Be |
Bd |
Bg |
Bh |
Bi |
Bj |
Bl |
Bm |
Bn |
Bo |
Br |
Bs |
Bu |
Bw |
By |
Bz
 
Bua |
Bub |
Buc |
Bud |
Bue |
Buf |
Bug |
Buh |
Bui |
Buj |
Buk |
Bul |
Bum |
Bun |
Buo |
Buq |
Bur |
Bus |
But–Buz
 
Buca |
Bucc |
Buce |
Buch |
Buci |
Buck |
Bucl |
Buco |
Bucq |
Bucr |
Bucs |
Bucu |
Bucy |
Bucz
Die Liste der Biografien führt alle Personen auf, die in der deutschsprachigen Wikipedia einen Artikel haben. Dieses ist eine Teilliste mit 1095 Einträgen von Personen, deren Namen mit den Buchstaben „Buch“ beginnt.

## Buch
- Buch, Achim (* 1963), deutscher Theater- und Filmschauspieler
- Buch, Aegidius Jonas von (1599–1654), Bibliothekar des Klosters St. Gallen (1635–1640)
- Buch, Alexander (* 1988), deutscher Fußballspieler
- Buch, Alexander von (1814–1885), preußischer Gutsbesitzer und Politiker; Landrat von Kreis Angermünde
- Buch, Alfred (* 1902), deutscher Ingenieur, Beamter und Hochschullehrer
- Buch, Alla von (* 1931), ukrainische Pianistin
- Buch, Alois Joh. (* 1951), deutscher römisch-katholischer Theologe, vormaliger leitender Mitarbeiter im Kirchendienst sowie Stiftungsmanager
- Buch, Anker (1940–2014), dänischer Geiger
- Büch, Bernd (* 1948), deutscher Schwerverbrecher
- Büch, Boudewijn (1948–2002), niederländischer Lyriker, Schriftsteller und Publizist
- Buch, Bruno (1883–1938), deutscher Architekt
- Buch, Claudia Maria (* 1966), deutsche Volkswirtin und Professorin
- Buch, Cord (1954–2025), deutscher Schriftsteller
- Buch, Detlef (* 1974), deutscher Offizier, Militärsoziologe und Autor
- Buch, Dietrich Sigismund von (1646–1687), Kammerjunker des Kurfürsten von Brandenburg
- Buch, Dominik (* 1988), deutscher Schauspieler und Musiker
- Buch, Eva-Maria (1921–1943), Widerstandskämpferin gegen den Nationalsozialismus
- Buch, Fabian (* 1990), deutscher Sänger und SongwriterFabian Buch (* 1990)

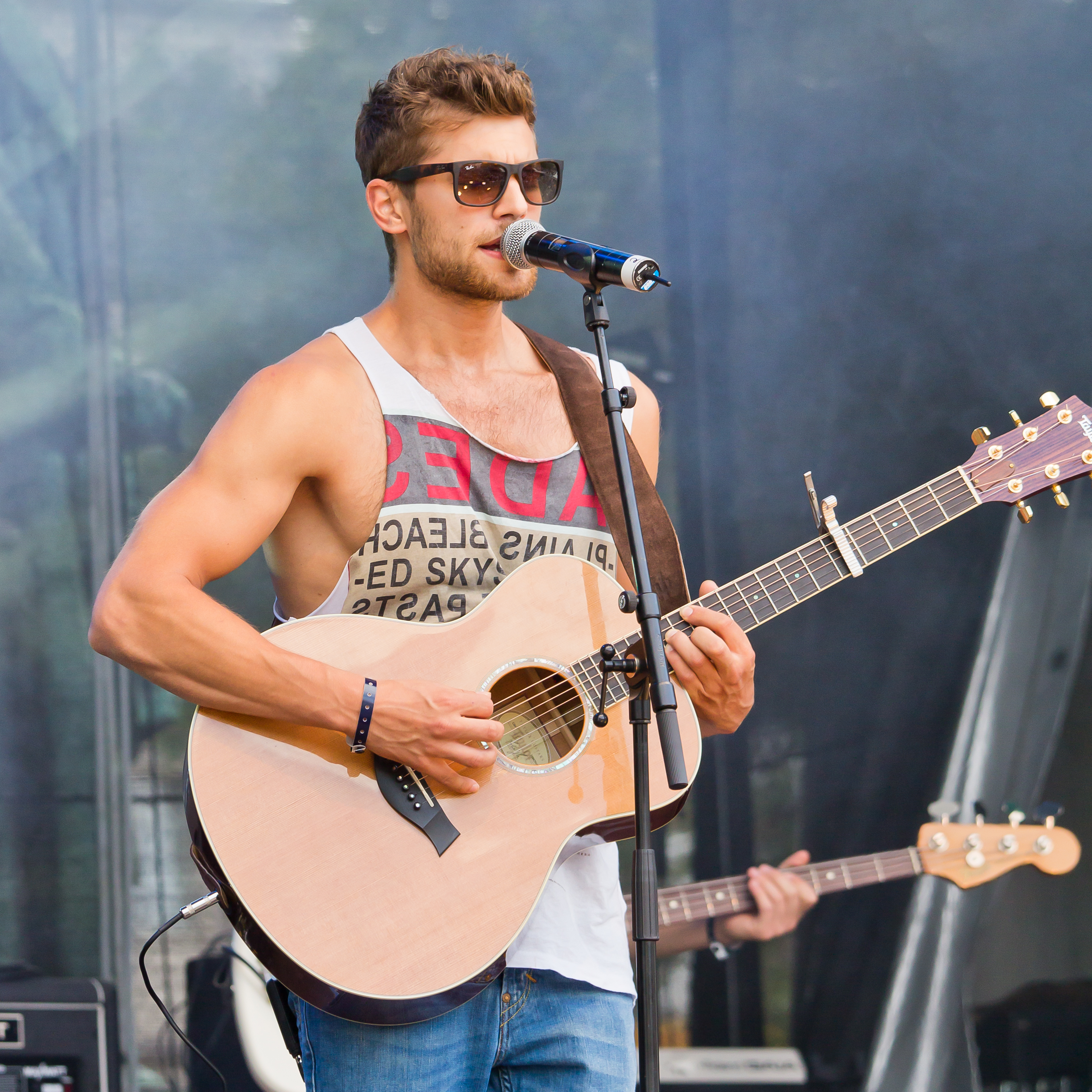
Fabian Buch (* 1990)

- Buch, Franziska (* 1960), deutsche Regisseurin und Drehbuchautorin
- Buch, Fred (1935–2012), US-amerikanischer Filmschauspieler
- Buch, Friedrich (1906–1992), deutscher Kommunalpolitiker und Diplomat
- Buch, Friedrich von (1876–1959), deutscher Generalmajor der Luftwaffe der Wehrmacht
- Buch, Fritz Peter (1894–1964), deutscher Schriftsteller und Regisseur
- Buch, Georg (1903–1995), deutscher Politiker (SPD), MdL
- Buch, Georg von (1856–1924), deutscher Verwaltungsbeamter, Rittergutsbesitzer und Parlamentarier
- Büch, Gordon (* 1995), deutscher Fußballspieler
- Büch, Günther (1932–1977), deutscher Regisseur
- Buch, Gustav von (1802–1887), sachsen-meiningscher Staatsminister, preußischer Generalmajor
- Buch, Hans (1889–1955), deutscher Maler und Architekt
- Buch, Hans Christoph (* 1944), deutscher Schriftsteller und Journalist
- Buch, Hans-Walter (1912–2001), deutscher Kapitän zur See der Bundesmarine
- Buch, Heinrich Wilhelm (1713–1781), Bürgermeister von Kassel
- Buch, Hermann Balthasar (1896–1959), deutscher SS-Hauptscharführer, der im Frühjahr 1944 Lagerführer des „Zigeunerlager Auschwitz“ war
- Buch, Johann Christoph (1715–1774), deutscher Jurist
- Buch, Johann Jacob Casimir (1778–1851), deutscher Privatgelehrter
- Buch, Kristina (* 1983), deutsche Installationskünstlerin
- Buch, Leopold von (1774–1853), deutscher GeologeLeopold von Buch (1774–1853)

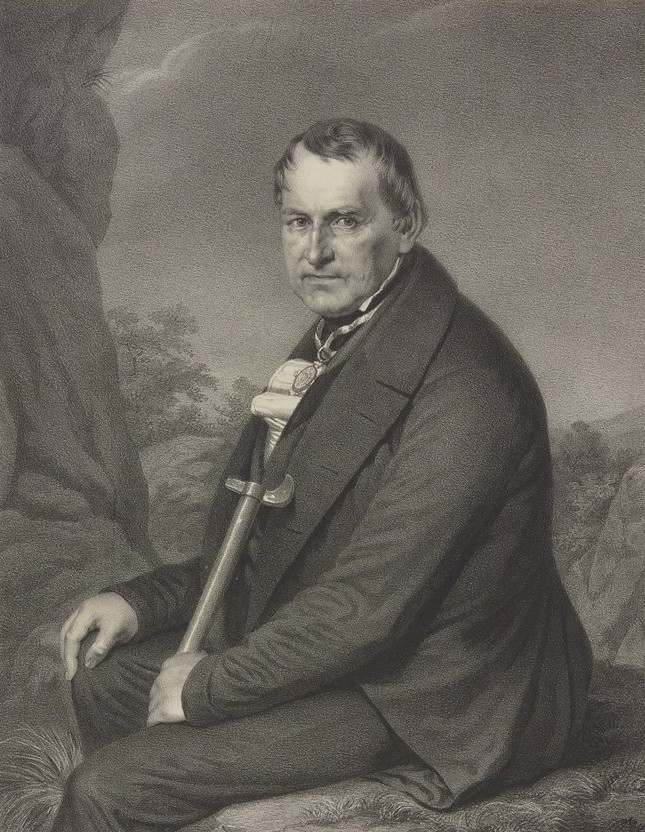
Leopold von Buch (1774–1853)

- Buch, Leopold von (1850–1927), deutscher Verwaltungsbeamter, Rittergutsbesitzer und Parlamentarier
- Buch, Leopold von (1852–1919), preußischer Generalmajor und Kommandeur der 22. Kavallerie-Brigade
- Buch, Ludwig August von (1801–1845), preußischer Diplomat und Gesandter
- Buch, Martin (* 1968), dänischer Schauspieler, Synchronsprecher und Drehbuchautor
- Büch, Martin-Peter (1940–2024), deutscher Sportfunktionär und Sportökonom
- Buch, Max (* 1855), deutscher Konsul
- Buch, Maximilian von (1837–1918), preußischer General der Infanterie
- Buch, Nahum (1932–2022), israelischer Schwimmer
- Büch, Nel (1931–2013), niederländische Sprinterin, Weitspringerin und Hürdenläuferin
- Buch, Peter (* 1938), deutscher Künstler
- Buch, Reinhard (* 1954), deutscher Bildhauer
- Buch, Rolf (* 1965), deutscher Manager
- Büch, Rudolf (1904–1992), deutscher Politiker (SPD), MdHB und Hamburger Senator
- Buch, Vera (1895–1987), US-amerikanische Aktivistin und Gewerkschaftsorganisatorin
- Buch, Walter (1883–1949), deutscher Politiker, MdR, Vorsitzender des Parteigerichts der NSDAP, ReichsleiterWalter Buch (1883–1949)

Walter Buch (1883–1949)

- Buch-Duttlinger, Edith (1933–2020), deutsche Künstlerin

### Bucha
- Bucha, Karin (1906–1971), deutsche Schriftstellerin
- Bucha, Karl (* 1868), deutscher Opernsänger (Bass), Musiker, Opernregisseur und Gesangspädagoge
- Bucha, Pavel (* 1998), tschechischer Fußballspieler
- Bucháček, Petr (* 1948), tschechoslowakischer Radrennfahrer
- Bucháček, Tomáš (* 1978), tschechischer Radrennfahrer
- Bucháček, Václav (1901–1974), tschechoslowakischer Schwimmer
- Buchacher, Florian (* 1987), österreichischer Fußballspieler
- Buchal, Christoph (* 1947), deutscher Physiker und Buchautor
- Buchal, Hermann (1884–1961), deutscher Komponist, Pianist, Organist, Chorleiter und Musikpädagoge
- Buchal, Jaroslav (* 1974), tschechischer Eishockeyspieler
- Buchalik, Ernst (* 1905), deutscher Arzt und NS-Euthanasietäter
- Buchalo, Serhij (1907–1988), ukrainisch-sowjetischer Ökonom und Politiker
- Buchalow, Nikolaj (* 1967), bulgarischer Kanute
- Buchalski, Piotr (* 1981), polnischer Ruderer
- Buchalter, Louis (1897–1944), US-amerikanischer MobsterLouis Buchalter (1897–1944)

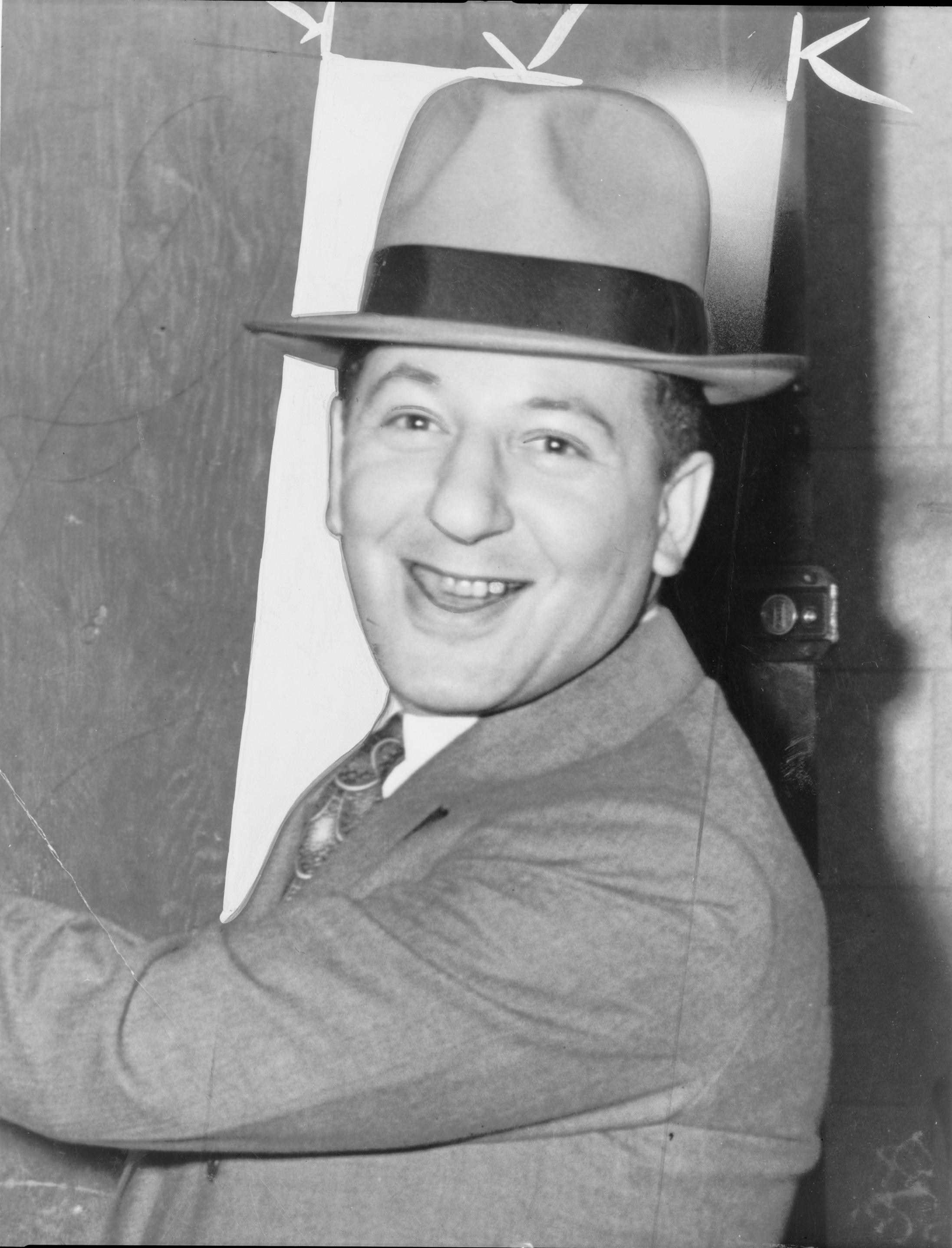
Louis Buchalter (1897–1944)

- Buchan, Alexander (1829–1907), britischer Klimatologe und Meteorologe
- Buchan, Andrew (* 1979), britischer Schauspieler
- Buchan, Charlie (1891–1960), englischer Fußballspieler
- Buchan, David (1780–1838), britischer Marineoffizier und Polarforscher
- Buchan, Isabel, schottische Adlige und Rebellin
- Buchan, Janey (1926–2012), britischer Politiker, Mitglied des Europäischen Parlaments
- Buchan, John, 1. Baron Tweedsmuir (1875–1940), schottischer Schriftsteller und Politiker, Mitglied des House of Commons
- Buchan, John, 2. Baron Tweedsmuir (1911–1996), britischer Peer, Autor und Politiker
- Buchan, Martin (* 1949), schottischer Fußballspieler und -trainer
- Buchan, Priscilla, Baroness Tweedsmuir (1915–1978), britische Politikerin (Unionist Party, Conservative Party), Mitglied des Unter- und später des Oberhauses
- Buchan, William Carl (* 1956), US-amerikanischer Segler
- Buchan, William Earl (* 1935), US-amerikanischer Segler
- Buchan-Hepburn, Patrick, 1. Baron Hailes (1901–1974), britischer Politiker, Mitglied des House of Commons, Generalgouverneur der Westindischen Föderation
- Buchanan, Andrew (1780–1848), US-amerikanischer Politiker
- Buchanan, Andrew (1798–1882), schottischer Chirurg und Physiologe
- Buchanan, Angus (1886–1954), schottischer Naturforscher
- Buchanan, Ann, britische Maskenbildnerin und Friseurin
- Buchanan, Art, US-amerikanischer Rockabilly-Musiker
- Buchanan, Bay (* 1948), US-amerikanische Regierungsbeamtin
- Buchanan, Benjamin Franklin (1857–1932), US-amerikanischer Politiker und Jurist
- Buchanan, Brian (1961–2021), kanadischer Jazzmusiker (Piano, auch Komposition)
- Buchanan, Cameron (1946–2023), Politiker der Scottish Conservative Party und Mitglied des schottischen Parlaments
- Buchanan, Caroline (* 1990), australische Radrennfahrerin
- Buchanan, Chase (* 1991), US-amerikanischer Tennisspieler
- Buchanan, Colin (1934–2023), britischer anglikanischer Bischof und Akademiker
- Buchanan, David H. (1907–1972), US-amerikanischer Offizier, Generalmajor der US-Army
- Buchanan, Donald (1942–2011), jamaikanischer Politiker (PNP)
- Buchanan, Dorothy Donaldson (1899–1985), schottische Bauingenieurin
- Buchanan, Edgar (1903–1979), US-amerikanischer Schauspieler
- Buchanan, Edna (* 1949), US-amerikanische Journalistin und Autorin
- Buchanan, Ferdinand (1888–1967), südafrikanischer Sportschütze
- Buchanan, Frank (1862–1930), US-amerikanischer Politiker
- Buchanan, Frank (1902–1951), US-amerikanischer Politiker
- Buchanan, Franklin (1800–1874), US-amerikanischer Marineoffizier, Admiral der Konföderierten während des Sezessionskrieges
- Buchanan, George (1506–1582), schottischer humanistischer Philosoph, Dichter und Historiker
- Buchanan, George William (1854–1924), britischer Diplomat
- Buchanan, Glenn (* 1962), australischer Schwimmer
- Buchanan, Hugh (1823–1890), US-amerikanischer Politiker
- Buchanan, Ian (1932–2008), britischer Publizist
- Buchanan, Ian, schottischer Schauspieler und ehemaliges Model
- Buchanan, Irene (* 1945), deutsche Biologin, Malerin, Grafikerin und Zeichnerin
- Buchanan, Jack (1891–1957), britischer Schauspieler
- Buchanan, Jakob (* 1968), dänischer Jazzmusiker (Trompete, Flügelhorn) und Komponist
- Buchanan, James (1791–1868), US-amerikanischer Politiker, 15. Präsident der USA (1857–1861)James Buchanan (1791–1868)

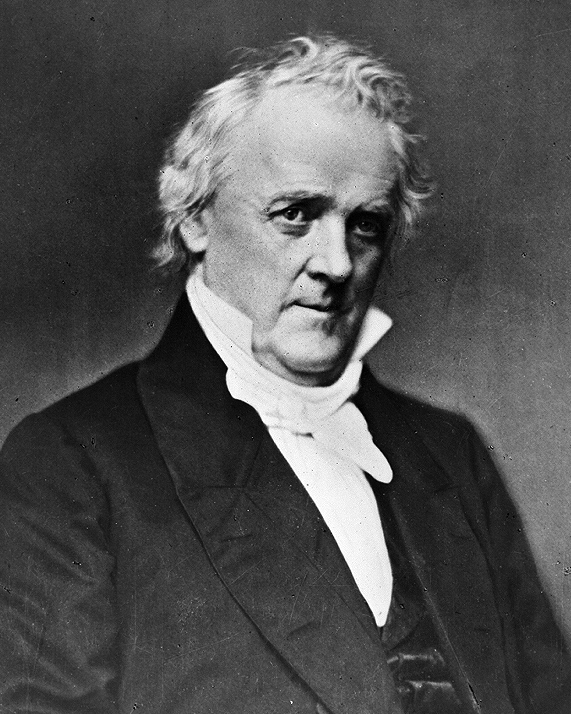
James Buchanan (1791–1868)

- Buchanan, James (1839–1900), US-amerikanischer Politiker
- Buchanan, James M. (1919–2013), US-amerikanischer Wissenschaftler, Nobelpreisträger für Wirtschaftswissenschaften
- Buchanan, James P. (1867–1937), US-amerikanischer Politiker
- Buchanan, Jeff (* 1971), kanadischer Eishockeyspieler
- Buchanan, Jeffrey S., US-amerikanischer Offizier, Generalleutnant der US-Army
- Buchanan, John (1819–1898), neuseeländischer Botaniker
- Buchanan, John (1884–1943), britischer Segler
- Buchanan, John A. (1843–1921), US-amerikanischer Jurist und Politiker
- Buchanan, John Hall Jr. (1928–2018), US-amerikanischer Politiker
- Buchanan, John P. (1847–1930), US-amerikanischer Politiker
- Buchanan, Judd (* 1929), kanadischer Politiker
- Buchanan, Kadeisha (* 1995), kanadische Fußballspielerin
- Buchanan, Keisha (* 1984), britische SängerinKeisha Buchanan (* 1984)

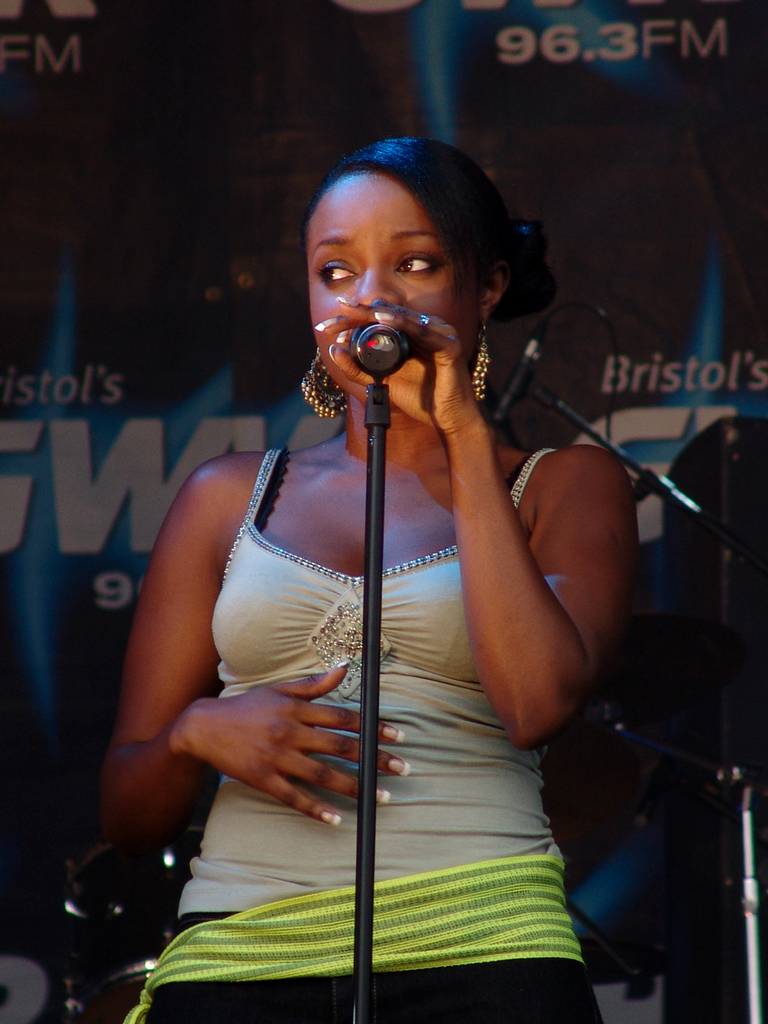
Keisha Buchanan (* 1984)

- Buchanan, Ken (1945–2023), britischer Boxer
- Buchanan, Lachlan (* 1990), australischer Schauspieler
- Buchanan, Lee (* 2001), englischer Fußballspieler
- Buchanan, Leya (* 1996), kanadische Sprinterin
- Buchanan, Luciane (* 1993), neuseeländische Schauspielerin
- Buchanan, Mark (* 1961), amerikanischer Physiker
- Buchanan, Nathaniel (1826–1901), australischer Rinderfarmer, Viehtreiber und Entdecker schottischer Abstammung
- Buchanan, Neil (* 1956), britischer Fernsehmoderator und Maler
- Buchanan, Pat (* 1938), US-amerikanischer Politiker und Journalist
- Buchanan, Robbie (* 1996), schottischer Fußballspieler
- Buchanan, Robert Williams (1841–1901), schottischer Dichter, Romanautor und Dramatiker
- Buchanan, Roy (1939–1988), US-amerikanischer Bluesrock-Gitarrist
- Buchanan, Rushlee (* 1988), neuseeländische Radrennfahrerin
- Buchanan, Sharon (* 1963), australische Hockeyspielerin
- Buchanan, Shawn (* 1982), kanadischer Pokerspieler
- Buchanan, Sherry, US-amerikanische Schauspielerin
- Buchanan, Simone (* 1968), australische Schauspielerin
- Buchanan, Tajon (* 1999), kanadisch-jamaikanischer Fußballspieler
- Buchanan, Tanner (* 1998), US-amerikanischer SchauspielerTanner Buchanan (* 1998)

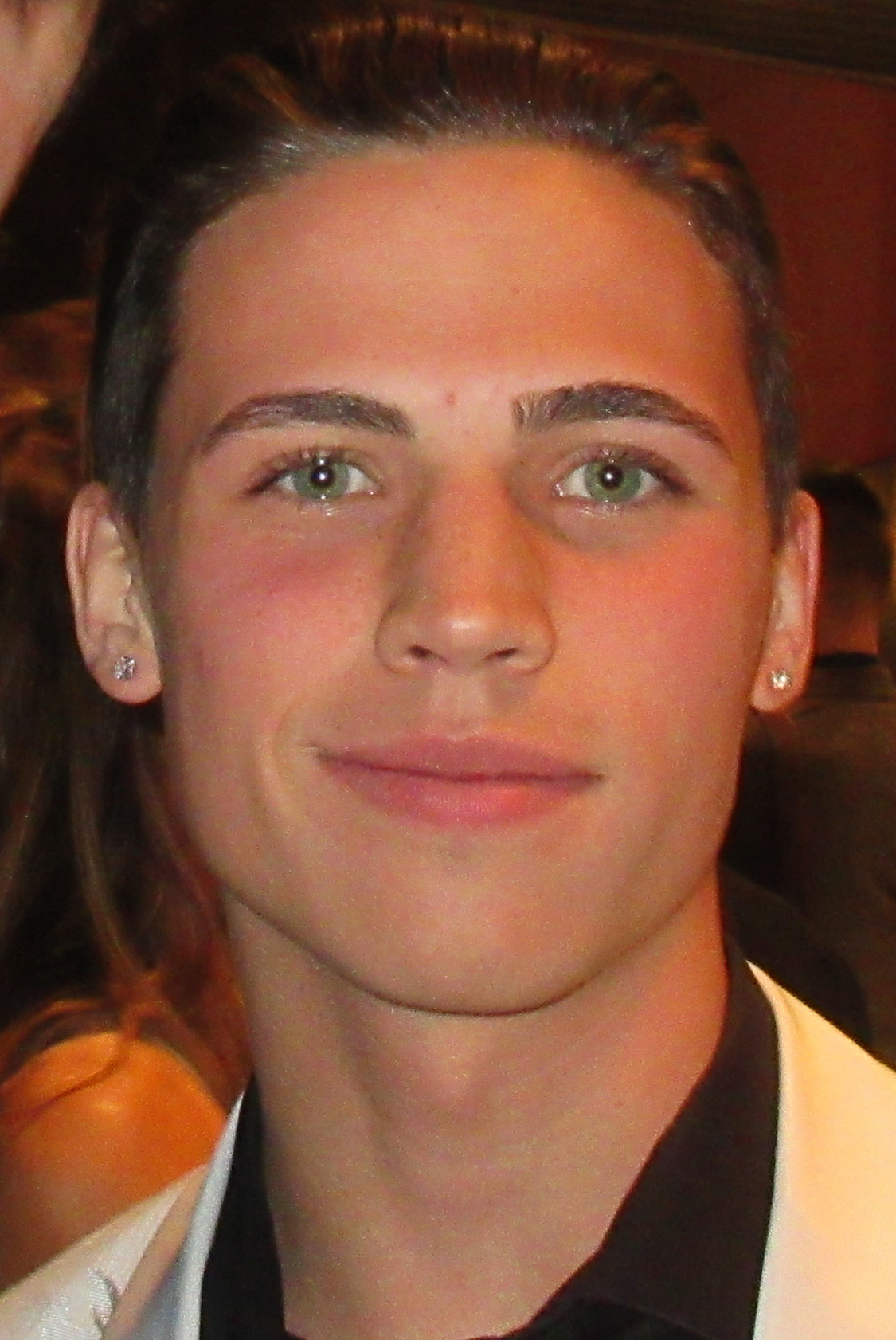
Tanner Buchanan (* 1998)

- Buchanan, Thomas (* 1942), amerikanisch-deutscher Informatiker
- Buchanan, Thomas G. (1919–1988), US-amerikanischer Journalist und Buchautor
- Buchanan, Thomas Ryburn (1846–1911), schottischer Politiker
- Buchanan, Vera (1902–1955), US-amerikanische Politikerin
- Buchanan, Vern (* 1951), US-amerikanischer Politiker
- Buchanan, Walter Cross (1906–1977), mexikanischer Ingenieur und Minister
- Buchanan, Wiley T. (1914–1986), US-amerikanischer Diplomat
- Buchanan-Hamilton, Francis (1762–1829), schottischer Biologe und Entdecker
- Buchanan-Smith, Alick (1932–1991), schottischer Politiker (Conservative Party), Mitglied des House of Commons, Minister
- Buchanan-Smith, Alick, Baron Balerno (1898–1984), britischer Politiker und Offizier
- Buchanko, Anastassija Wladimirowna (* 1990), russische Tennisspielerin
- Buchanko, Anton Andrejewitsch (* 1986), russischer Eishockeyspieler
- Buchanowski, Alexandr Olimpijewitsch (1944–2013), sowjetischer und russischer Psychiater
- Buchanzow, Kim Iwanowitsch (* 1931), sowjetischer Diskuswerfer
- Buchar, Emil (1901–1979), tschechoslowakischer Astronom und Geodät
- Buchard, Amandine (* 1995), französische Judoka
- Buchard, Georges (1893–1987), französischer Fechter
- Buchard, Gustave (1890–1977), französischer Fechter
- Buchardt, Anders (* 1974), norwegischer Unternehmer und Autorennfahrer
- Buchardt, Friedrich (1909–1982), baltendeutscher SS-Führer
- Buchardt, Jonny (1925–2001), deutscher Schauspieler, Komiker und Conférencier
- Buchardt, Ruth (1920–1999), dänische Tänzerin und Filmschauspielerin
- Buchārī, al- (810–870), islamischer Gelehrter
- Buchari, Nasuhi al- (1881–1961), syrischer Militär und Politiker
- Bucharin, Gennadi Iwanowitsch (1929–2020), sowjetischer Kanute
- Bucharin, Nikolai Iwanowitsch (1888–1938), sowjetischer Politiker und marxistischer TheoretikerNikolai Iwanowitsch Bucharin (1888–1938)

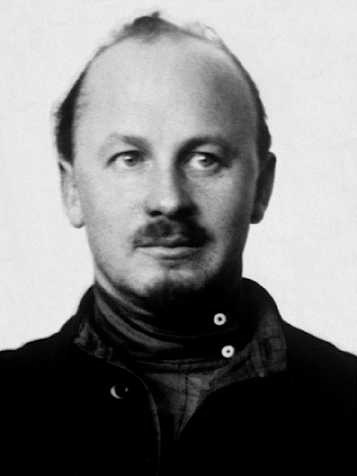
Nikolai Iwanowitsch Bucharin (1888–1938)

- Bucharina, Galina Petrowna (* 1945), sowjetische Sprinterin
- Bucharow, Alexander Jewgenjewitsch (* 1985), russischer Fußballspieler
- Bucharow, Alexander Sergejewitsch (* 1975), russischer Schauspieler
- Bucharowa, Soja Dmitrijewna (1876–1941), russische bzw. sowjetische Dichterin, Übersetzerin und Literaturkritikerin
- Buchart, Karin (* 1963), österreichische Sportschützin und Diätologin
- Buchau, Abraham Conrad (1623–1701), deutscher Bildhauer
- Buchau, Conrad († 1657), deutscher Bildhauer
- Buchau, Johann Conrad, deutscher Architekt und Bildhauer
- Buchauer, Joachim († 1626), Abt
- Buchauer, Johann Georg, bayerischer Abgeordneter
- Buchauer, Johann Georg (1862–1901), österreichischer Zementfabrikant
- Buchauer, Rosanna (* 1990), deutsche Trail- und Ultraläuferin
- Buchauer, Wilhelm (1915–1990), deutscher Kommunal- und Landespolitiker (SPD)

### Buchb
- Buchbauer, Silvina (* 1972), österreichische Schauspielerin
- Buchbender, Ortwin (1938–2021), deutscher Historiker
- Buchberger, Adalbert (1888–1962), österreichischer Ingenieur und Politiker, Abgeordneter zum Nationalrat
- Buchberger, Anna (1911–1980), österreichische Musikerin
- Buchberger, Anton (* 1966), deutscher Skeletonpilot
- Buchberger, Bruno (* 1942), österreichischer MathematikerBruno Buchberger (* 1942)

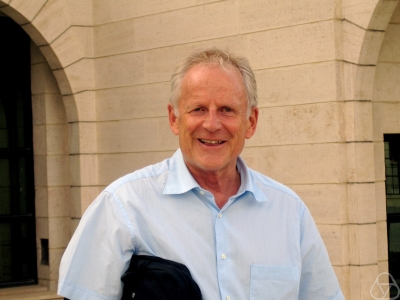
Bruno Buchberger (* 1942)

- Buchberger, Carl (1887–1974), österreichischer Diplomat
- Buchberger, Dieter (* 1958), deutscher Unternehmensberater, Professor und Politiker (ÖDP)
- Buchberger, Elisabeth (1950–2022), deutsche Juristin, stellvertretende Vorsitzende am Bundesverwaltungsgericht und Verfassungsrichterin
- Buchberger, Emil, österreichischer Fußballspieler
- Buchberger, Harry Maximilian (1923–2013), deutscher Silber- und Goldschmied sowie Bildhauer, Medailleur und Stiftungs-Gründer
- Buchberger, Heinz-Peter (* 1949), deutscher Fußballspieler
- Buchberger, Hubert (1951–2025), deutscher Kammermusiker, Violinist, Dirigent und Hochschullehrer
- Buchberger, Käthe (1904–1998), österreichische Musikerin
- Buchberger, Kelly (* 1966), kanadischer Eishockeyspieler und -trainer
- Buchberger, Martin (1907–1945), österreichischer Musiker
- Buchberger, Michael (1874–1961), deutscher Geistlicher, 74. Bischof von Regensburg
- Buchberger, Rupert (1928–1994), österreichischer Politiker (ÖVP), Landtagsabgeordneter, Landwirt
- Buchberger, Werner, deutscher Wissenschaftsjournalist, insbesondere im Bereich Medizin
- Buchbinder, Bernhard (1849–1922), österreichischer Schauspieler, Journalist und Schriftsteller
- Buchbinder, Józef (1839–1909), polnischer Maler und Grafiker jüdischer Abstammung
- Buchbinder, Rudolf (* 1946), österreichischer KonzertpianistRudolf Buchbinder (* 1946)

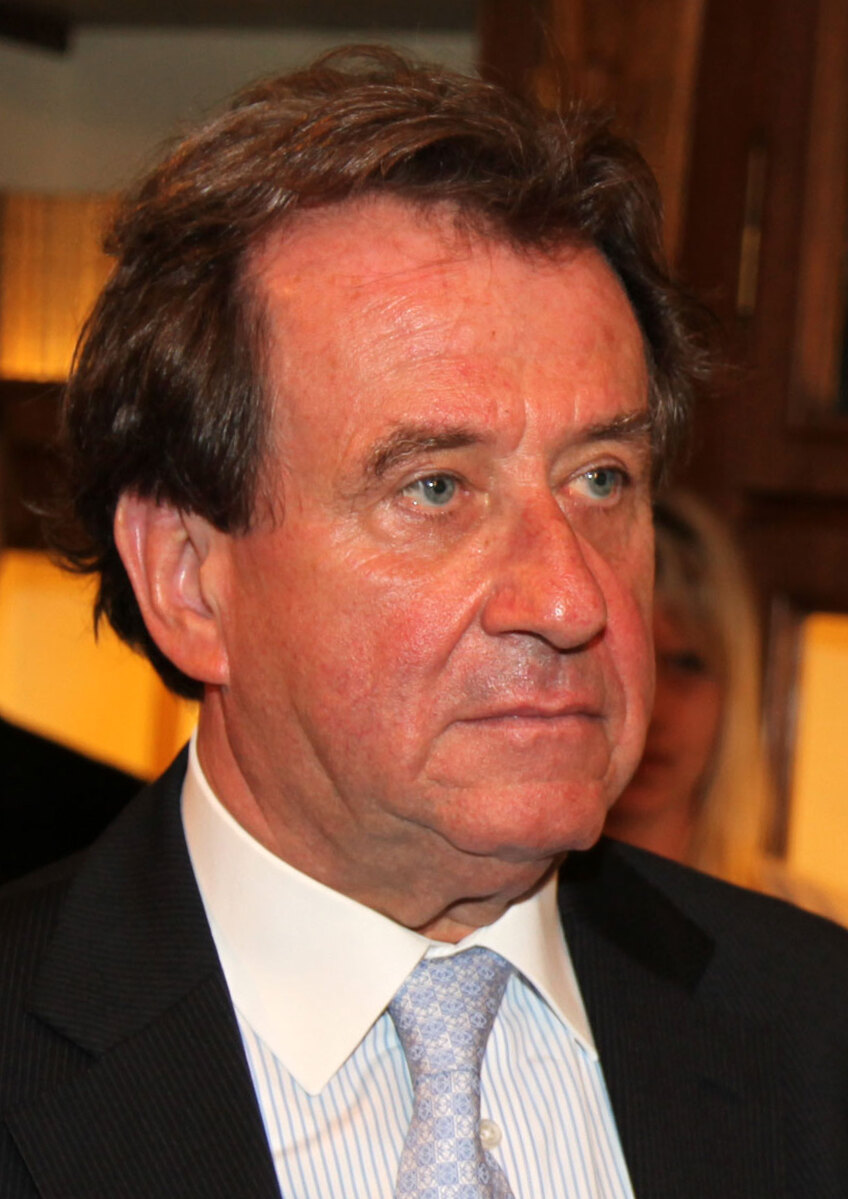
Rudolf Buchbinder (* 1946)

- Buchböck, Gusztáv (1869–1935), ungarischer Chemiker
- Buchborn, Eberhard (1921–2009), deutscher Mediziner

### Buchc
- Buchczyk, Friedrich (* 1916), deutscher Fußballspieler

### Buchd
- Buchda, Gerhard (1901–1977), deutscher Rechtshistoriker
- Buchdahl, Gerd (1914–2001), deutsch-englischer Wissenschaftshistoriker, Wissenschaftsphilosoph, Hochschullehrer

### Buche
- Büche, Josef (1848–1917), österreichischer Porträtmaler
- Büche, Katharina (* 1963), deutsche Malerin und Objektkünstlerin
- Büche, Wilhelm (1906–1980), deutscher Politiker (KPD)

#### Bucheb
- Buchebner, Erich (* 1954), österreichischer Musiker (Bassist und Sänger)
- Buchebner, Walter (1929–1964), österreichischer Dichter

#### Bucheg
- Buchegg, Berthold von († 1353), Bischof von Speyer und Straßburg
- Buchegg, Matthias von († 1328), Erzbischof von Mainz, Reichserzkanzler
- Buchegger, Anna (* 1999), österreichische Sängerin, Siegerin von Starmania
- Buchegger, Anna Carina (* 1989), österreichische Musicaldarstellerin
- Buchegger, Christine (1942–2014), österreichische SchauspielerinChristine Buchegger (1942–2014)

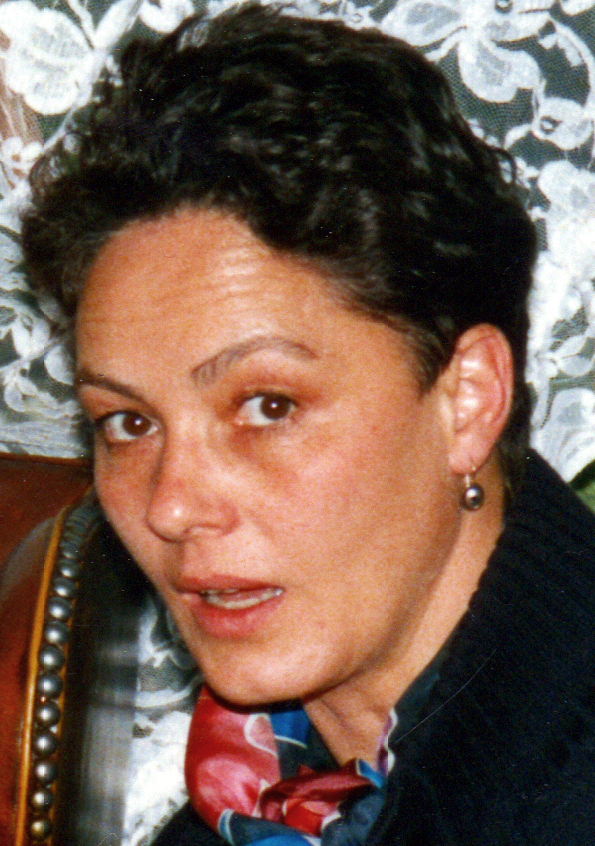
Christine Buchegger (1942–2014)

- Buchegger, Franz Eduard (1814–1868), Bibliothekar des Klosters St. Gallen
- Buchegger, Friederike, österreichische Gerechte unter den Völkern
- Buchegger, Jürg H. (* 1956), Schweizer reformierter Theologe
- Buchegger, Lukas (* 2003), österreichischer Fußballspieler
- Buchegger, Sebastian (1870–1929), deutscher Architekt
- Buchegger, Sepp (* 1948), deutscher Karikaturist, Comic-Zeichner, Buchautor und Illustrator

#### Buchel
- Büchel, Alfred (1926–2019), Schweizer Maschinenbauingenieur und Hochschullehrer
- Büchel, Alois (* 1941), Liechtensteiner Theaterintendant, -regisseur und Olympiateilnehmer
- Büchel, Armin (1945–1994), liechtensteinischer Judoka
- Büchel, Augustus Carl (1813–1864), deutscher Offizier
- Büchel, Benjamin (* 1989), liechtensteinischer FussballspielerBenjamin Büchel (* 1989)

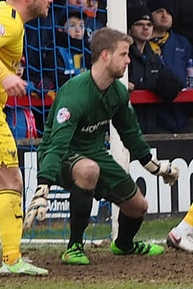
Benjamin Büchel (* 1989)

- Büchel, Christian (* 1965), deutscher Mediziner
- Büchel, Christoph (* 1966), Schweizer Künstler
- Büchel, Conrad (1800–1875), deutscher Rechtswissenschaftler und Hochschullehrer
- Büchel, Cyrill (1929–2005), liechtensteinischer Politiker (VU)
- Büchel, Dietrich von († 1552), deutscher Jurist, Diplomat und kurkölnischer Sekretär
- Büchel, Emanuel (1705–1775), Schweizer Bäcker, Zeichner, Topograph und Aquarellist
- Büchel, Erich, liechtensteinischer Fussballspieler
- Büchel, Ernst (1922–2003), liechtensteinischer Rechtsanwalt und Politiker
- Büchel, Ernst Andreas (1896–1960), liechtensteinischer Politiker
- Büchel, Eugen (1916–1978), liechtensteinischer Bobfahrer
- Büchel, Fred (* 1962), Schweizer Performer, Autor und Bildender Künstler
- Büchel, Gebhard (* 1921), Liechtensteiner Zehnkämpfer
- Büchel, Georg (* 1951), deutscher Geologe
- Büchel, Gerold (* 1974), liechtensteinischer Politiker
- Büchel, Gertrud von (1467–1543), deutsche Äbtissin, Kalligraphin und Buchillustratorin
- Büchel, Hans (1893–1961), deutscher Landwirt und Politiker
- Büchel, Heinrich von († 1597), deutscher Jurist, Diplomat und Rat mehrerer Trierer und Kölner Erzbischöfe
- Büchel, Hubert (* 1951), liechtensteinischer Botschafter
- Büchel, Hubert (* 1973), liechtensteinischer Politiker (VU)Hubert Büchel (* 1973)

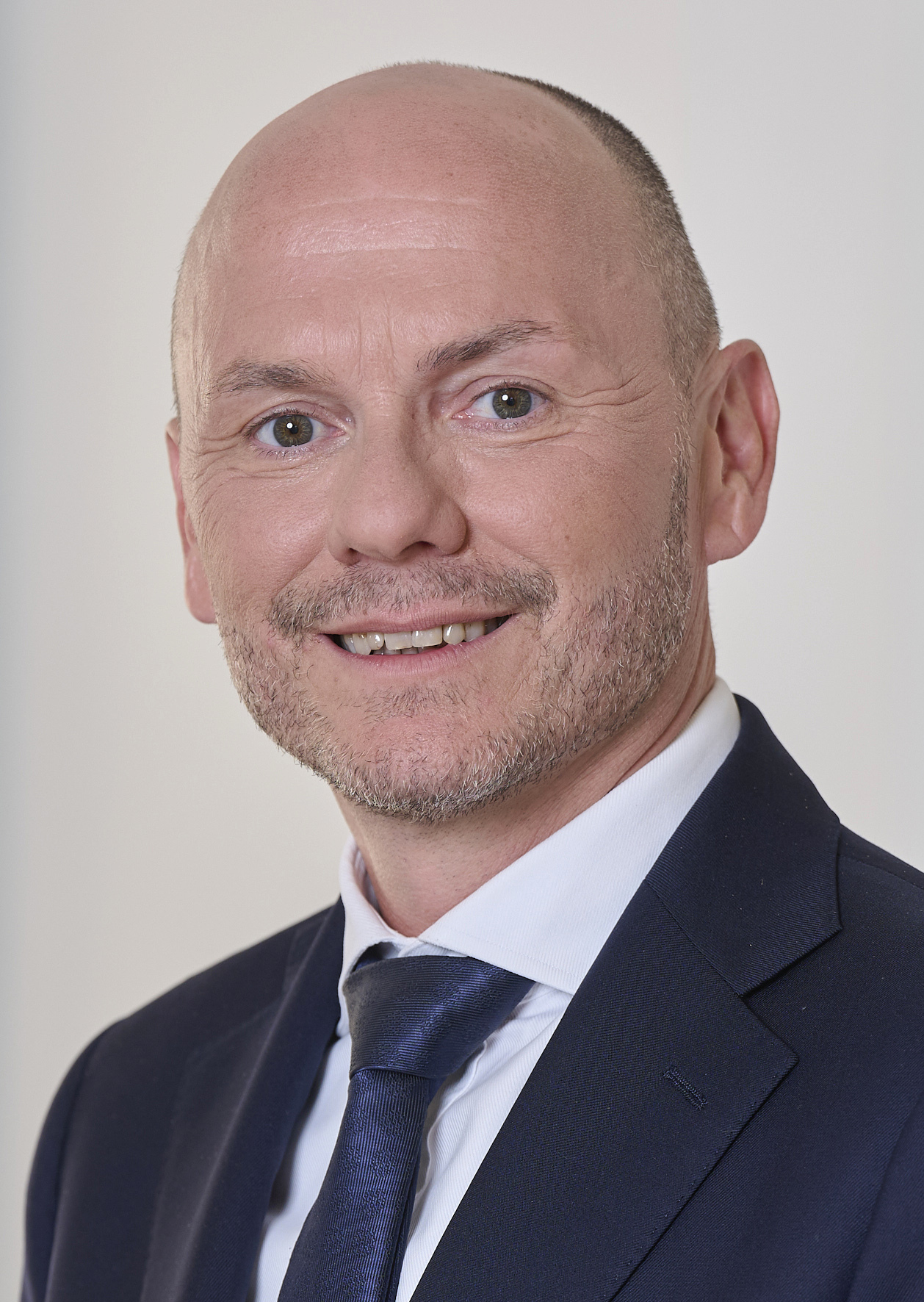
Hubert Büchel (* 1973)

- Büchel, Imke (* 1961), deutsche Schauspielerin
- Büchel, Jakob (* 1955), liechtensteinischer Politiker und Parteipräsident der Vaterländischen Union
- Büchel, Johann (1869–1930), liechtensteinischer Politiker (VP)
- Büchel, Johann Baptist (1853–1927), liechtensteinischer Politiker
- Büchel, Johann Baptist der Ältere (1824–1907), liechtensteinischer römisch-katholischer Priester und Landtagsabgeordneter
- Büchel, Johann V. (1754–1842), deutscher Tuchmacher, Zunftmeister, Ratsherr, Hochgerichtsschöffe und Bürgermeister
- Büchel, Josef (1910–1991), liechtensteinischer Politiker und Jurist
- Büchel, Karl Heinz (1931–2020), deutscher Chemiker
- Büchel, Klaus (* 1948), deutscher Fußballspieler
- Büchel, Lars (* 1966), deutscher Autor, Filmproduzent und Regisseur
- Büchel, Magnus (* 1960), liechtensteinischer Judoka
- Büchel, Manfred (* 1961), liechtensteinischer Fussballspieler
- Büchel, Marcel (* 1991), liechtensteinischer Fussballspieler
- Büchel, Marco (* 1971), liechtensteinisch-schweizerischer SkirennläuferMarco Büchel (* 1971)

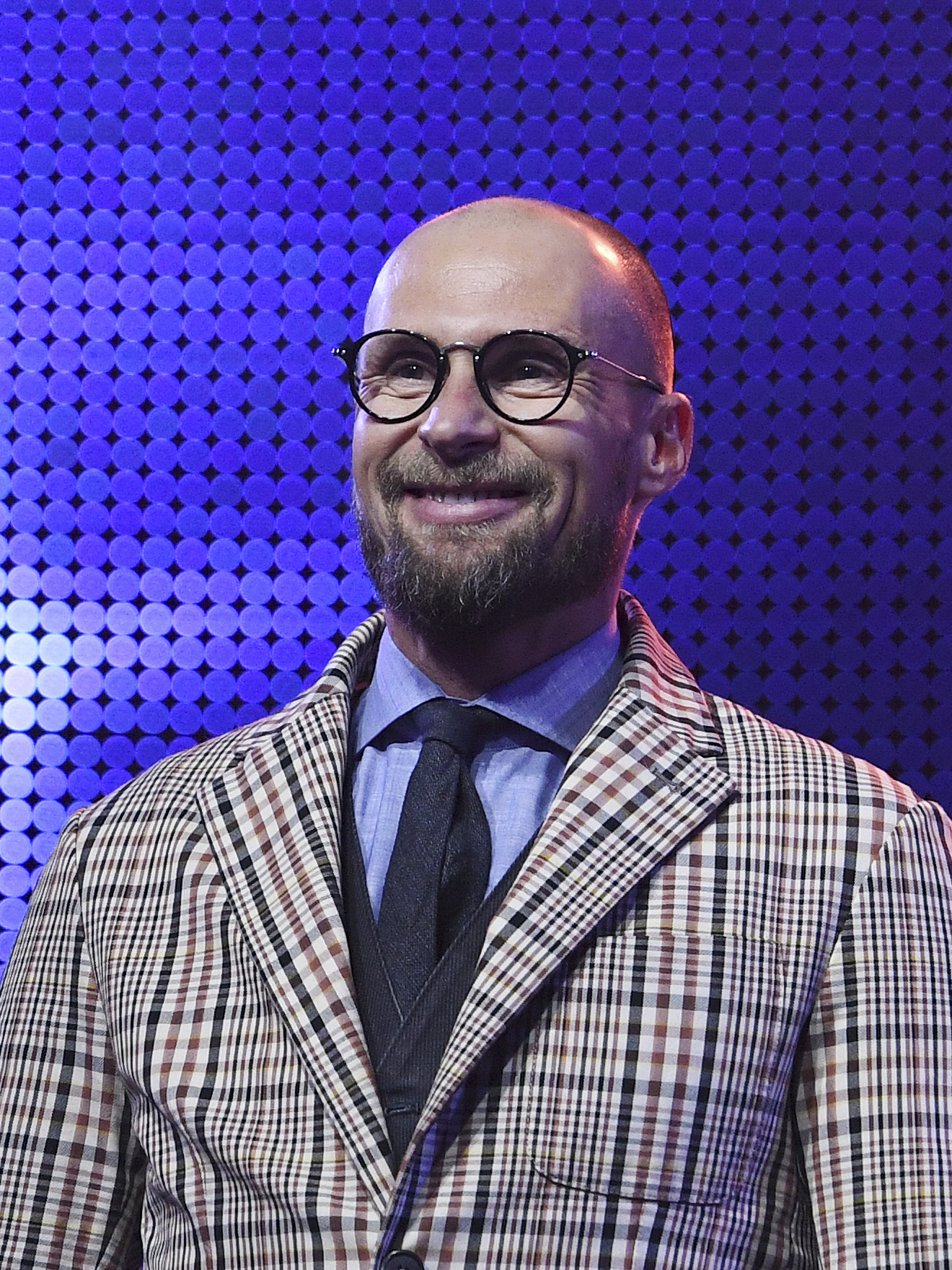
Marco Büchel (* 1971)

- Büchel, Marco (* 1979), liechtensteinischer Fussballspieler
- Büchel, Marco (* 1983), deutscher Politiker (Die Linke), MdL
- Büchel, Markus (* 1949), Schweizer Geistlicher, römisch-katholischer Bischof von St. Gallen
- Büchel, Markus (* 1953), liechtensteinischer Politiker
- Büchel, Markus (1959–2013), liechtensteinischer Regierungschef
- Büchel, Markus (* 1961), Liechtensteiner Sprinter
- Büchel, Martin (* 1987), liechtensteinischer Fussballspieler
- Büchel, Matthias (1912–1999), deutscher Sänger und Dirigent
- Büchel, Nikolaus (* 1957), liechtensteinischer Schauspieler und Regisseur
- Büchel, Oskar-Wilhelm (1924–2007), deutscher Pädagoge und Politiker (CDU), MdL
- Büchel, Otto (1949–2005), liechtensteinischer Politiker
- Büchel, Paul (* 1953), liechtensteinischer Judoka
- Büchel, Peter (* 1958), liechtensteinischer Politiker
- Büchel, Robert (* 1968), liechtensteinischer Skirennläufer
- Büchel, Roland Rino (* 1965), Schweizer Politiker (SVP)Roland Rino Büchel (* 1965)

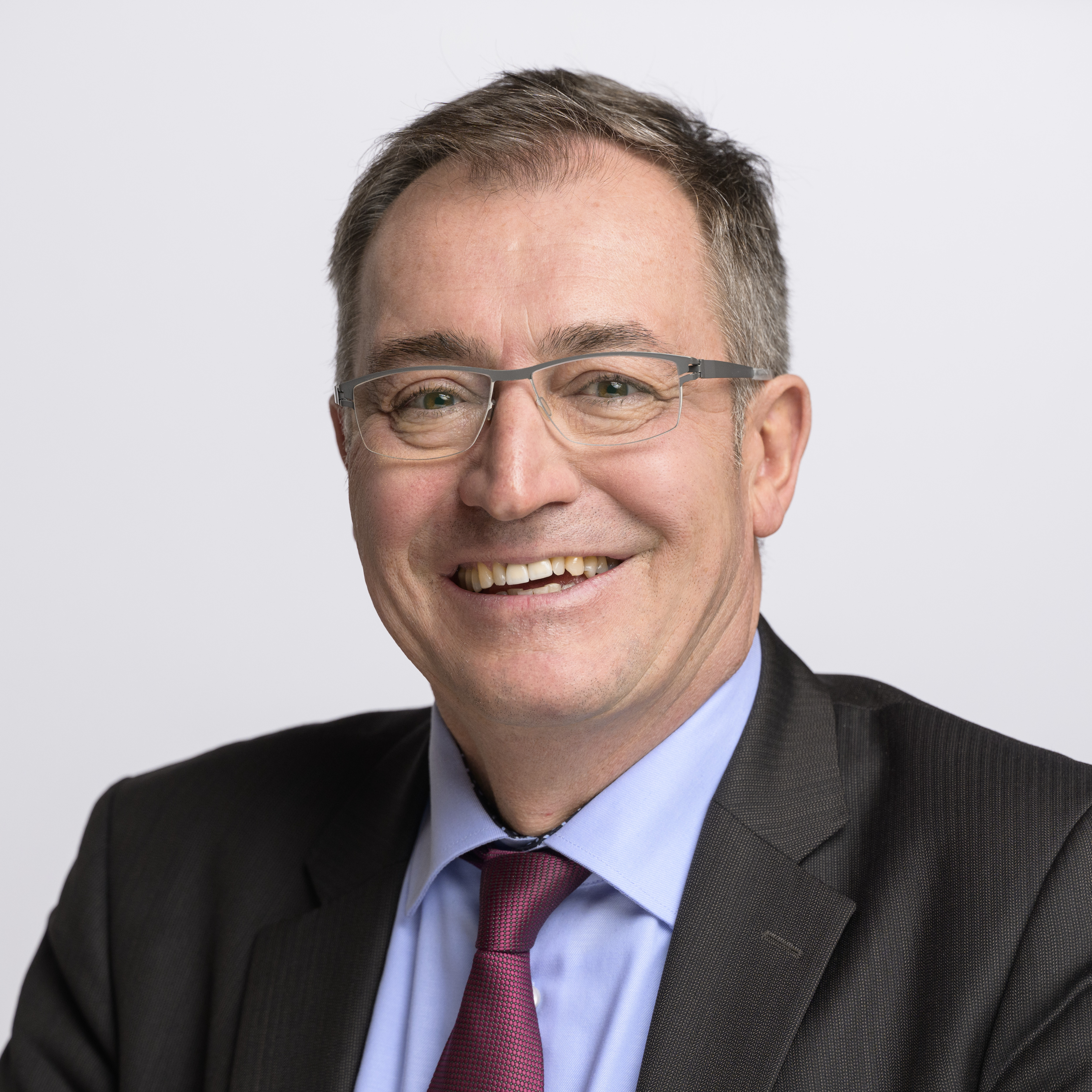
Roland Rino Büchel (* 1965)

- Büchel, Ronny (* 1982), liechtensteinischer Fussballspieler
- Büchel, Sandro (* 1991), Schweizer Unihockeyspieler
- Büchel, Simak (* 1977), deutscher Schriftsteller
- Büchel, Stefan (* 1986), liechtensteinischer Fussballspieler
- Büchel, Thomas (* 1965), deutscher Schauspieler
- Büchel, Ulrich (1753–1792), Schweizer Baumeister des Spätbarock und Frühklassizismus
- Büchel, Walter (* 1952), liechtensteinischer Fußballspieler
- Büchel, Wilhelm (1873–1951), liechtensteinischer Landwirt und Politiker
- Büchel, Wolfgang (1920–1990), deutscher Ordensgeistlicher und Philosoph
- Büchel-Thalmaier, Robert (* 1963), liechtensteinischer Sportfunktionär
- Buchela (1899–1986), deutsche Wahrsagerin
- Büchele, Carlos Luís (1848–1913), brasilianischer Politiker
- Büchele, Dominik (* 1991), deutscher Popsänger
- Büchele, Herwig (* 1935), österreichischer Theologe und Autor
- Büchele, Mia (* 2003), deutsche Fußballspielerin
- Büchele, Wolfgang (* 1959), deutscher Chemiker und Manager
- Bücheler, Franz (1837–1908), deutscher klassischer Philologe
- Bücheler, Josef (* 1936), deutscher Künstler
- Bucheli, Anton (1929–2020), Schweizer Fußballschiedsrichter
- Bucheli, Roman (* 1960), Schweizer Journalist und Literaturkritiker
- Bucheli, Thomas (* 1961), Schweizer Meteorologe und FernsehmoderatorThomas Bucheli (* 1961)
- Bucheli, Thomas (* 1977), Schweizer Ringer

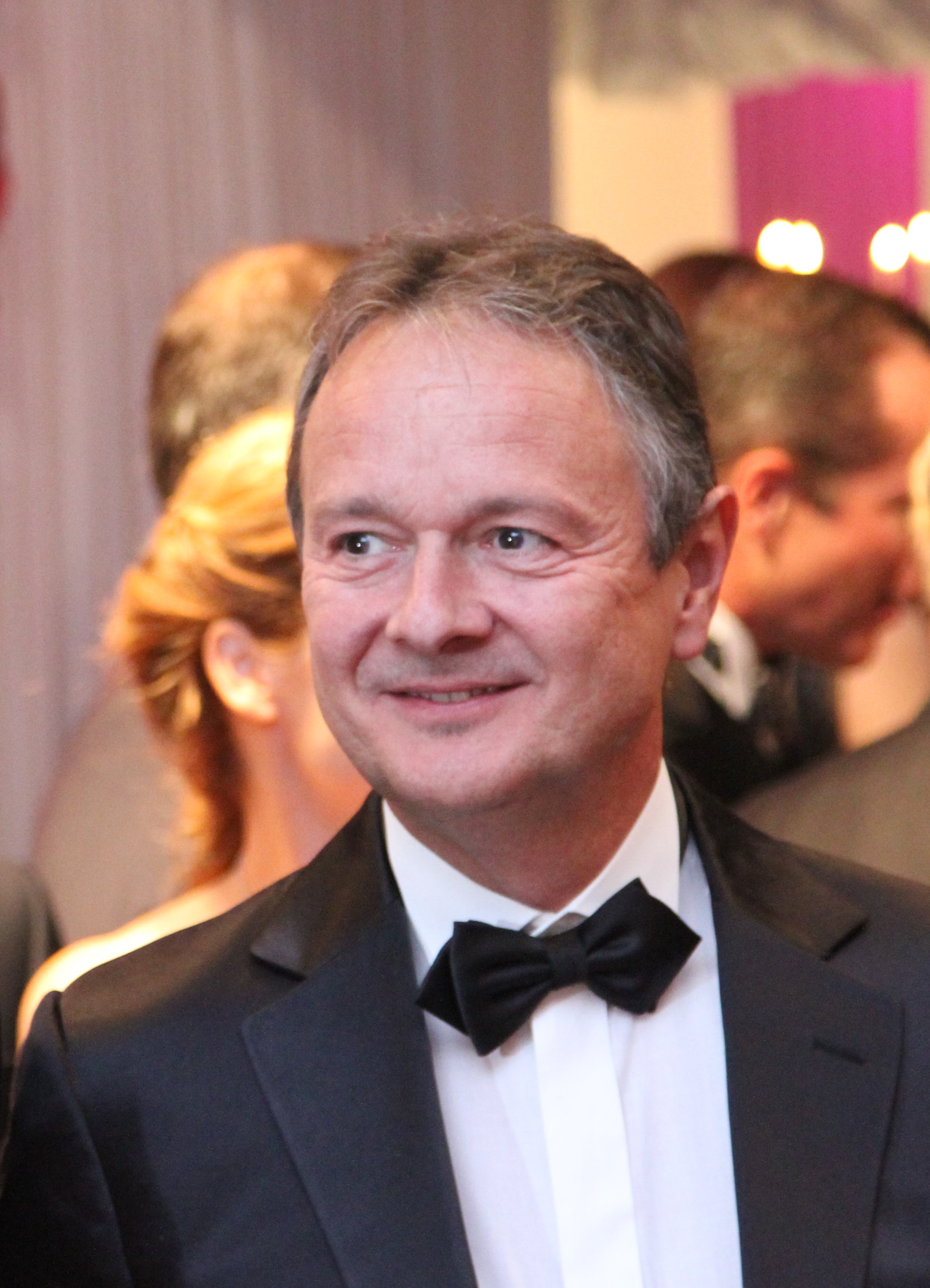
Thomas Bucheli (* 1961)

- Buchelius, Arnoldus (1565–1641), niederländischer Humanist, Jurist, Altertumsforscher, Genealoge und Heraldiker
- Buchelle, Franz (* 1944), österreichischer Radrennfahrer
- Buchelli, Humberto (* 1919), argentinisch-uruguayischer Fußballspieler und -trainer
- Büchelmeier, Josef (* 1948), deutscher Politiker
- Buchelt, Ingo (* 1938), deutscher Jurist und Funktionär des Deutschen Alpenvereins

#### Buchem
- Buchem, Ilona (* 1976), deutsche Kommunikationswissenschaftlerin und Hochschullehrerin
- Buchem, Janot (1946–2014), belgischer Jazzmusiker

#### Buchen
- Buchen, Philip W. (1916–2001), US-amerikanischer Regierungsbeamter, Rechtsanwalt und Rechtsberater des Weißen Hauses
- Buchen, Stefan (* 1969), deutscher investigativer Journalist und FernsehautorStefan Buchen (* 1969)

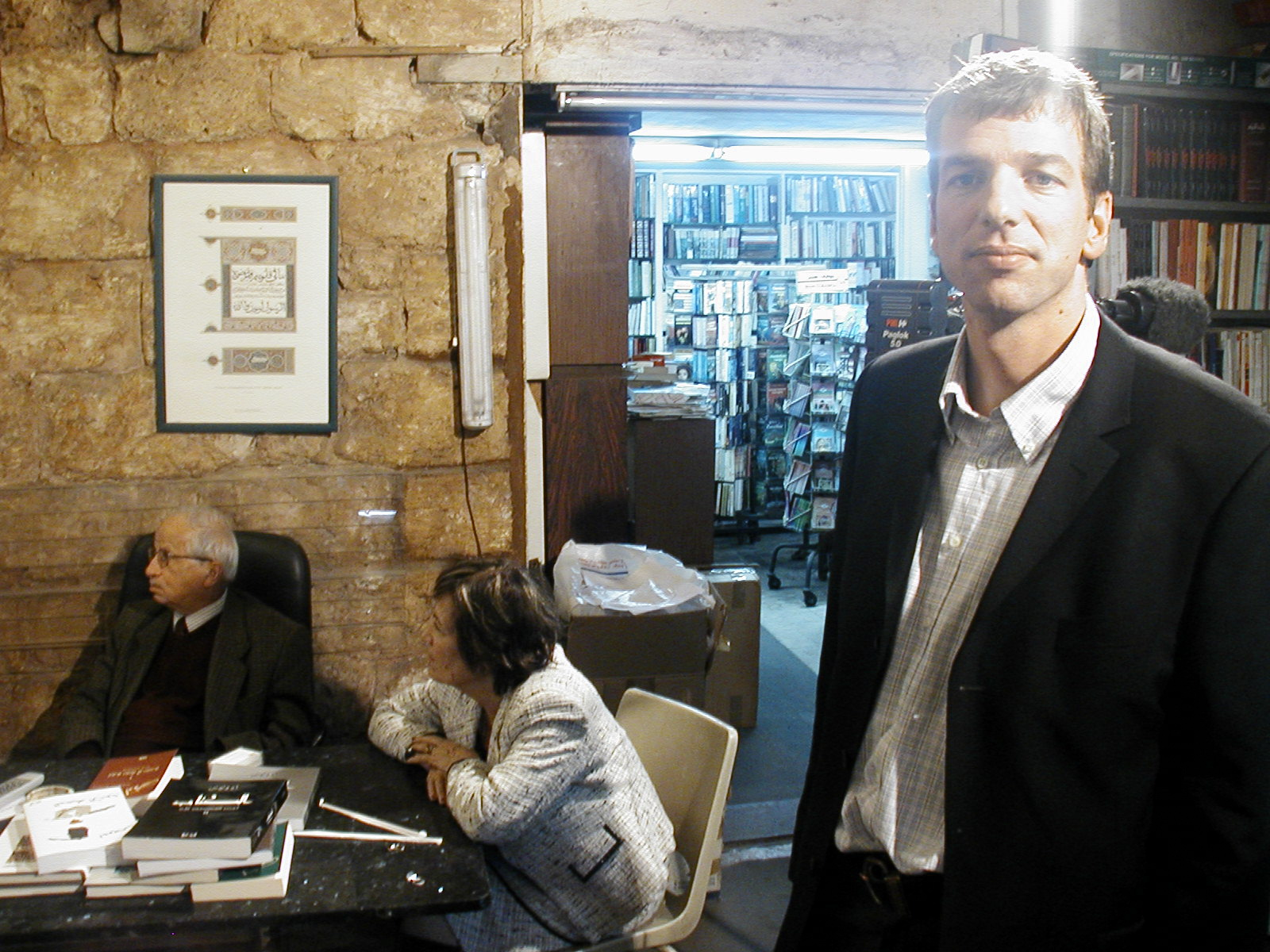
Stefan Buchen (* 1969)

- Buchenau, Artur (1879–1946), deutscher Philosoph, Lehrer und Lektor
- Buchenau, Berthold (1934–2016), deutscher Fußballspieler
- Buchenau, Franz (1831–1906), deutscher Schullehrer und Botaniker
- Buchenau, Friedrich (1914–1991), deutscher Brigadegeneral
- Buchenau, Heinrich (1862–1931), deutscher Numismatiker
- Buchenau, Jürgen (* 1964), Historiker und Hochschullehrer
- Buchenau, Klaus (* 1967), deutscher Historiker
- Buchenau, Oda (1900–1988), deutsche Pressendruckerin und Buchhändlerin
- Buchenau, Peter (* 1962), deutscher Autor
- Buchenau, Siegfried (1870–1932), deutscher Kaufmann, Gutspächter und Kunstsammler
- Buchenau, Siegfried (1892–1964), deutscher Buchgestalter und Verleger
- Buchenauer, Heinrich (* 1940), deutscher Phytopathologe
- Buchenauer, Liselotte (1922–2003), österreichische Alpinistin, Bergschriftstellerin und Journalistin
- Buchenbach, Hans Jacob Breuning von († 1617), deutscher Orientreisender und württembergischer Gesandter
- Buchenbach, Sigmund Heinrich zu (1685–1760), schwäbischer Generalmajor
- Büchenbacher, Hans (1887–1977), deutscher Philosoph und Anthroposoph
- Buchenberg, Wolfram (* 1962), deutscher Komponist
- Buchenberger, Adolf (1848–1904), deutscher Nationalökonom und badischer Staatsmann
- Buchenrieder, Franz, deutscher Basketballtrainer, -funktionär, -spieler
- Buchenrieder, Gertrud (* 1964), deutsche Agrarwissenschaftlerin und Entwicklungsökonomin
- Buchenrieder, Klaus (* 1958), deutscher Informatiker und Hochschullehrer
- Buchenroth, Sandra, deutsche Basketballspielerin

#### Bucher
- Bucher, Adolf (1878–1977), Schweizer Politiker (SP)
- Bucher, Alexander (1838–1908), sächsischer Generalmajor
- Bucher, Alice (1898–1991), Schweizer Verlegerin und Mäzenin
- Bucher, Alois (1860–1941), Schweizer Bankier und katholisch-konservativer Politiker
- Bucher, André (1924–2009), Schweizer Künstler und Bildhauer
- Bucher, André (* 1976), Schweizer Mittelstreckenläufer
- Bucher, Anne, französische EU-Beamtin und Generaldirektorin
- Bucher, Anton A. (* 1960), Schweizer Theologe, Hochschullehrer und Buchautor
- Bucher, Anton von (1746–1817), deutscher Theologe, Schriftsteller, Satiriker und Schulreformer
- Bucher, Bettina (* 1980), Schweizer Sportschützin
- Bucher, Bonaventura (1719–1776), Schweizer Benediktinermönch, Fürstabt des Klosters Muri
- Bucher, Bruno (1826–1899), deutscher Kunstschriftsteller und Direktor des Museums für angewandte Kunst in Wien
- Bucher, Carl (1898–1985), deutscher Ingenieur
- Bucher, Carl Josef (1873–1950), Schweizer Verleger und Luzerner Grossrat
- Bucher, Caspar (1554–1617), deutscher Philologe, Philosoph und Bibliothekar
- Bücher, Chiara (* 2003), deutsche Fußballspielerin
- Bucher, Chris (* 1987), Schweizer Schauspieler und Regisseur
- Bucher, Christian (1956–2023), österreichischer Bauingenieur
- Bucher, Christian (* 1969), Schweizer Schlagzeuger
- Bucher, Christian Traugott (1764–1808), sächsischer Botaniker
- Bucher, Christoph Friedrich (1651–1716), sächsischer Geistlicher
- Bucher, Consolata (1942–2015), schweizerische Zisterzienserin und Äbtissin des Klosters Frauenthal
- Bücher, Dietmar (1944–2021), deutscher Bauunternehmer
- Bucher, Dominikus (1871–1945), Schweizer Benediktinermönch, Abt der Abtei Muri-Gries
- Bucher, Eduard (1865–1943), Schweizer Politiker
- Bucher, Engelbert (1913–2005), Schweizer Geistlicher und Historiker
- Bucher, Erich (1915–1994), deutscher Kommunalpolitiker
- Bucher, Erich (* 1951), Schweizer Politiker und Ökonom
- Bucher, Ernst (1934–2022), Schweizer Physiker
- Bucher, Erwin (1920–2001), Schweizer Historiker
- Bucher, Eugen (1929–2014), Schweizer Jurist
- Bucher, Ewald (1914–1991), deutscher Politiker (FDP, DVP, CDU), MdBEwald Bucher (1914–1991)

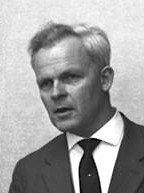
Ewald Bucher (1914–1991)

- Bucher, Franz (1914–1998), österreichischer Leichtathlet
- Bucher, Franz (1928–1995), deutscher Bildhauer
- Bucher, Franz (* 1940), Schweizer bildender Künstler
- Bucher, Franz Josef (1834–1906), Schweizer Hotelier, Eisenbahnpionier und Unternehmer
- Bucher, Franz Xaver (* 1743), deutsch-ungarischer Maler
- Bucher, Franz Xaver (1899–1959), deutscher Kunstmaler
- Bucher, Friedrich Benjamin (1771–1826), sächsischer Jurist, Wirtschaftspolitiker und Übersetzer
- Bucher, Gebhard (1954–2013), österreichischer Gastronom
- Bucher, Georg (1774–1837), Hauptmann und Schützenmajor im Tiroler Freiheitskampf
- Bucher, Georg (1905–1972), österreichischer Schauspieler
- Bucher, Gina (* 1978), Schweizer Autorin
- Bucher, Gregor (1935–2019), schweizerischer Benediktiner, römisch-katholischer Theologe und Logiker
- Bucher, Gregor (* 1970), deutscher Genetiker
- Bucher, Hans (1929–2002), deutscher Kunstmaler
- Bucher, Hans-Jürgen (* 1953), deutscher Medienwissenschaftler und emeritierter Professor
- Bucher, Heidi (1926–1993), Schweizer Künstlerin
- Bücher, Hermann (1882–1951), deutscher Beamter und Industriemanager
- Bucher, Hertha (1898–1960), deutsch-österreichische Keramikerin
- Bucher, Hieronymus (1538–1589), Großkaufmann in Eisleben und Halle
- Bucher, Hubert (1931–2021), deutscher Geistlicher, römisch-katholischer Bischof von Bethlehem in Südafrika
- Bucher, Ivan (* 1973), Schweizer Bodybuilder
- Bucher, Jakob (1575–1617), Schweizer Politiker
- Bucher, Jakob Anton (1927–2012), österreichischer Maler
- Bucher, Jan (* 1957), US-amerikanische Freestyle-Skisportlerin
- Bucher, Jeanne (1872–1946), französische Galeristin und Kunsthändlerin
- Bücher, Johann (1721–1785), deutscher evangelischer Theologe
- Bucher, Johann Jakob (1814–1905), Schweizer Politiker
- Bucher, Johann Peter (1740–1820), deutscher Rechtswissenschaftler
- Bucher, Johanna (1921–1996), deutsche Schauspielerin
- Bucher, John (1930–2020), US-amerikanischer Jazzmusiker (Kornett, Trompete)
- Bucher, John Conrad (1792–1851), US-amerikanischer Politiker
- Bucher, Josef (1815–1888), Schweizer Politiker
- Bucher, Josef (* 1965), österreichischer Politiker (FPÖ, BZÖ), Abgeordneter zum NationalratJosef Bucher (* 1965)

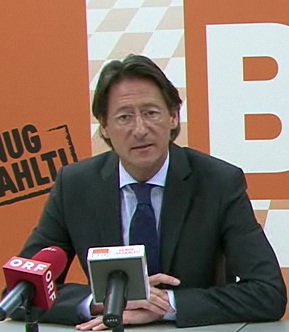
Josef Bucher (* 1965)

- Bucher, Joseph (1838–1909), deutscher Verleger und Politiker
- Bucher, Jürg (* 1947), Schweizer Manager und Unternehmer
- Bucher, Jürgen (* 1957), deutscher Fußballspieler
- Bücher, Karl (1847–1930), deutscher Volkswirt und Zeitungswissenschaftler
- Bucher, Karl Franz Ferdinand (1786–1854), deutscher Rechtswissenschaftler und Hochschullehrer
- Bucher, Laura (* 1984), Schweizer Politikerin (SP) und Kantonsrätin
- Bucher, Leopold (1797–1877), österreichischer Porträt- und Historienmaler
- Bucher, Lothar (1817–1892), preußischer Jurist, Journalist und Politiker
- Bucher, Mario (* 1991), Schweizer Politiker (SVP)Mario Bucher (* 1991)

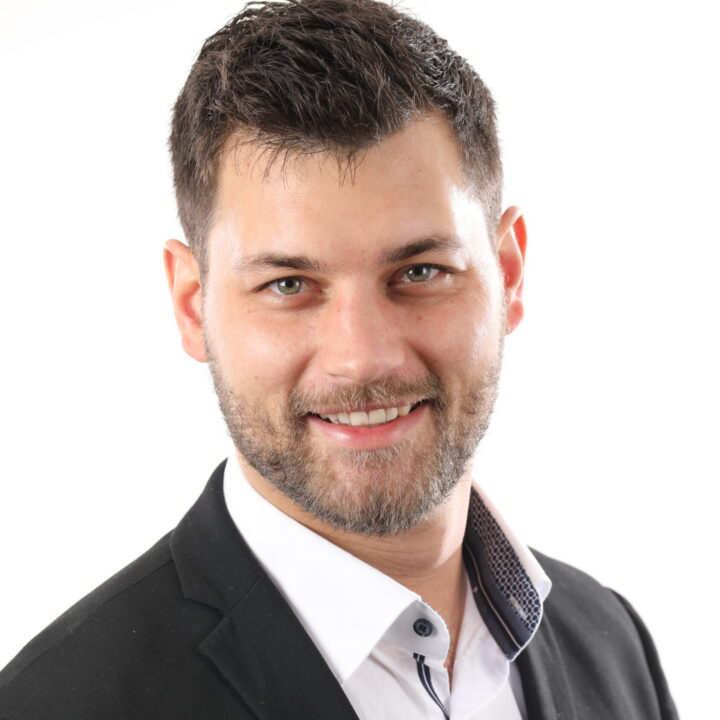
Mario Bucher (* 1991)

- Bucher, Martin (1614–1690), sächsischer Geistlicher
- Bucher, Martin (* 1967), Schweizer Bildhauer und Objektkünstler
- Bucher, Michael (* 1969), österreichischer Judoka
- Bucher, Michael (* 1975), Schweizer Gitarrist, Multiinstrumentalist, Komponist und Tongestalter
- Bucher, Nadja (* 1976), österreichische Slam-Poetin und Autorin
- Bucher, Noëlle (* 1985), Schweizer Politikerin (Grüne)
- Bücher, Norman (* 1978), deutscher Extremläufer
- Bucher, Nuria (* 2005), Schweizer Handballspielerin
- Bücher, Oliver (* 1961), deutscher Fußballspieler
- Bucher, Otmar (* 1935), Schweizer Grafiker und Gestalter
- Bucher, Otto (* 1901), Schweizer Ruderer
- Bucher, Patricia (* 1976), Schweizer Installations- und Objektkünstlerin
- Bücher, Paul (1891–1968), deutscher Landschaftsmaler und Glasmaler der Düsseldorfer Schule
- Bucher, Peter (1820–1910), Schweizer Politiker
- Bucher, Peter (1947–2019), deutscher Handballspieler
- Bucher, Rainer (* 1956), deutscher Theologe
- Bucher, Ralf (* 1972), deutscher Fußballspieler
- Bucher, Ralf (* 1978), Schweizer Politiker (CVP)
- Bucher, Renata (* 1977), Schweizer Triathletin
- Bucher, Reto (* 1982), Schweizer Ringer
- Bucher, Richard (1955–2012), Schweizer Eishockeytorwart
- Bucher, Rudolf (1826–1889), deutscher Jurist und Politiker
- Bucher, Rudolf (1899–1971), Schweizer Arzt und Politiker (LdU)
- Bucher, Samuel Friedrich (1692–1765), deutscher Altertumsforscher, Philologe und Pädagoge
- Bucher, Silvana (* 1984), Schweizer Skilangläuferin
- Bucher, Simon (* 2000), österreichischer SchwimmerSimon Bucher (* 2000)

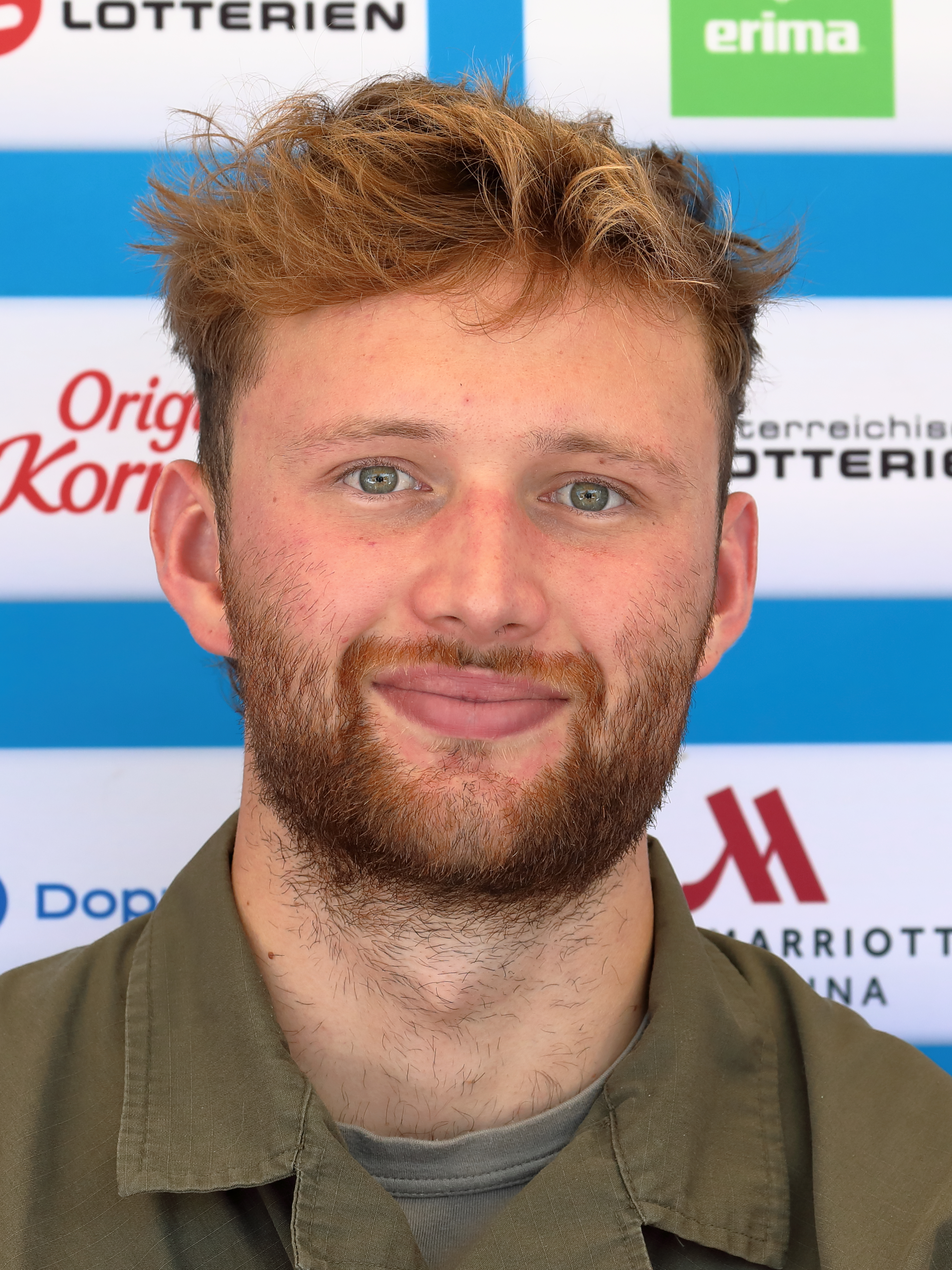
Simon Bucher (* 2000)

- Bucher, Theodor (1868–1935), Schweizer Weinhändler und Mundartautor
- Bücher, Theodor (1914–1997), deutscher Biochemiker
- Bucher, Tobias (* 1989), Schweizer Eishockeyspieler
- Bucher, Urban Gottfried (1679–1724), sächsischer Medizintheoretiker und Arzt
- Bucher, Urs (* 1962), Schweizer Diplomat
- Bucher, Walter (1926–2025), Schweizer Radrennfahrer
- Bucher, Walter Hermann (1889–1965), US-amerikanischer Geologe
- Bucher, Werner (1938–2019), Schweizer Schriftsteller, Herausgeber, Verleger
- Bücher, Wilhelm (1824–1888), deutsch-österreichischer Architekt
- Bucher, Willi (* 1948), deutscher Maler, Videokünstler und Ausstellungsmacher
- Bucher, Wolf (1497–1566), Großkaufmann in Eisleben
- Bucher, Zeno (1907–1984), Schweizer Philosoph
- Bucher-Guyer, Jean (1875–1961), Schweizer Unternehmer
- Bucher-Johannessen, Thomas (* 1997), norwegischer Skilangläufer
- Bucher-Manz, Johann (1843–1919), Schweizer Schmied, Mechaniker und Unternehmer
- Buchère de Lépinois, Eugène-Louis-Ernest de (1814–1873), französischer Historiker
- Buchère de Lépinois, Pierre-Jean-Baptiste-Ernest de (1779–1848), französischer Maler und Bürgermeister von Provins
- Bucherer, Alfred (1863–1927), deutscher Physiker
- Bucherer, Hans Theodor (1869–1949), deutscher Chemiker
- Bucherer, Karl Jakob Ludwig (1865–1925), deutscher Reichsgerichtsrat
- Bucherer, Max (1883–1974), Schweizer Grafiker und Maler
- Bucherer, Wilhelmine (1919–2006), Schweizer Harfenistin
- Bücherl, Emil (1919–2001), deutscher Wissenschaftler und Herzchirurg
- Bücherl, Wolfgang (1911–1985), deutsch-brasilianischer Biologe, Arachnologe und Hochschullehrer
- Büchert, Andreas (* 1986), deutscher Basketballspieler
- Buchert, Hermann (1876–1955), deutscher Architekt, Baubeamter und Hochschullehrer
- Buchert, Nick (* 1983), US-amerikanischer Basketballschiedsrichter
- Buchert, Rainer (* 1947), deutscher Jurist, Polizeipräsident von Offenbach am Main (1993–1999)

#### Buchet
- Buchet, Philippe (* 1962), französischer Comiczeichner
- Buchet, Robert (1922–1974), französischer Autorennfahrer und Rennstallbesitzer

#### Buchez
- Buchez, Philippe (1796–1865), französischer Politiker und Historiker

### Buchf
- Buchfelder, Hermann (1889–1969), österreichischer Wasserballspieler
- Buchfelder, Rudolf (1884–1967), österreichischer Wasserballspieler
- Buchfellner, Ursula (* 1961), deutsches Fotomodell und Schauspielerin
- Buchführer, Gerhard (1930–2000), deutscher Parteifunktionär (SED), Wirtschaftswissenschaftler und Hochschullehrer
- Buchfürer, Michael († 1577), deutscher Buchhändler und Buchdrucker der Reformationszeit in Erfurt

### Buchg
- Buchgeister, Heinrich (1891–1977), deutscher Meister im Speer- und Diskuswurf
- Buchgschwenter, Hans (1898–1985), österreichischer Bildhauer und Maler

### Buchh
- Buchhammer, Kitty (1945–2018), österreichische Schauspielerin und Theaterregisseurin
- Buchhart, Dieter (* 1971), österreichischer Kunsthistoriker, Biologe und Kurator
- Buchheim genannt von Bieberehren, Kraft von, Abt des Benediktinerklosters in Münsterschwarzach
- Buchheim, Amalie (1819–1902), deutsche Museumsleiterin
- Buchheim, Anna (* 1965), deutsche Psychologin und Psychoanalytikerin
- Buchheim, Charlotte (1891–1964), deutsche Malerin
- Buchheim, Christina (* 1970), deutsche Politikerin (Die Linke), MdLChristina Buchheim (* 1970)

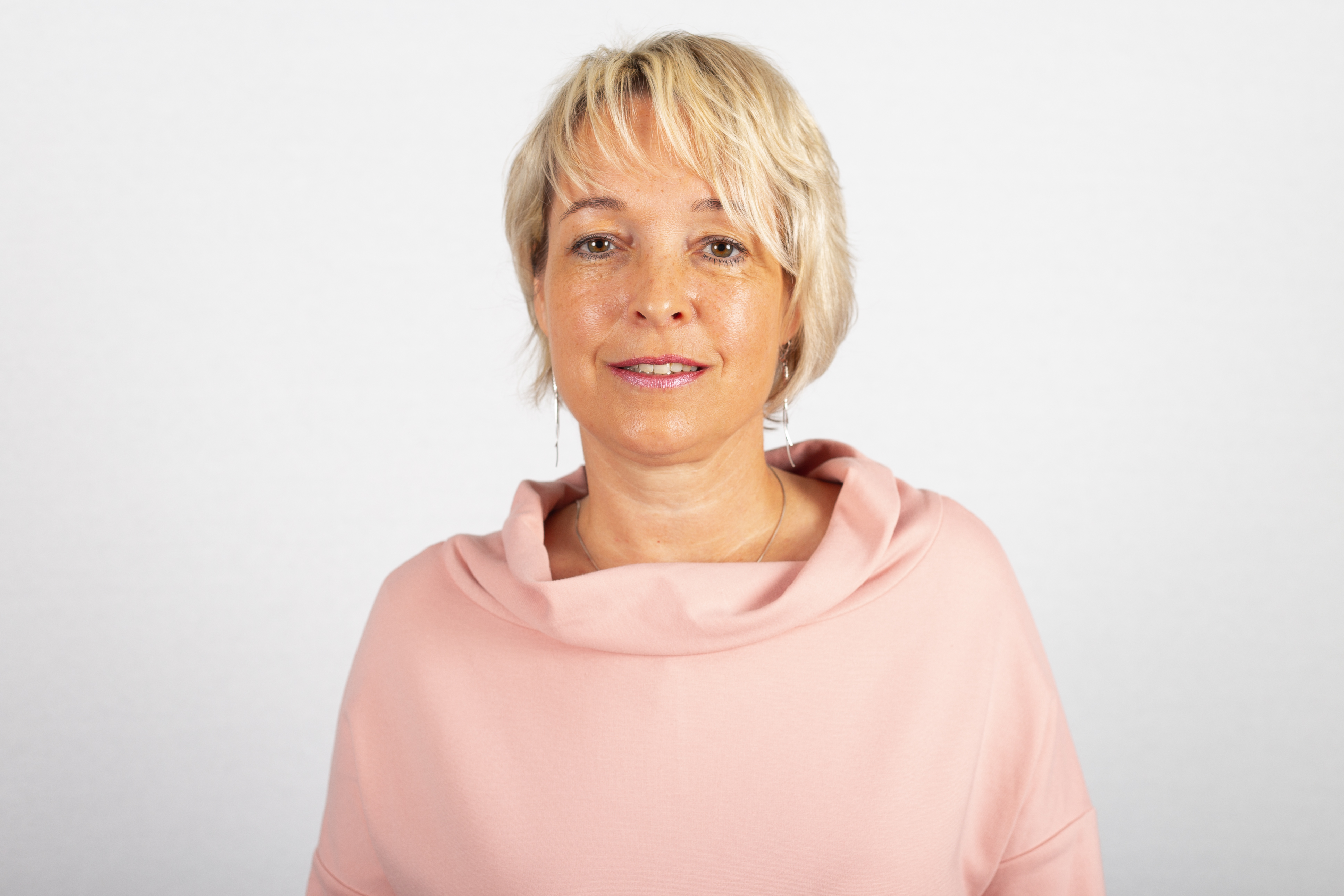
Christina Buchheim (* 1970)

- Buchheim, Christoph (1954–2009), deutscher Wirtschaftshistoriker
- Buchheim, Diethild (1922–2014), deutsche Buchhändlerin und Ehefrau von Lothar-Günther Buchheim
- Buchheim, Elfriede (1900–1995), deutsche Malerin und Grafikerin in der Lausitz
- Buchheim, Gisela (1931–1991), deutsche Technikwissenschaftshistorikerin
- Buchheim, Hans (1922–2016), deutscher Politikwissenschaftler
- Buchheim, Karl (1889–1982), deutscher Historiker und Philosoph
- Buchheim, Lothar-Günther (1918–2007), deutscher Schriftsteller, Maler, Kunstsammler und VerlegerLothar-Günther Buchheim (1918–2007)

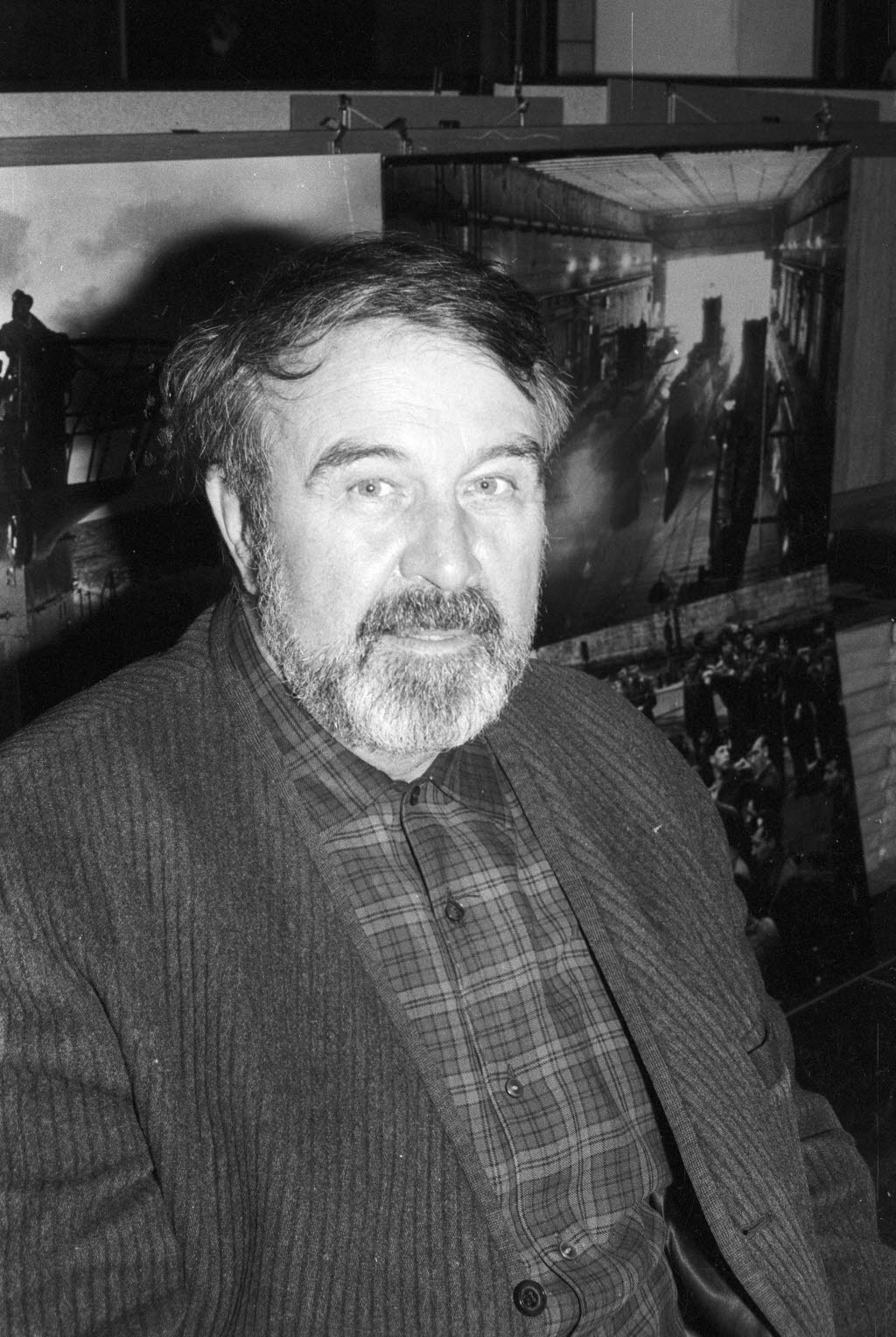
Lothar-Günther Buchheim (1918–2007)

- Buchheim, Michael (* 1949), deutscher Sportschütze
- Buchheim, Ralf (* 1983), deutscher Sportschütze
- Buchheim, Rudolf (1820–1879), deutscher Mediziner und Pharmakologe
- Buchheim, Stephan (* 1963), deutscher Journalist, Moderator und Synchronsprecher
- Buchheim, Thomas (* 1957), deutscher Philosoph und Hochschullehrer
- Buchheim, Volkmar (* 1949), deutscher Fußballspieler
- Buchheim, Walter (1904–1979), deutscher Politiker (KPD, SED), FDGB-Funktionär, MdV
- Buchheim, Wolfgang (1909–1995), deutscher Physiker und Hochschullehrer
- Buchheister, Bernd (* 1962), deutscher Fußballspieler
- Buchheister, Carl (1890–1964), deutscher Maler
- Buchheister, Joachim (* 1963), deutscher Jurist, Richter am Bundesverwaltungsgericht
- Buchheister, Jürgen (1949–2020), deutscher Politiker (SPD), MdL
- Buchheister, Jürgen Christian (1806–1871), deutscher Arzt
- Buchheister, Klaus (1934–2013), deutscher Politiker (CDU), MdL
- Buchheister, Otto (1893–1966), deutscher Politiker (NSDAP), MdR
- Buchheit, Gert (1900–1978), deutscher Historiker und Germanist
- Buchheit, Gerte (* 1972), deutsche Ruderin
- Buchheit, Hans (1878–1961), deutscher Kunsthistoriker
- Buchheit, Harriet (* 1963), deutsche Kinder- und Jugendbuchautorin
- Buchheit, Markus (* 1983), deutscher Politiker (AfD)Markus Buchheit (* 1983)

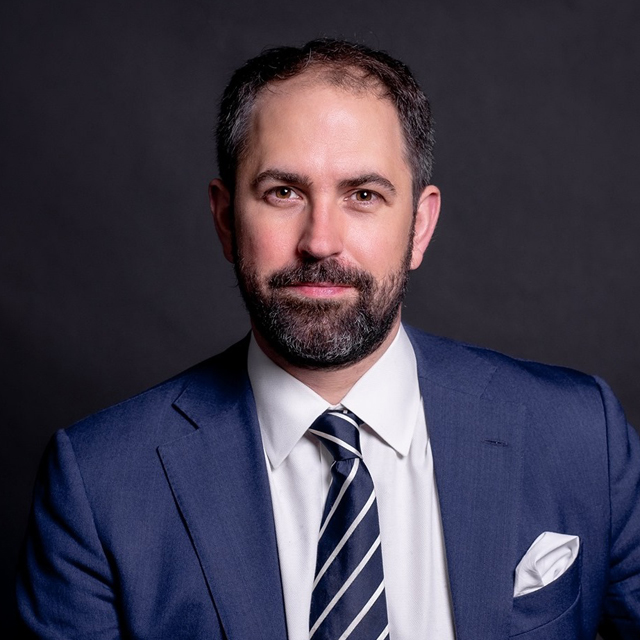
Markus Buchheit (* 1983)

- Buchheit, Michael (* 1967), deutscher Ruderer
- Buchheit, Vinzenz (1923–2008), deutscher klassischer Philologe
- Buchhester, Stephan (* 1974), deutscher Wirtschaftspsychologe, Hochschullehrer und Autor
- Buchhold, Erika, deutsche Tischtennisspielerin
- Buchhold, Marie (1890–1983), deutsche Sozialreformerin und Mitbegründerin der Frauenschule Schwarze Erde
- Buchhold, Theodor (1900–1984), deutsch-amerikanischer Elektro- und Raketentechniker
- Buchholm, Magdalene Sophie (1758–1825), norwegische Lyrikerin
- Buchholtz, Alexander August von (1802–1856), deutscher Pandektenwissenschaftler
- Buchholtz, Anton (1848–1901), deutschbaltischer Jurist und Historiker
- Buchholtz, Arend (1857–1938), deutscher Bibliotheksgehilfe und Redakteur bei den Rigaschen Stadtblättern, erster Direktor der Berliner Stadtbibliothek
- Buchholtz, August Wilhelm (1803–1875), lettischer Lehrer und Sammler
- Buchholtz, Friedrich (1792–1837), Pianist, Klavierbauer und Orgelbaumeister, Zunftmeister der Warschauer Obergilde (1825–1826)
- Buchholtz, Georg d. J. (1688–1737), Schriftsteller, Naturforscher und Pädagoge
- Buchholtz, Hansgeorg (1899–1979), deutscher Schriftsteller
- Buchholtz, Heinrich von (1749–1811), preußischer Minister
- Buchholtz, Helen (1877–1953), luxemburgische Komponistin
- Buchholtz, Johannes (1882–1940), dänischer Schriftsteller
- Buchholtz, Leon Gustav Wilhelm von (1838–1911), deutsch-baltischer Gutsbesitzer und Politiker
- Buchholtz, Samuel (1717–1774), deutscher lutherischer Theologe und Historiker
- Buchholz, Adolf (1803–1877), deutscher Wasserbauingenieur
- Buchholz, Adolf (1913–1978), deutscher Wirtschaftsfunktionär der DDR
- Buchholz, Albin (* 1937), deutscher Musikwissenschaftler
- Buchholz, Axel (* 1939), deutscher Journalist
- Buchholz, Axel (* 1965), deutscher SchauspielerAxel Buchholz (* 1965)

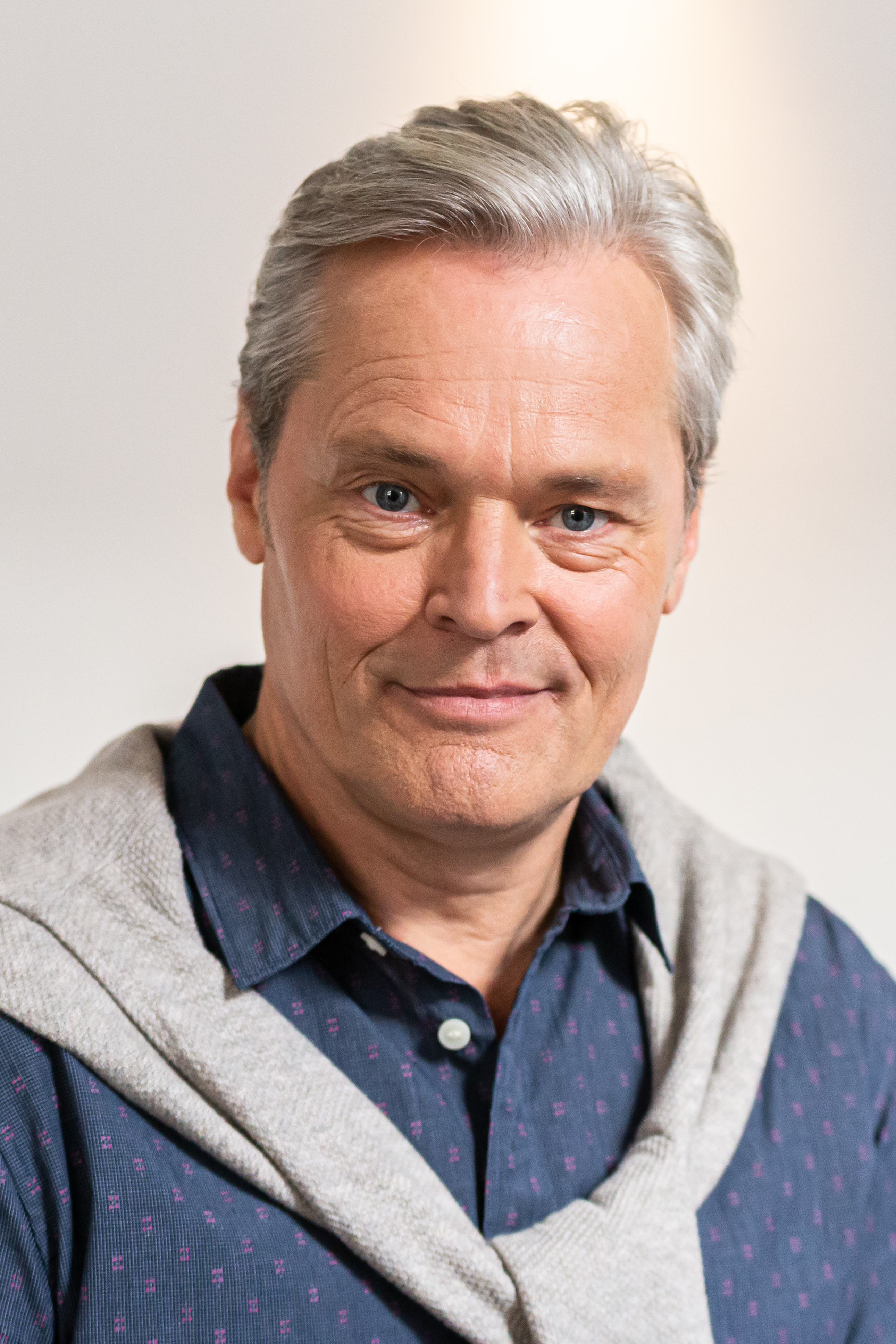
Axel Buchholz (* 1965)

- Buchholz, Barbara (1959–2012), deutsche Thereminspielerin, Bassistin und Komponistin
- Buchholz, Bernd (* 1961), deutscher Jurist, Medienmanager, Politiker (FDP), MdL und Vorstandsvorsitzender Gruner + Jahr
- Buchholz, Bernhard (1870–1954), deutscher Politiker (Zentrum), MdR
- Buchholz, Carl August (1785–1843), deutscher Advokat, Diplomat und Syndicus der Hansestadt Lübeck
- Buchholz, Carl August (1796–1884), Orgelbaumeister
- Buchholz, Carl August (1837–1914), deutscher Schießpulver-Fabrikant
- Buchholz, Carl Emil (1865–1932), deutscher Schießpulver- und Sprengstoff-Fabrikant
- Buchholz, Carl Friedrich (1826–1885), deutscher Orgelbauer
- Buchholz, Christian (* 1966), deutscher Betriebswirt und Politiker (AfD)
- Buchholz, Christine (* 1971), deutsche Politikerin (Die Linke), MdB
- Buchholz, Christopher (* 1962), deutscher Film- und Fernsehschauspieler
- Buchholz, Daniel (* 1968), deutscher Politiker (SPD), MdA
- Buchholz, David (* 1984), deutscher Fußballtorhüter
- Buchholz, Detlev (* 1944), deutscher Physiker
- Buchholz, Detlev (* 1968), deutscher Informatiker
- Buchholz, Earl (* 1940), US-amerikanischer Tennisspieler und -funktionär
- Buchholz, Eckhard (* 1941), deutscher Maler und Grafiker
- Buchholz, Edit (1941–2024), deutsche Tischtennisspielerin
- Buchholz, Elisabeth (1909–1998), deutsche evangelische Theologin
- Buchholz, Elsa (* 1900), Ehefrau des Lederhändlers Julius Buchholz und Opfer des Holocaust
- Buchholz, Erich (1891–1972), deutscher Maler, Architekt und Grafiker
- Buchholz, Erich (1927–2020), deutscher Jurist und Autor
- Buchholz, Erik (* 1969), deutscher Maler
- Buchholz, Ernst (1905–1974), deutscher Politiker (SPD), MdBB
- Buchholz, Ernst (1905–1967), deutscher Jurist
- Buchholz, Ernst (1920–1993), deutscher Tennisspieler
- Buchholz, Ernst Wolfgang (* 1923), deutscher Sozialforscher, Soziologe und Bevölkerungswissenschaftler
- Buchholz, Eva (* 1985), deutsche Triathletin
- Buchholz, Francis (* 1954), deutscher Bass-Gitarrist
- Buchholz, Frank (* 1966), deutscher Molekularbiologe
- Buchholz, Frank (* 1967), deutscher Koch, Fernsehkoch, Kochbuchautor und UnternehmerFrank Buchholz (* 1967)

Frank Buchholz (* 1967)

- Buchholz, Franz (* 1937), deutscher Video- und Klangkünstler
- Buchholz, Frauke (* 1960), deutsche Krimi-Schriftstellerin
- Buchholz, Friedrich (1768–1843), deutscher Schriftsteller
- Buchholz, Friedrich (1835–1911), preußischer Generalmajor, Kommandant von Glatz
- Buchholz, Friedrich (1879–1949), deutscher Unternehmer
- Buchholz, Friedrich (1902–1967), deutscher Kunsthistoriker und Kantor
- Buchholz, Gerhard T. (1898–1970), deutscher Schriftsteller, Filmregisseur und Drehbuchautor
- Buchholz, Goetz (* 1947), deutscher Architekt und Journalist
- Buchholz, Gregor (* 1986), deutscher Triathlet
- Buchholz, Günter (* 1925), deutscher Fußballspieler
- Buchholz, Günther E. (* 1952), deutscher Zahnarzt, Stellvertretender Vorsitzender des Vorstands der Kassenzahnärztlichen Bundesvereinigung
- Buchholz, Gustav (1856–1916), deutscher Historiker
- Buchholz, Hans (1893–1990), deutscher Werbeberater und Verbandsfunktionär
- Buchholz, Hans-Günter (1919–2011), deutscher Klassischer Archäologe und Hochschullehrer
- Buchholz, Hans-Ulrich (1944–2011), deutscher Ruderer
- Buchholz, Hans-Wilhelm (1910–2002), deutscher Chirurg
- Buchholz, Heinz (1906–1984), deutsch-schwedischer Maler und Grafiker
- Buchholz, Herbert (1895–1971), deutscher Elektroingenieur
- Buchholz, Horst (1933–2003), deutscher SchauspielerHorst Buchholz (1933–2003)

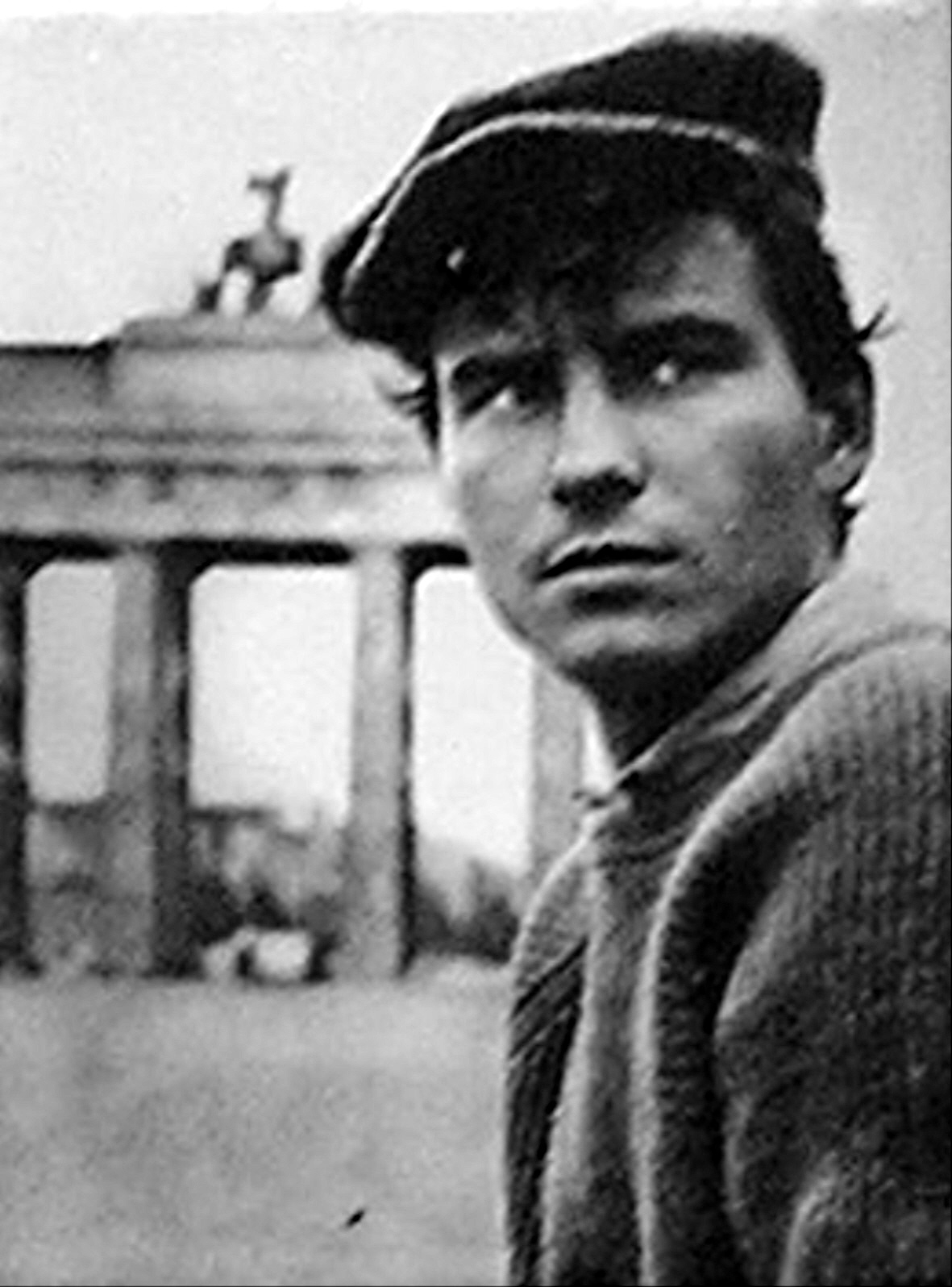
Horst Buchholz (1933–2003)

- Buchholz, Ingelore (1936–2006), deutsche Archivarin, Heimatforscherin
- Buchholz, Ingrid (* 1940), deutsche Politikerin (CDU), MdA
- Buchholz, Iwan Dmitrijewitsch (1671–1741), russischer Offizier
- Buchholz, Joachim (1608–1663), deutscher evangelischer Theologe
- Buchholz, Johann (* 1971), deutscher Filmregisseur, Drehbuchautor und Filmproduzent
- Buchholz, Johann Simon (1758–1825), deutscher Orgelbauer
- Buchholz, John Theodore (1888–1951), US-amerikanischer Botaniker
- Buchholz, Julius (1882–1942), jüdischer Lederwarenhändler und Opfer des Holocaust
- Buchholz, Kai (* 1966), deutscher Hochschullehrer und Autor
- Buchholz, Karin (* 1942), deutsche Kinderdarstellerin, Tänzerin, Synchronsprecherin und Schauspielerin
- Buchholz, Karin (* 1963), deutsche Autorin und Kolumnistin
- Buchholz, Karl (1849–1889), deutscher Landschaftsmaler
- Buchholz, Karl (1901–1992), deutscher Buchhändler und Kunsthändler
- Buchholz, Karl (1932–2017), deutscher Radballer und Kommunalpolitiker
- Buchholz, Karl-Heinz (1914–1958), deutscher Politiker (DPS), MdL
- Buchholz, Liane (* 1965), deutsche Managerin
- Buchholz, Marc (* 1968), deutscher Politiker (CDU)Marc Buchholz (* 1968)

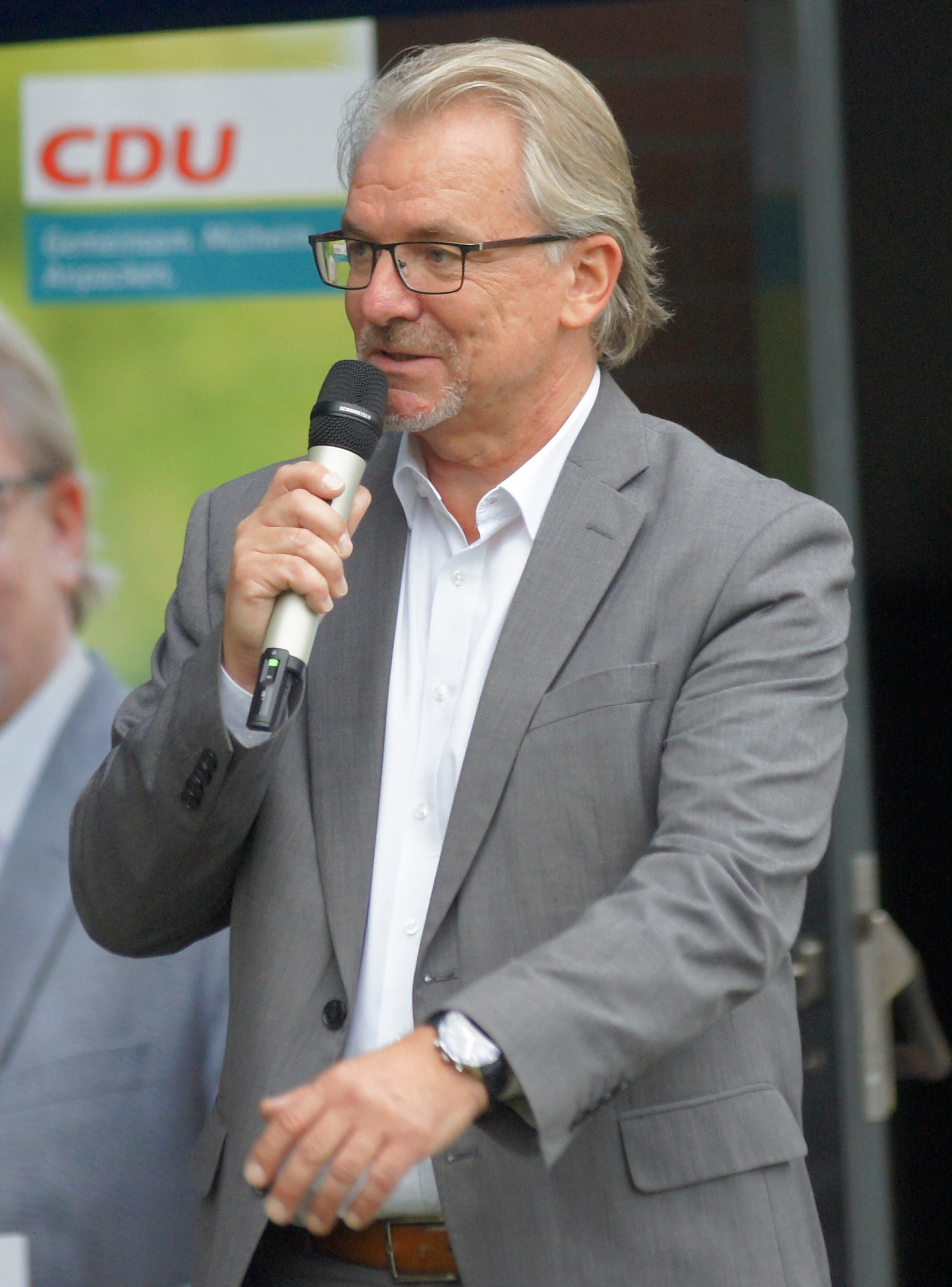
Marc Buchholz (* 1968)

- Buchholz, Marlis (* 1955), deutsche Historikerin insbesondere zur Geschichte der Juden in Niedersachsen
- Buchholz, Martin (* 1942), deutscher Journalist und Kabarettist
- Buchholz, Martin (* 1966), deutscher Journalist und Musiker
- Buchholz, Martin (* 1976), deutscher Ingenieur, Science-Slammer, Softwareentwickler und Dozent
- Buchholz, Matthias (1903–1991), deutscher Ordensgeistlicher, Präfekt von Shiqian
- Buchholz, Matthias (* 1957), deutscher Bratschist
- Buchholz, Matthias (* 1967), deutscher Koch
- Buchholz, Max (1856–1938), deutscher Bildhauer
- Buchholz, Max (1875–1956), deutscher Elektrotechniker
- Buchholz, Max (1878–1947), deutscher Kunstmaler und Grafiker
- Buchholz, Michael B. (* 1950), deutscher Psychoanalytiker und Hochschullehrer
- Buchholz, Michael H. (1957–2017), deutscher Science-Fiction-Autor
- Buchholz, Natalie (* 1977), französische Autorin
- Buchholz, Neele (* 1991), deutsche Schauspielerin, Tänzerin und Inklusionsexpertin
- Buchholz, Nicolas (* 2001), deutscher Basketballspieler
- Buchholz, Nikolai Nikolajewitsch (1881–1943), russisch-sowjetischer Physiker und Hochschullehrer
- Buchholz, Oskar (* 1940), deutscher Radballer
- Buchholz, Peter (1888–1963), katholischer Gefängnispfarrer
- Buchholz, Peter (* 1954), deutscher Schauspieler, Theater- und Drehbuchautor sowie Synchronsprecher
- Buchholz, Quint (* 1957), deutscher Buchautor und Illustrator
- Buchholz, Rainer (* 1949), deutscher Politiker (FDP), MdBB
- Buchholz, Reinhard (* 1947), deutscher Diplomat
- Buchholz, Reinhold Wilhelm (1837–1876), deutscher Zoologe
- Buchholz, René (* 1958), deutscher katholischer Neutestamentler
- Buchholz, Rolf (* 1959), deutscher Guinness-Weltrekordler, meist gepiercter Mann der WeltRolf Buchholz (* 1959)

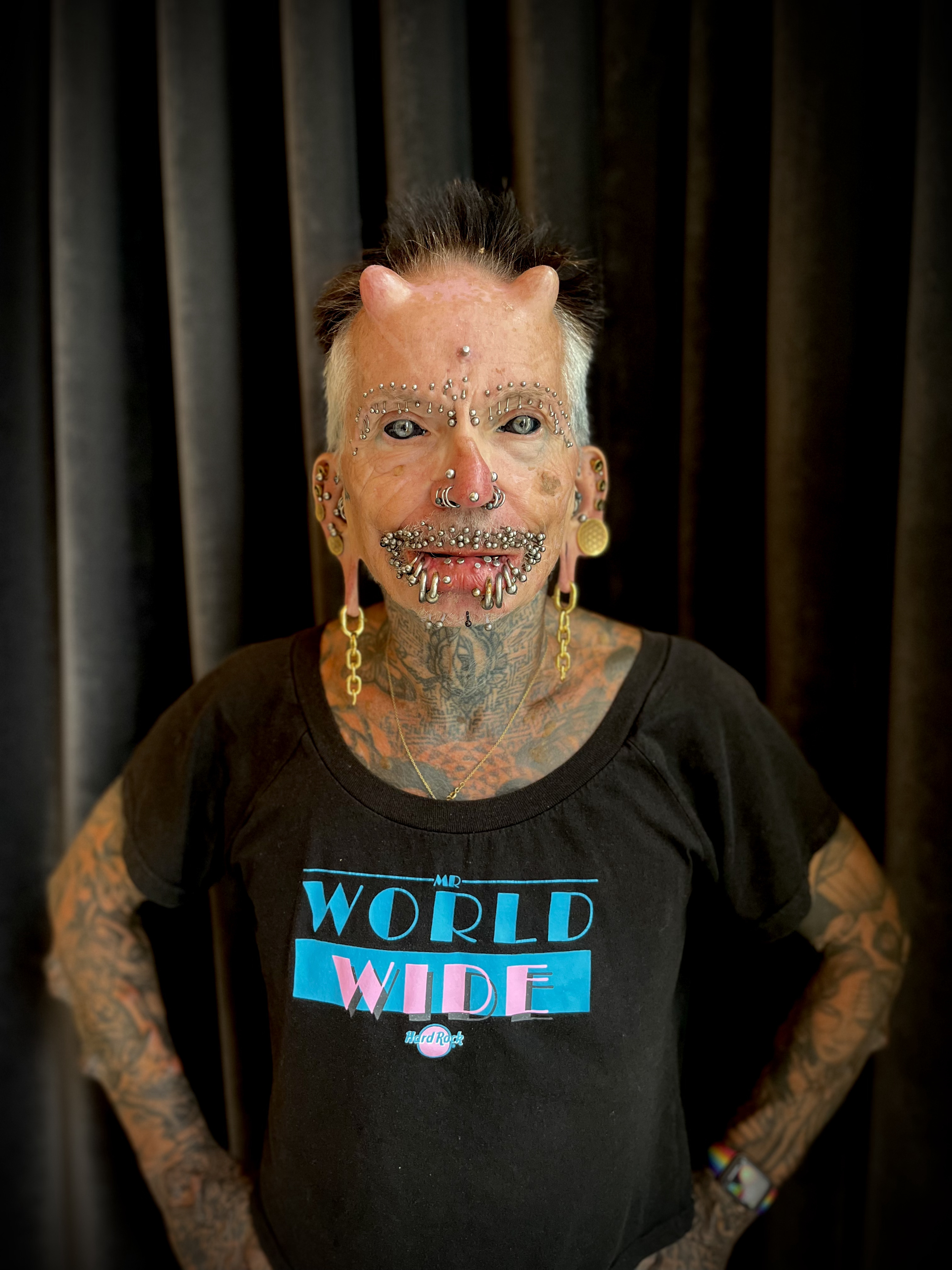
Rolf Buchholz (* 1959)

- Buchholz, Ruth (1911–2002), deutsche Malerin
- Buchholz, Sabrina (* 1980), deutsche Biathletin
- Buchholz, Siegfried (1930–2024), deutscher Chemiker, Manager
- Buchholz, Simone (* 1972), deutsche Schriftstellerin
- Buchholz, Stephan (* 1944), deutscher Rechtswissenschaftler
- Buchholz, Teodor (1857–1942), polnisch-russischer Maler des Realismus
- Buchholz, Thomas (* 1961), deutscher Komponist
- Buchholz, Ulrich (1893–1974), deutscher Generalleutnant der Luftwaffe im Zweiten Weltkrieg
- Buchholz, Ulrike (* 1959), deutsche Sprachwissenschaftlerin
- Buchholz, Werner (1922–2019), deutsch-amerikanischer Ingenieur
- Buchholz, Werner (* 1948), deutscher Historiker und pensionierter Universitätsprofessor
- Buchholz, Wolfgang (1934–2023), deutscher Politiker (FDP), MdL
- Buchholzer, Abraham (1529–1584), evangelischer Theologe, Pädagoge und Historiker
- Buchholzer, Georg († 1566), deutscher Theologe, Reformator
- Buchholzer, Sarah (* 2000), deutsche Schauspielerin
- Buchhorn zu Hofen, Paul Adalhard (1890–1938), deutscher Maler
- Buchhorn, Josef (1875–1954), deutscher Schriftsteller und Politiker (DVP)
- Buchhorn, Ludwig (1770–1856), deutscher Maler und Graphiker
- Buchhorn, Martin (* 1944), deutscher Regisseur
- Buchhorn, Reinhard (* 1946), deutscher Politiker (CDU)
- Buchhorn, Richard (1896–1985), deutscher Politiker (KPD), Abgeordneter des Braunschweigischen Landtags

### Buchi
- Büchi, Albert (1864–1930), Schweizer Historiker
- Büchi, Albert (1907–1988), Schweizer Radrennfahrer
- Büchi, Alfred (1879–1959), Schweizer Ingenieur und Nationalrat der LdUAlfred Büchi (1879–1959)

Alfred Büchi (1879–1959)

- Büchi, Alois (1879–1948), Schweizer Gewerkschafter
- Büchi, Christophe (* 1952), Schweizer Journalist und Buchautor
- Büchi, Dani (* 1978), Schweizer Manager, Journalist und Unternehmer
- Büchi, Ella (1929–1999), Schweizer Schauspielerin
- Büchi, Eva (* 1964), Schweizer Romanistin
- Büchi, George (1921–1998), schweizerisch-amerikanischer Chemiker
- Büchi, Hans-Ruedi (* 1963), Schweizer Radrennfahrer
- Büchi, Hernán (* 1949), chilenischer Ökonom und Politiker
- Büchi, Jakob (1879–1960), Schweizer Ingenieur
- Büchi, Jakob (1903–1986), Schweizer Apotheker
- Büchi, Julius Richard (1924–1984), Schweizer Logiker und Mathematiker
- Büchi, Marius (* 2000), deutscher Volleyballspieler
- Büchi, Roland (* 1969), Schweizer Elektroingenieur
- Büchi, Werner (1916–1999), Schweizer Cartoonist und Illustrator
- Büchi, Willy (1907–1990), Schweizer Wirtschaftswissenschaftler
- Büchi-Kaiser, Maya (* 1963), Schweizer Politikerin, Landammann von Obwalden
- Buchili, Beatriz, mosambikanische Juristin und Generalstaatsanwältin
- Buchinger, Alisa (* 1992), österreichische Karateka
- Buchinger, Bernardin (1606–1673), elsässischer Zisterzienserabt
- Buchinger, Erwin (* 1955), österreichischer Politiker (SPÖ)Erwin Buchinger (* 1955)

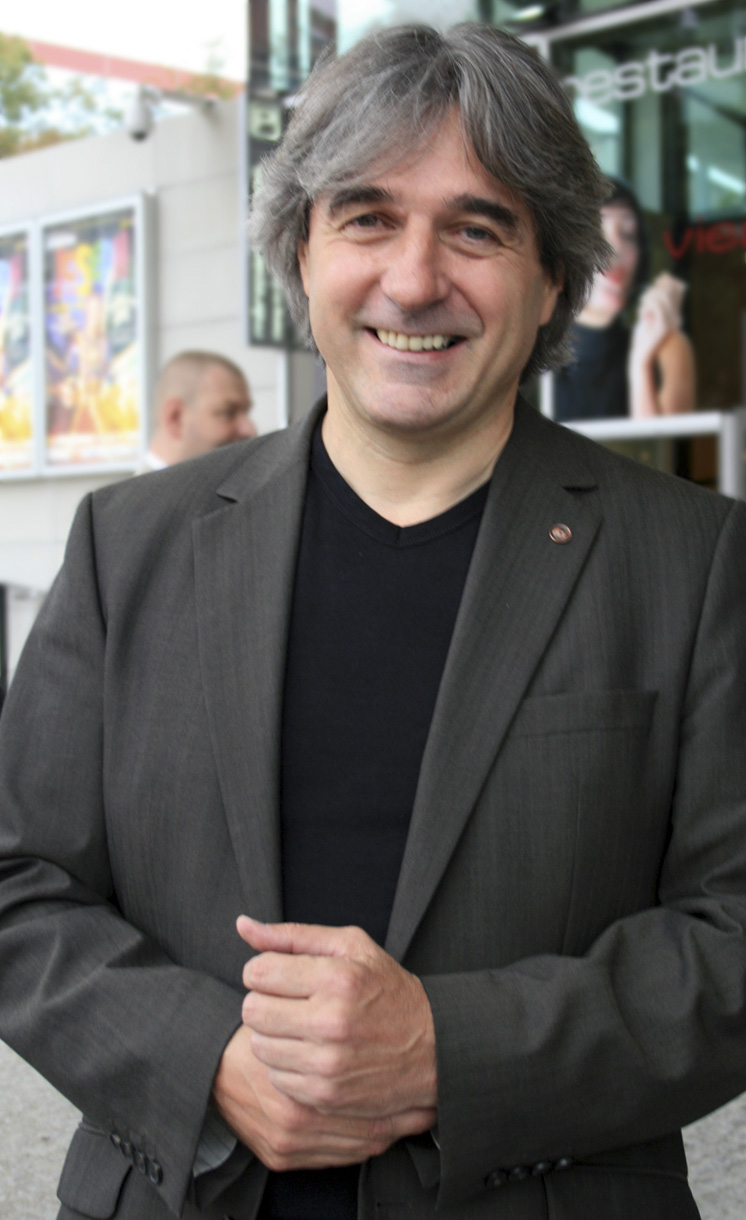
Erwin Buchinger (* 1955)

- Buchinger, Friederike (* 1973), deutsche Übersetzerin
- Buchinger, Harald (* 1969), katholischer Theologe und Professor für Liturgiewissenschaft an der Universität Regensburg
- Buchinger, Helmut (* 1954), österreichischer Fußballspieler
- Buchinger, Hermann (1890–1958), österreichischer Politiker (SPÖ), Landtagsabgeordneter
- Buchinger, Johann (1928–1994), österreichischer Lehrer und Politiker (ÖVP), Abgeordneter zum Oberösterreichischen Landtag
- Buchinger, Johann Nepomuk (1781–1870), deutscher Archivar, Jurist und Historiker
- Buchinger, Kirstin (* 1973), deutsche Historikerin, Kunsthistorikerin und freie Autorin
- Buchinger, Kurt (1935–2019), österreichischer Politiker (ÖVP), Landtagsabgeordneter
- Buchinger, Ludwig (* 1965), österreichischer Politiker (FPÖ), Landtagsabgeordneter, Mitglied des Bundesrates
- Buchinger, Manfred (* 1952), österreichischer Koch
- Buchinger, Markus (* 1981), österreichischer Fußballspieler und -trainer
- Buchinger, Matthias (1674–1739), deutscher Künstler, Zeichner, Kalligraf, Musiker, Magier
- Buchinger, Michael (* 1992), österreichischer YouTuber und KolumnistMichael Buchinger (* 1992)

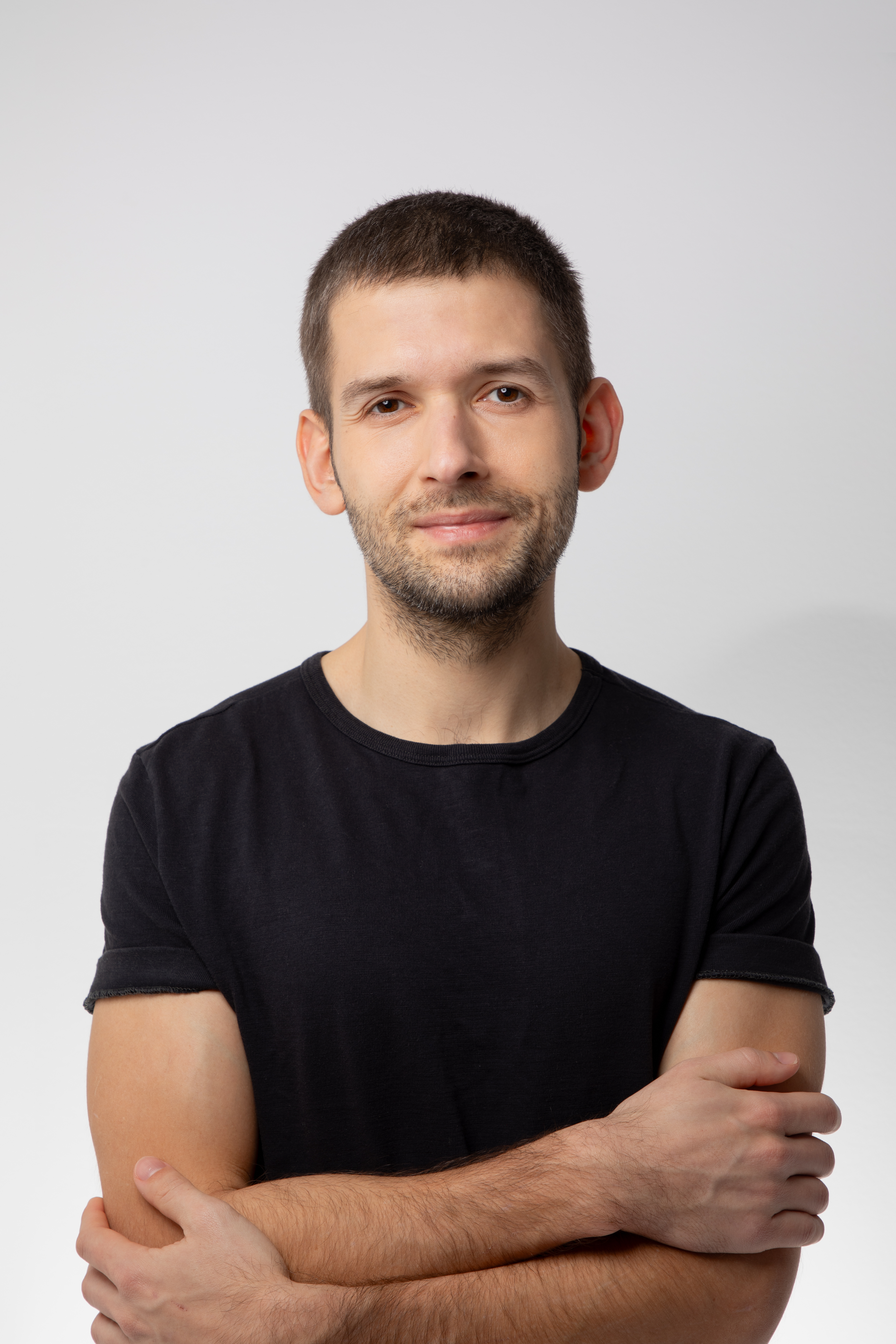
Michael Buchinger (* 1992)

- Buchinger, Otto (1878–1966), deutscher Arzt
- Buchinger, Rudolf (1879–1950), österreichischer Politiker (CS, VF, ÖVP), Abgeordneter zum Nationalrat, Landwirtschaftsminister
- Buchinger, Wolf (* 1943), Schweizer Schriftsteller, Moderator, Musiker
- Buchius, Levin (1550–1613), Rechtsgelehrter im Herzogtum Preußen

### Buchk
- Buchka, Edithe Léontine von (1877–1940), deutsche Schriftstellerin
- Buchka, Gerhard von (1851–1935), deutscher Jurist, Richter, und Politiker, MdR und Direktor der Kolonialabteilung des Auswärtigen Amtes
- Buchka, Hans-Joachim von (* 1948), deutscher Verwaltungsjurist, Kanzler der Bergischen Universität in Wuppertal
- Buchka, Hermann von (1821–1896), deutscher Jurist und Beamter
- Buchka, Karl von (1856–1917), deutscher Chemiker, Hochschullehrer und Wirklicher Geheimer Oberregierungsrat
- Buchka, Karl von (1885–1960), deutscher Politiker (DVP, NSDAP, CDU), MdB
- Buchkremer, Gerhard (* 1943), deutscher Psychiater und Psychotherapeut
- Buchkremer, Gregor (* 1980), deutscher Filmregisseur und Drehbuchautor
- Buchkremer, Hermann Josef (* 1940), deutscher Physiker und ehemaliger Rektor der Fachhochschule Aachen
- Buchkremer, Joseph (1864–1949), deutscher Architekt und Aachener Dombaumeister
- Buchkremer, Joseph Ludwig (1899–1986), deutscher Geistlicher, Weihbischof des Bistums Aachen und Titularbischof von Aggar
- Buchkremer, Stephan (1901–2000), deutscher Ingenieur, Mitglied der Bündischen Jugend und Gründer der Aachener Domwache

### Buchl
- Buchla, Don (1937–2016), amerikanischer Instrumentenbauer
- Büchle, Elisabeth (* 1969), deutsche Schriftstellerin
- Buchleiter, Adolf (1929–2000), deutscher Künstler, Zeichner, Maler, Bildhauer und JazzmusikerAdolf Buchleiter (1929–2000)

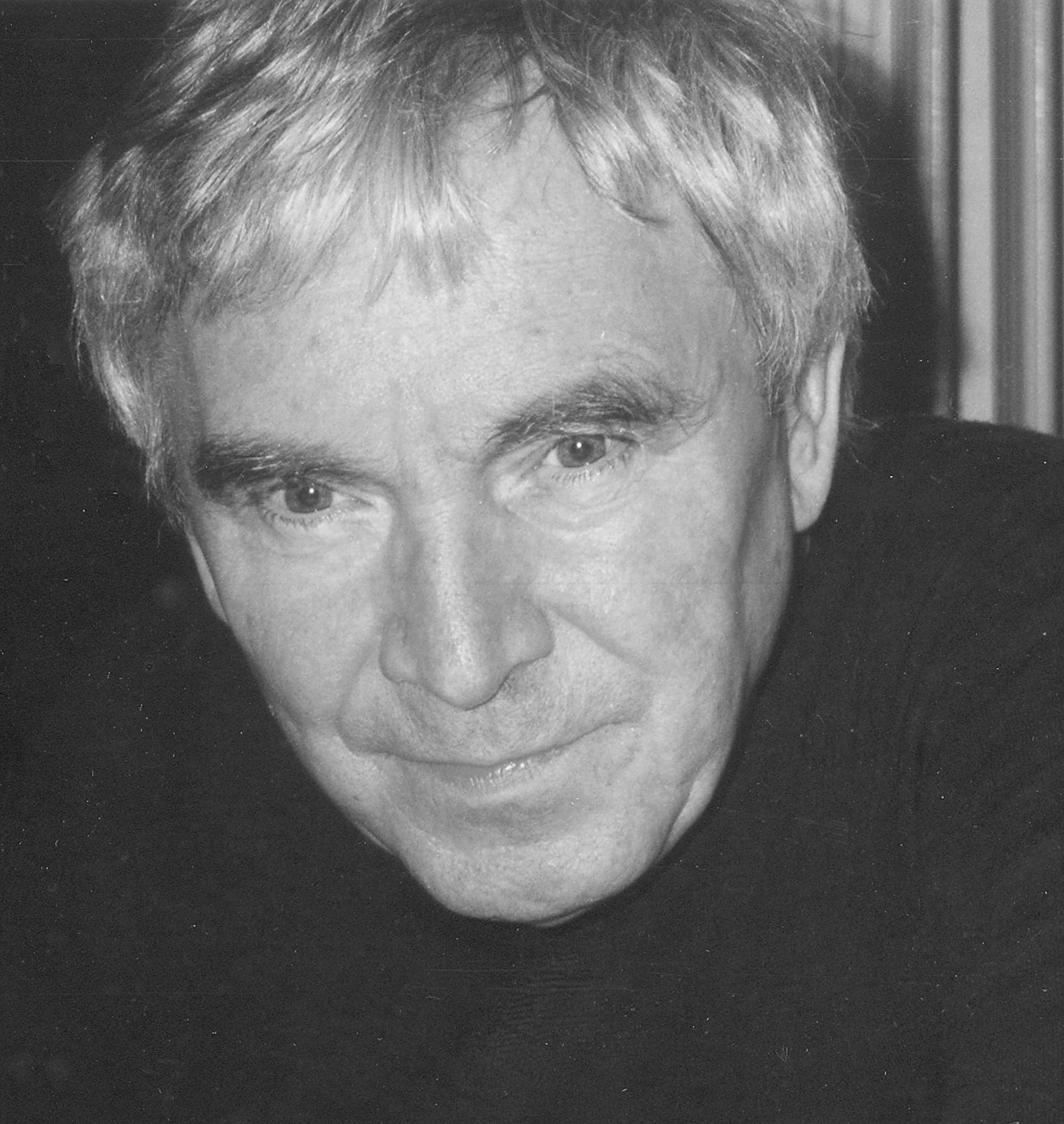
Adolf Buchleiter (1929–2000)

- Buchleitner, Gerhard (* 1942), österreichischer Politiker (SPÖ), Landeshauptmannstellvertreter
- Buchleitner, Hans-Peter (* 1960), österreichischer Fußballspieler und -trainer
- Buchleitner, Johann (1893–1979), österreichischer Politiker (CSP, VF), Abgeordneter zum Nationalrat
- Buchleitner, Klaus (* 1964), österreichischer Manager, Generaldirektor der Raiffeisenlandesbank Niederösterreich-Wien
- Buchleitner, Michael (* 1969), österreichischer Hindernis- und Langstreckenläufer
- Buchleitner, Peter (1933–2020), österreichischer Politiker (ÖVP), Landtagsabgeordneter
- Büchler, Adolf (1867–1939), österreichisch-ungarischer Rabbiner, Historiker und Theologe
- Büchler, Andrea (* 1968), Schweizer Rechtswissenschaftlerin und Politikerin
- Buchler, Aviv (* 2000), israelische Schauspielerin
- Büchler, Boris (* 1969), deutscher Sportreporter und Filmemacher
- Büchler, Ferdinand (1853–1935), Schweizer Kaufmann, Gemeindepräsident, Kantonsrat und Regierungsrat
- Büchler, Florian (* 1988), deutscher Fußballspieler
- Büchler, Franz (1904–1990), deutscher Schriftsteller und Bildender Künstler
- Büchler, Gottlieb (1783–1863), Schweizer Historiker und Genealoge
- Büchler, Hans (1940–2019), deutscher Politiker (SPD), MdB
- Büchler, Hans (* 1942), Schweizer Lehrer, Museumskurator und Heimatforscher
- Büchler, Hans Peter (* 1973), Schweizer Physiker
- Buchler, Hermann (1815–1900), deutscher Unternehmer
- Büchler, Horst (1907–2000), deutscher Landwirt und Politiker (Landwirtepartei)
- Büchler, Jakob (* 1952), Schweizer Politiker
- Büchler, Jean-Pierre (1908–1993), luxemburgischer Politiker, Mitglied der Chamber
- Büchler, Julia (* 1973), deutsche Fernsehmoderatorin, Radioreporterin und JournalistinJulia Büchler (* 1973)

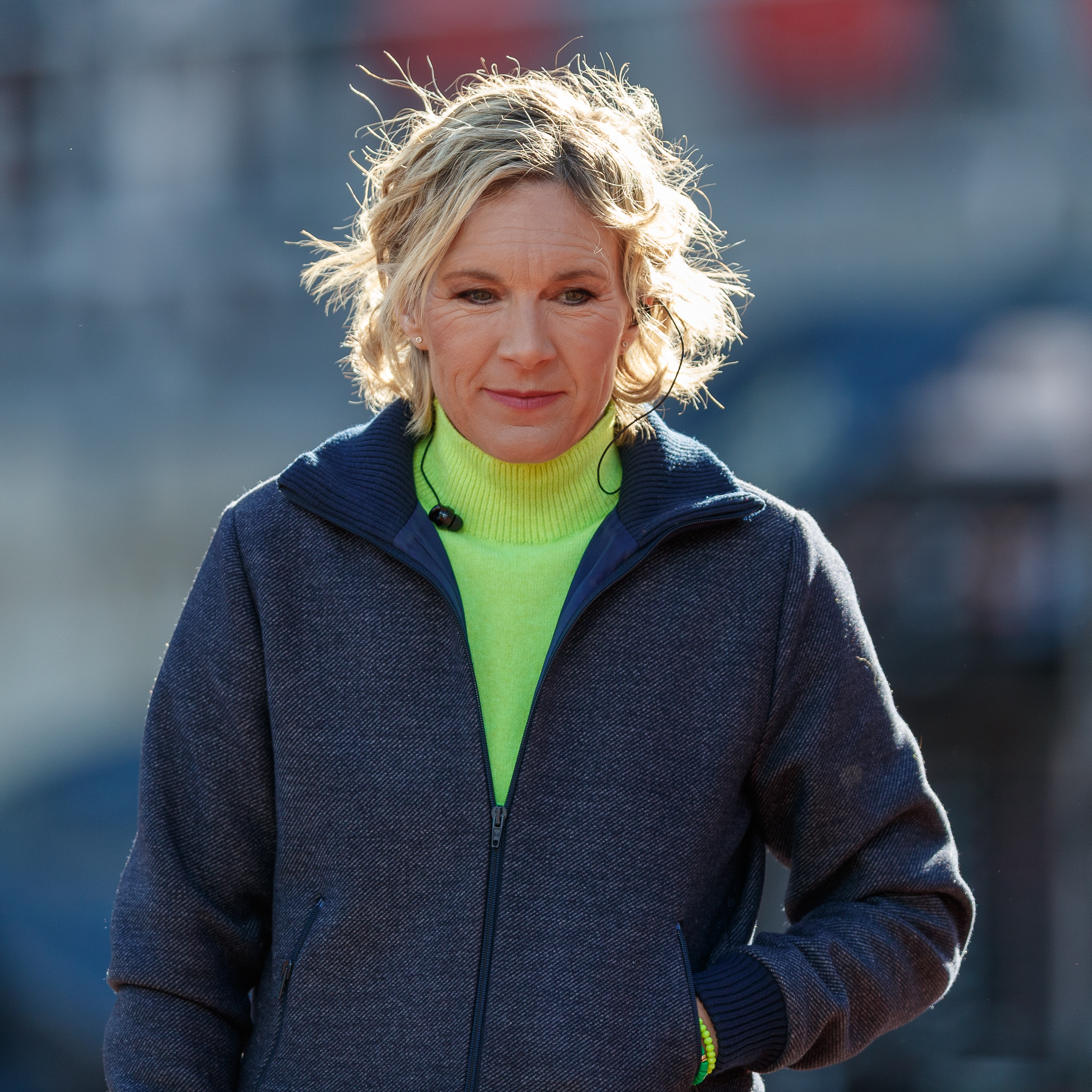
Julia Büchler (* 1973)

- Buchler, Justus (1914–1991), US-amerikanischer Philosoph, Universitätsprofessor und Autor
- Buchler, Käthe (1876–1930), deutsche Fotografin
- Büchler, Markus (* 1973), deutscher Politiker (Bündnis 90/Die Grünen), MdL
- Büchler, Markus W. (* 1955), deutscher Chirurg und Hochschullehrer
- Büchler, Nicole (* 1983), Schweizer Leichtathletin
- Büchler, Robert (1929–2009), slowakisch-israelischer Historiker, Buchenwald-Überlebender
- Büchler, Rudolf (1890–1966), österreichischer Politiker (CS), MdL (Burgenland), Mitglied des Bundesrates
- Büchli, Arnold (1885–1970), Schweizer Lehrer, Heimat- und Volkstumsforscher
- Buchli, Jakob (1876–1945), Schweizer Ingenieur im Bereich des Lokomotivbaus
- Buchli, James (* 1945), US-amerikanischer Astronaut
- Buchli, Jürg (1944–2010), Schweizer Bauingenieur
- Büchli, Matthijs (* 1992), niederländischer Bahnradsportler
- Büchli, Silvan (* 1990), Schweizer Fußballspieler
- Buchli, Steffi (* 1978), Schweizer Sportjournalistin
- Büchling, Johann David (1762–1811), deutscher Altphilologe
- Buchloh, Benjamin (* 1941), deutscher Kunsthistoriker, Professor für Kunstgeschichte an der Columbia University
- Buchloh, Fritz (1909–1998), deutscher Fußballtorhüter und -trainer
- Buchloh, Paul Gerhard (1922–1986), deutscher Anglist, Amerikanist und Hochschullehrer
- Buchly, Klaas (1910–1965), niederländischer Radsportler und Sportdirektor
- Büchly, Werner (1871–1942), Schweizer Maler, Grafiker und Zeichner

### Buchm
- Buchmaier, Barbara (* 1975), deutsche Kunsthistorikerin, Kunstkritikerin und Chefredakteurin
- Buchman, Eduard Israilowitsch (1941–2020), russischer Schachspieler und -trainer
- Buchman, Eric (* 1979), US-amerikanischer Pokerspieler
- Buchman, Frank (1878–1961), amerikanischer Theologe und geistiger Führer der Oxford-Gruppe
- Buchman, Peter (* 1967), US-amerikanischer Drehbuchautor
- Buchman, Sidney (1902–1975), US-amerikanischer Drehbuchautor und Filmproduzent
- Buchmann, Albert (* 1888), deutscher SS-Führer und Polizist
- Buchmann, Albert (1894–1975), deutscher Politiker (KPD), MdR, MdL
- Buchmann, Alexander (* 1982), norwegischer Handballspieler
- Buchmann, Bertrand Michael (* 1949), österreichischer Historiker
- Buchmann, Christian (* 1962), österreichischer PolitikerChristian Buchmann (* 1962)

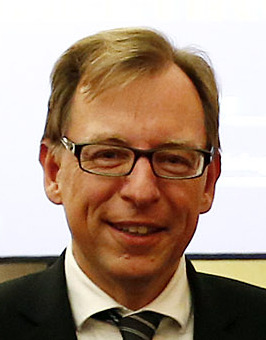
Christian Buchmann (* 1962)

- Buchmann, Dietmar (* 1944), deutscher Filmemacher und Maler
- Buchmann, Emanuel (* 1992), deutscher RadrennfahrerEmanuel Buchmann (* 1992)

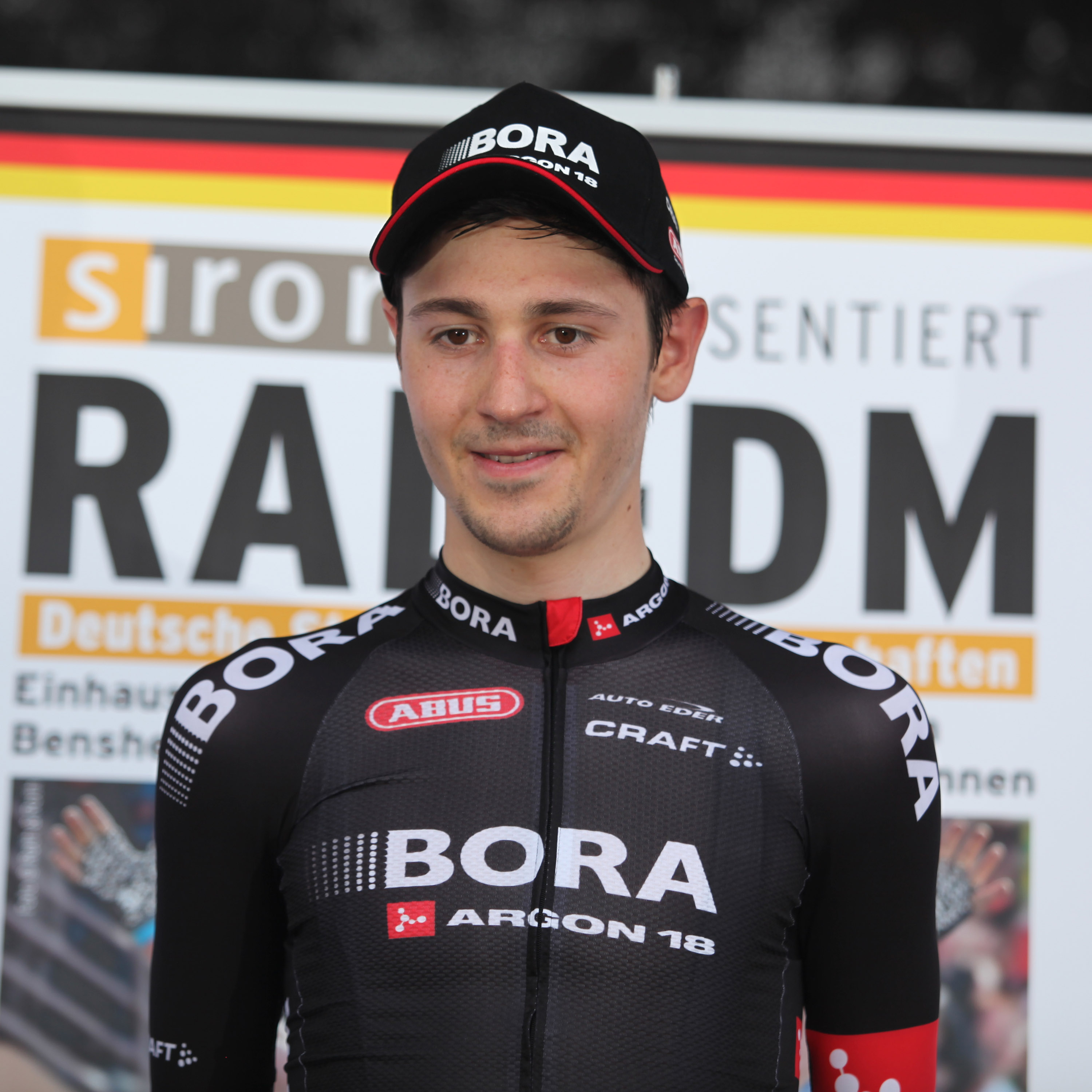
Emanuel Buchmann (* 1992)

- Buchmann, Erika (1902–1971), deutsche Politikerin (KPD), MdL
- Buchmann, Eva (* 1982), belgische Jazzsängerin und Komponistin
- Buchmann, Friedrich (1595–1670), Schweizer Bürgermeister
- Büchmann, Georg (1822–1884), deutscher Philologe
- Büchmann, Henry (1921–2003), dänischer Opernsänger und Schauspieler
- Buchmann, Ida (1911–2001), Schweizer Künstlerin der Art Brut
- Buchmann, Joachim (* 1936), deutscher Orthopäde und Hochschullehrer
- Buchmann, Johannes (* 1953), deutscher Informatiker und Kryptograph
- Buchmann, Josef (* 1931), deutscher Unternehmer und Mäzen polnisch-jüdischer Herkunft
- Buchmann, Julia (* 1995), Schweizer Schauspielerin
- Buchmann, Jürgen (* 1945), deutscher Schriftsteller und Philologe
- Buchmann, Kai (* 1976), deutscher Kommunalpolitiker (parteilos)
- Buchmann, Kai (* 1980), deutscher Basketballtrainer
- Buchmann, Kläre (1908–1945), deutsche Altphilologin
- Buchmann, Lothar (1936–2023), deutscher Fußballspieler und -trainerLothar Buchmann (1936–2023)

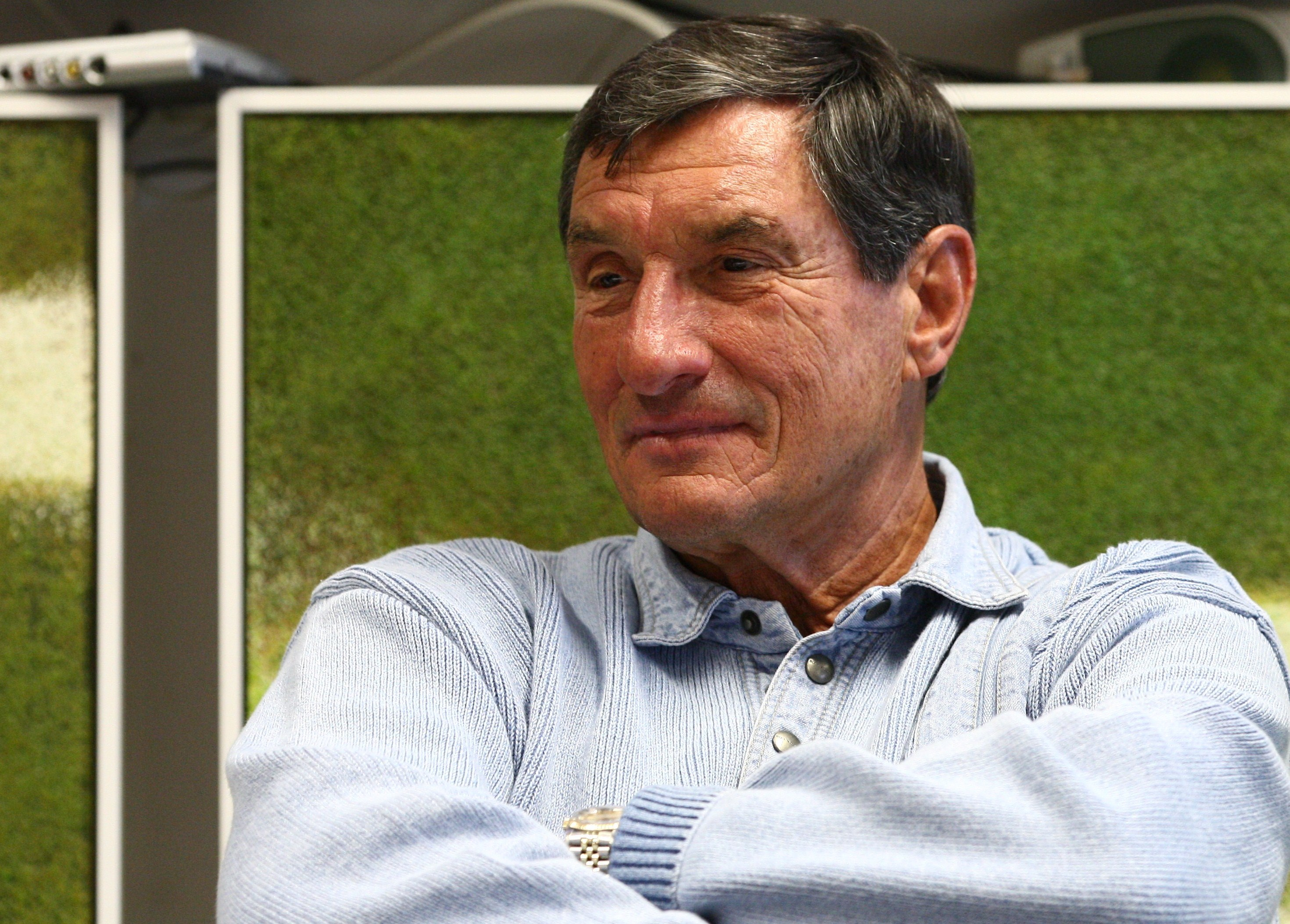
Lothar Buchmann (1936–2023)

- Buchmann, Lutz (* 1948), deutscher Musikwissenschaftler und Germanist
- Buchmann, Markus (* 1976), deutscher Basketballspieler
- Buchmann, Marlis (* 1950), Schweizer Sozialwissenschaftlerin
- Buchmann, Nina (* 1965), deutsche Umweltsystemwissenschaftlerin
- Buchmann, Otto (* 1886), deutscher Schriftsteller, Dichter und Leichtathlet
- Buchmann, Rainer, deutscher Wirtschaftsingenieur, Fahrzeugbauer und Unternehmensberater
- Buchmann, Rainer (* 1960), deutscher Fachzahnarzt für Parodontologie und Hochschullehrer
- Buchmann, Sabeth (* 1962), deutsche Kunsthistorikerin
- Buchmann, Wilfried (1878–1933), Schweizer Maler, Zeichner und Grafiker
- Buchmasser, Chrissi (* 1989), österreichische Kabarettistin
- Buchmayer, Anton Aloys (1770–1851), österreichischer römisch-katholischer Bischof
- Buchmayer, Edith (* 1937), österreichische Schriftstellerin
- Buchmayer, Richard (1856–1934), deutscher Pianist und Musikhistoriker
- Buchmayer, Thomas (* 1971), österreichischer Tennisspieler
- Buchmayr, Bruno (1954–2021), österreichischer Werkstoffwissenschaftler und Hochschullehrer
- Buchmayr, Friedrich (* 1959), österreichischer Historiker
- Buchmayr, Harry Rudolf (* 1957), österreichischer Betriebsrat und Politiker (SPÖ), Abgeordneter zum Nationalrat
- Buchmayr, Maria (* 1970), österreichische Politikerin (Grüne), Landtagsabgeordnete
- Buchmeier, Frank (* 1965), deutscher Journalist
- Buchmiller, Waldemar (* 1980), deutscher Basketballspieler
- Buchmüller, Anton (1847–1924), österreichischer Politiker
- Buchmüller, Ernst (* 1952), Schweizer Journalist und Moderator
- Buchmüller, Oliver (* 1970), deutscher Physiker und Hochschullehrer
- Buchmüller, Wilfried (* 1950), deutscher Physiker
- Buchmüller, Wolfgang Gottfried (* 1964), deutsch-österreichischer Priestermönch des Zisterzienserstiftes Heiligenkreuz und Theologe

### Buchn
- Buchna, Hendrik (* 1976), deutscher Autor und Regisseur
- Buchna, Jörg (* 1945), deutscher Pastor und kirchlicher Schriftsteller
- Buchner, Abraham (1789–1869), Lehrer an der Warschauer Rabbinerschule
- Buchner, Adolf (1829–1911), Präsident des Oberkonsistoriums der hessischen Landeskirche
- Büchner, Adolf Emil (1826–1908), deutscher Komponist, Dirigent und Kapellmeister
- Büchner, Alexander (1827–1904), deutscher Schriftsteller und Literaturhistoriker
- Buchner, Alfred (1868–1942), deutscher Karikaturist und Mundartdichter
- Buchner, Alois (1783–1869), deutscher römisch-katholischer Theologe
- Buchner, Andreas (1776–1854), deutscher Theologe
- Buchner, Andreas (* 1985), deutscher Fußballspieler
- Büchner, Andreas Elias (1701–1769), deutscher Mediziner
- Buchner, August (1591–1661), deutscher Lyriker
- Buchner, Axel (* 1961), deutscher Psychologe
- Büchner, Barbara (* 1950), österreichische Schriftstellerin
- Buchner, Barbara (* 1974), österreichische Wirtschaftswissenschaftlerin, Beraterin und Autorin
- Buchner, Benedikt (* 1970), deutscher Rechtswissenschaftler
- Büchner, Bernd (* 1961), deutscher Physiker
- Büchner, Bruno (1871–1943), deutscher Rad- und Autorennfahrer sowie LuftfahrtpionierBruno Büchner (1871–1943)

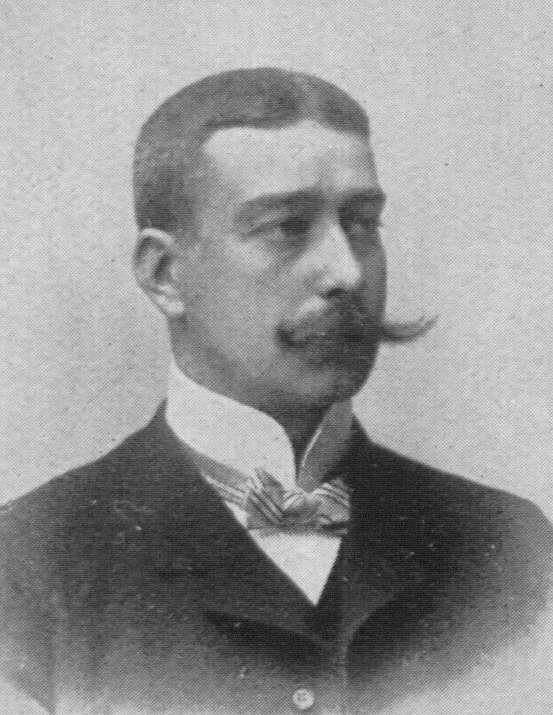
Bruno Büchner (1871–1943)

- Buchner, Carl (1821–1918), deutscher Porträtmaler und Fotograf
- Büchner, Christine (* 1970), deutsche römisch-katholische Theologin und Autorin
- Buchner, Christoph (* 1989), deutscher Fußballspieler
- Büchner, Daniela (* 1978), deutsche Gastronomin auf Mallorca und Reality-TV-TeilnehmerinDaniela Büchner (* 1978)

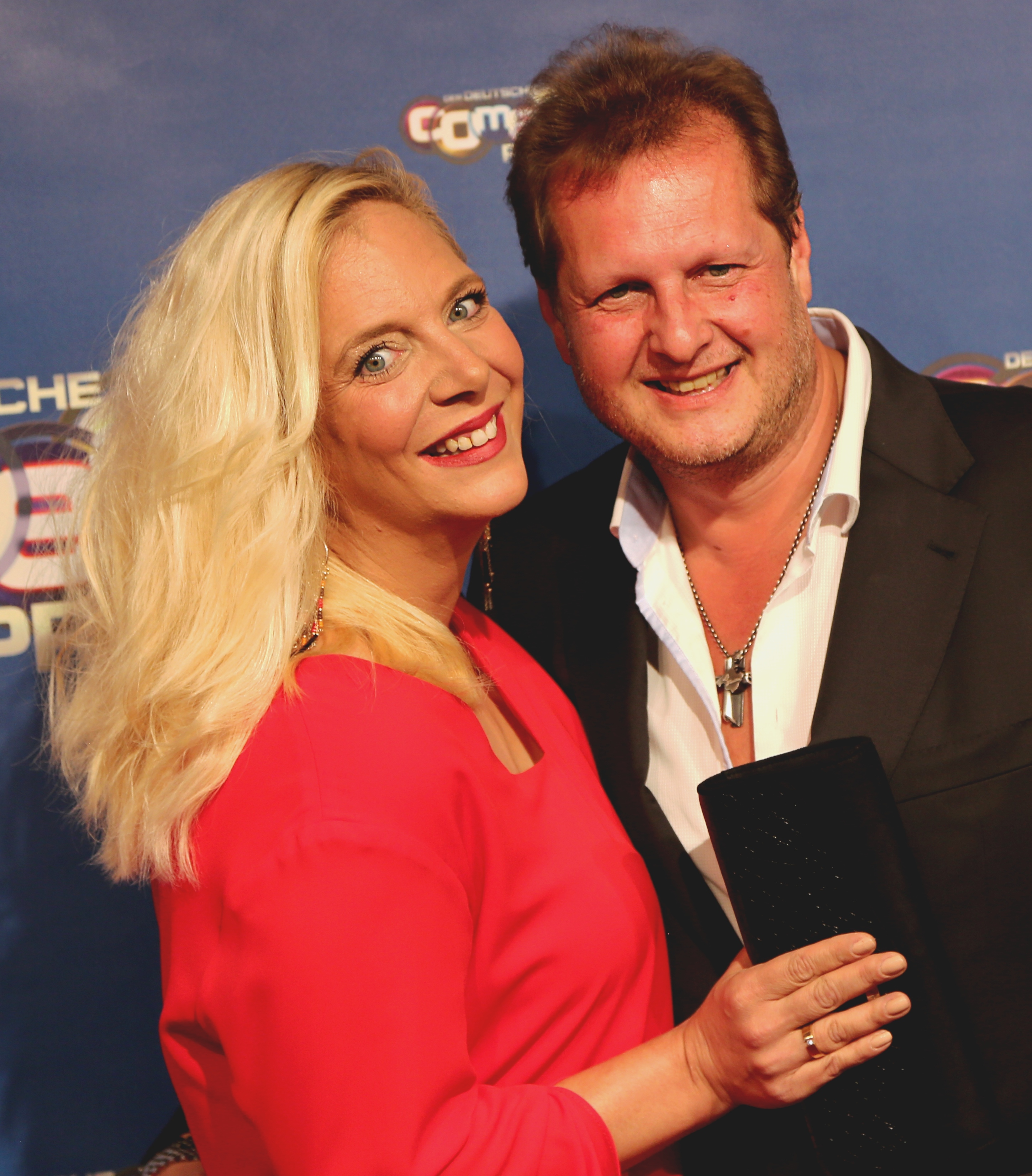
Daniela Büchner (* 1978)

- Buchner, Dennis (* 1977), deutscher Politiker (SPD), MdA
- Buchner, Dorle, Schauspielerin und Pornodarstellerin
- Büchner, Eberhard (* 1939), deutscher Opern- und Oratoriensänger (Tenor)
- Buchner, Edmund (1923–2011), deutscher Althistoriker
- Buchner, Eduard (1860–1917), deutscher Chemiker
- Büchner, Ernst (1786–1861), deutscher Mediziner
- Buchner, Ernst (1812–1872), deutscher Arzt, Gerichtsmediziner und Universitätslehrer
- Büchner, Ernst (1850–1925), deutscher Chemiker
- Buchner, Ernst (1886–1951), Schweizer Maler, Grafiker, Zeichner, Radierer, Holzschneider und Kunstpädagoge
- Buchner, Ernst (1892–1962), deutscher Kunsthistoriker und Museumsdirektor
- Buchner, Ernst Hendrik (1880–1967), niederländischer Chemiker
- Büchner, Eugen (1861–1913), deutsch-russischer Zoologe
- Büchner, Ferdinand (1823–1906), Flötist und Komponist
- Büchner, Franz, deutscher Sportkommentator
- Büchner, Franz (1895–1991), deutscher Pathologe und Hochschullehrer
- Büchner, Franz (1898–1920), deutscher Jagdflieger im Ersten Weltkrieg
- Buchner, Franz (1898–1967), deutscher Politiker (NSDAP), MdR, und Bürgermeister von Starnberg
- Büchner, Franz (1902–1988), deutscher Jurist und Versicherungshistoriker
- Buchner, Franz Xaver (1872–1959), deutscher katholischer Kirchenhistoriker
- Büchner, Frauke (* 1943), deutsche Religionspädagogin
- Büchner, Fritz (1889–1933), deutscher Widerstandskämpfer gegen den Nationalsozialismus
- Büchner, Fritz (1895–1940), deutscher Journalist
- Büchner, Georg (1813–1837), deutscher Schriftsteller, Naturwissenschaftler und RevolutionärGeorg Büchner (1813–1837)

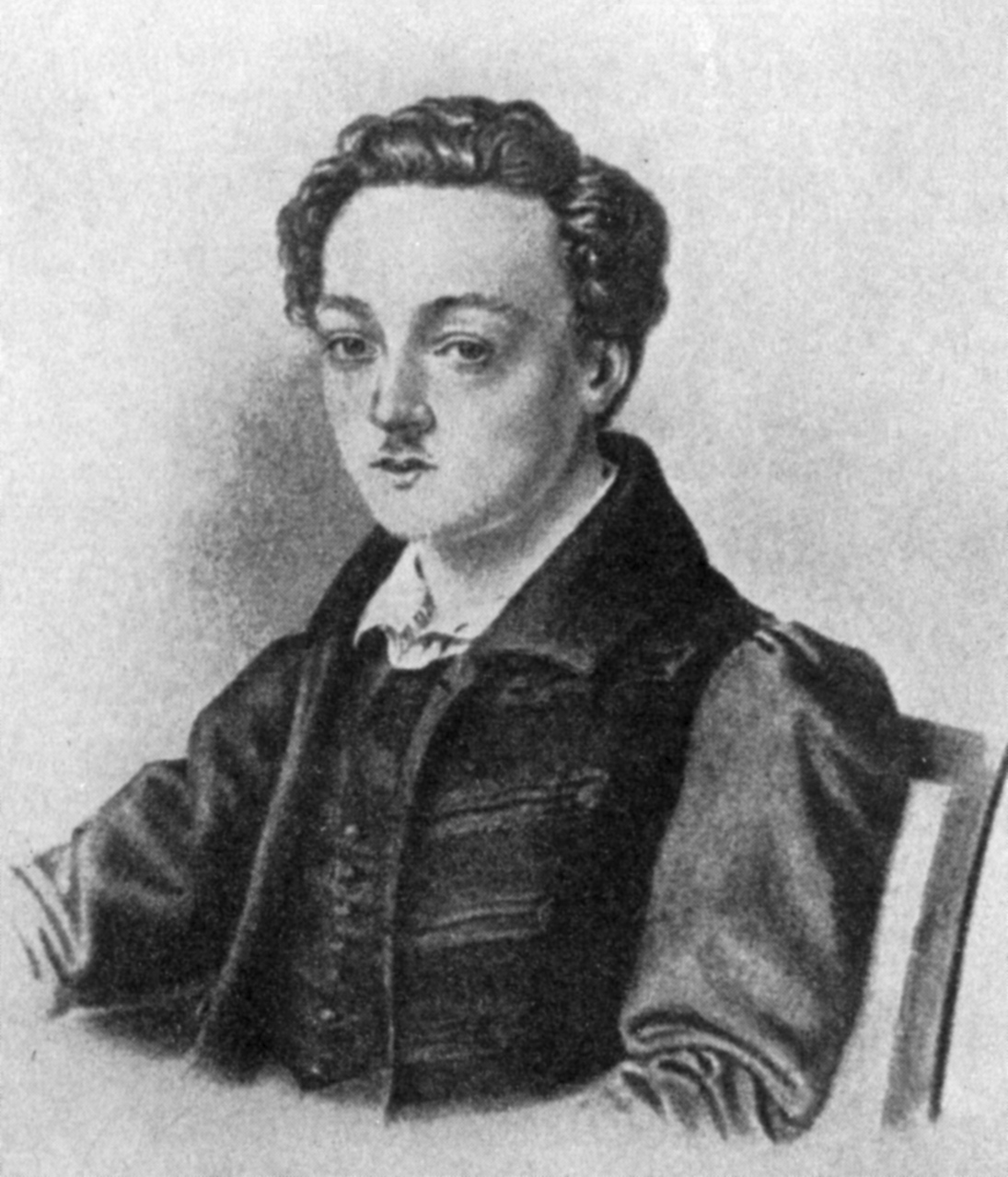
Georg Büchner (1813–1837)

- Büchner, Georg (1862–1944), Landtagsabgeordneter im Volksstaat Hessen
- Buchner, Georg (1890–1971), deutscher Architekt, Baubeamter und Hochschullehrer
- Büchner, Georg (1931–2018), deutscher Manager und Verbandsfunktionär in der Versicherungsindustrie
- Buchner, Giorgio (1914–2005), deutsch-italienischer Archäologe
- Büchner, Gottfried (1851–1919), hessischer Politiker (NLP)
- Buchner, Hans (1483–1538), deutscher Komponist und Organist der Renaissance
- Buchner, Hans (1850–1902), deutscher Arzt, Bakteriologe und Hygieniker
- Buchner, Hans (1896–1971), deutscher nationalsozialistischer Ökonom und Autor
- Buchner, Hans (1906–1997), deutscher Lehrer und Zoologe
- Buchner, Hans-Jürgen (* 1944), deutscher Musiker und KomponistHans-Jürgen Buchner (* 1944)

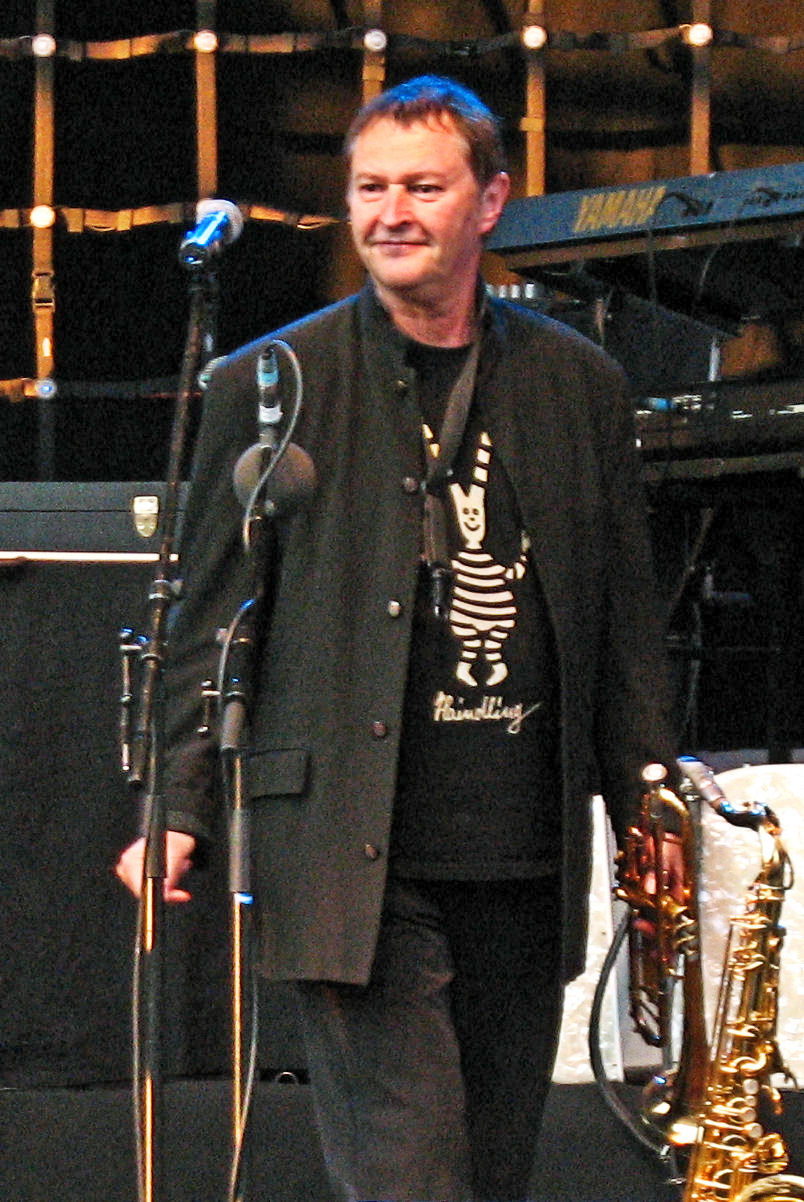
Hans-Jürgen Buchner (* 1944)

- Büchner, Heinrich (1884–1960), deutscher Sattler
- Buchner, Herbert (* 1939), deutscher Rechtswissenschaftler
- Büchner, Holger (* 1971), deutscher Radiomoderator
- Büchner, Jens (1969–2018), deutscher Schlagersänger
- Büchner, Joachim (1905–1978), deutscher Leichtathlet
- Büchner, Joachim (* 1929), deutscher Generalmajor im Ministerium für Staatssicherheit (MfS) der DDR
- Büchner, Joachim (1929–1991), deutscher Kunsthistoriker und Museumsdirektor
- Büchner, Johann (1756–1834), deutscher Jurist und Politiker
- Buchner, Johann (* 1950), österreichischer Politiker (FPÖ), Abgeordneter zum Salzburger Landtag
- Buchner, Johann Andreas (1783–1852), deutscher Pharmakologe
- Buchner, Johann Georg (1815–1857), deutscher Porträt- und Historienmaler
- Büchner, Johannes (1902–1973), deutscher Schriftsteller
- Buchner, Johannes (* 1960), deutscher Molekularbiologe
- Büchner, Jörg (* 1942), deutscher Politiker (DVU), MdL
- Buchner, Josef (* 1942), österreichischer Politiker (VGÖ), Abgeordneter zum Nationalrat
- Buchner, Josef (* 1974), deutscher Nordischer Kombinierer
- Buchner, Julia, österreichische Schlagersängerin
- Büchner, Karl (1806–1837), deutscher Buchhändler und Publizist
- Büchner, Karl (1910–1981), deutscher klassischer Philologe
- Büchner, Karl Siegfried (1936–2009), deutscher Maler, Zeichner und Radierer
- Büchner, Klaus (* 1937), deutscher Fußballspieler
- Buchner, Klaus (* 1941), deutscher Physiker und Politiker (ÖDP), MdEP
- Büchner, Klaus (* 1948), deutscher Musiker (Torfrock, Klaus & Klaus)Klaus Büchner (* 1948)

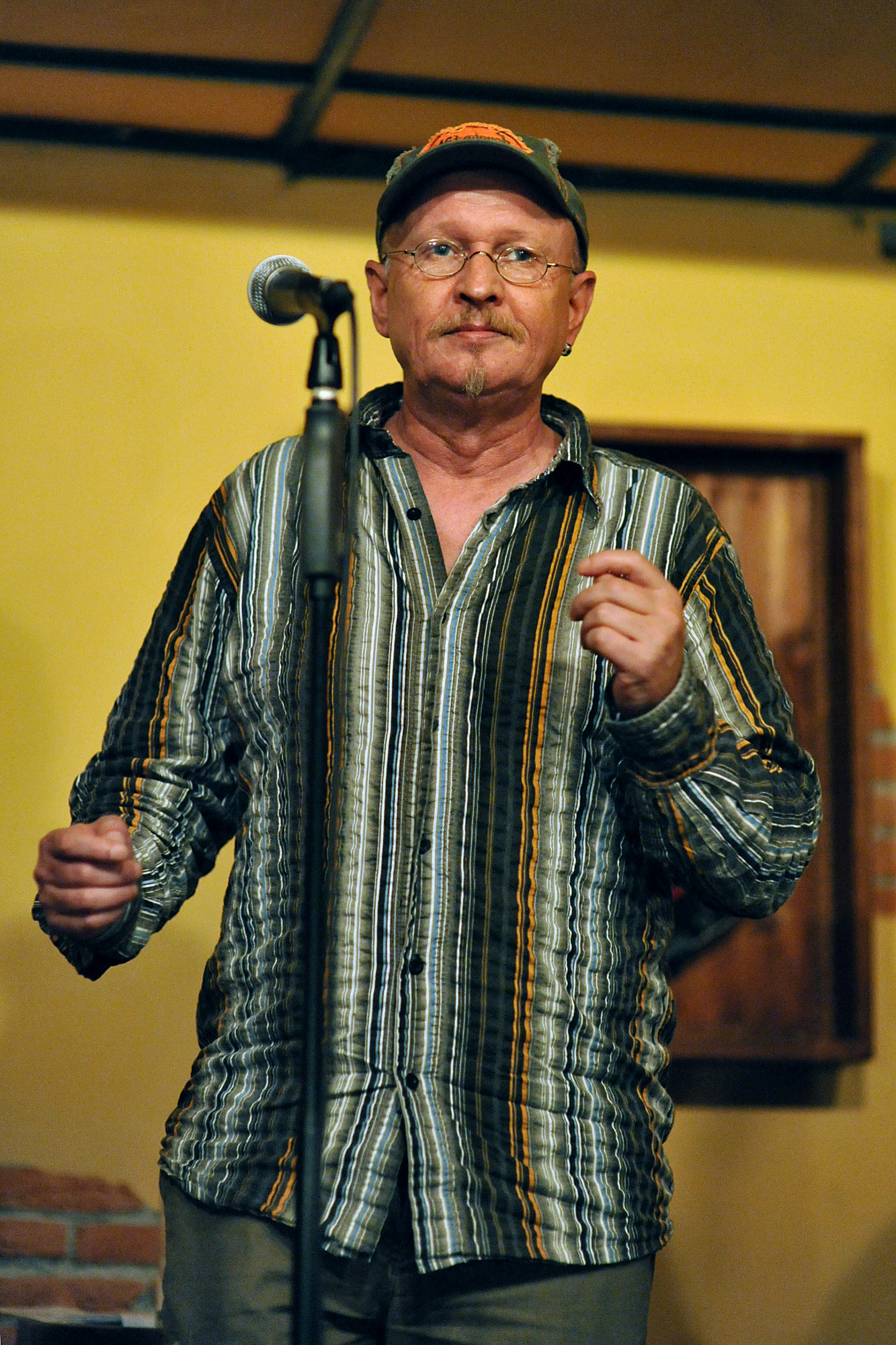
Klaus Büchner (* 1948)

- Buchner, Kurt Oskar (1912–1994), deutscher Lyriker, Jugend- und Kinderbuchautor
- Büchner, Lilian (* 1992), deutsche Fernseh- und Theaterschauspielerin
- Buchner, Lisa (* 1989), österreichische Wingsuit-Trainerin und Keynote-Speakerin
- Buchner, Lorenz (1481–1534), Hüttenmeister in Eisleben
- Büchner, Ludwig (1824–1899), deutscher Arzt, Naturwissenschaftler und Philosoph, Bruder von Georg BüchnerLudwig Büchner (1824–1899)

Ludwig Büchner (1824–1899)

- Büchner, Ludwig (1896–1986), hessischer Unternehmer
- Buchner, Ludwig Andreas (1813–1897), deutscher Arzt und Pharmakologe
- Buchner, Ludwig Gottlieb (1711–1779), deutscher Bibliothekar
- Büchner, Luise (1821–1877), deutsche Frauenrechtlerin und Schriftstellerin
- Büchner, Lutz (1968–2016), deutscher Jazzsaxophonist
- Büchner, Matthias (* 1953), deutscher Politiker (Neues Forum)
- Buchner, Max (1846–1921), deutscher Arzt, Ethnograph und Forschungsreisender
- Buchner, Max (1866–1934), deutscher Chemiker und Wirtschaftsführer
- Buchner, Max (1881–1941), deutscher Historiker
- Buchner, Melchior (1695–1758), deutscher Maler und Stuckateur
- Buchner, Mirl (1924–2014), deutsche Skirennläuferin
- Buchner, Moritz (1491–1544), Großkaufmann in Leipzig
- Büchner, Oskar (1879–1943), deutscher Statistiker
- Büchner, Oskar (* 1912), deutscher Fußballspieler und -trainer
- Büchner, Otto (1865–1957), deutscher Politiker (SPD, USPD, SED), MdR
- Büchner, Otto (1924–2008), deutscher Geiger und Hochschullehrer
- Buchner, Paul (1531–1607), deutscher Tischler, Schraubenmacher und Baumeister
- Buchner, Paul (1886–1978), deutscher Zoologe und Cytologe
- Buchner, Paula (1900–1963), österreichisch-deutsche Opernsängerin
- Buchner, Peter (1528–1582), Bürgermeister von Leipzig
- Büchner, Peter (* 1941), deutscher Erziehungswissenschaftler und Bildungssoziologe
- Büchner, Peter (1943–2009), deutscher Politiker (SPD), MdB
- Buchner, Philipp Friedrich (1614–1669), deutscher Komponist des Barock
- Büchner, Ralf (* 1967), deutscher Turner
- Büchner, Regina (* 1962), deutsche Jazzmusikerin (Saxophon, Komposition)
- Büchner, Richard (1897–1941), deutscher Politiker (NSDAP), MdR
- Büchner, Richard (1899–1984), deutsch-schweizerischer Nationalökonom und Finanzwissenschaftler
- Büchner, Richard (1908–1929), deutscher Schachkomponist
- Buchner, Richard (* 1955), deutscher Physikochemiker
- Büchner, Robert (1904–1985), deutscher Kommunist, Widerstandskämpfer gegen den Nationalsozialismus und Journalist in der DDR
- Büchner, Roland (* 1954), deutscher Kirchenmusiker
- Buchner, Rudolf (1894–1962), österreichischer Maler und Grafiker
- Buchner, Rudolf (1908–1985), deutscher Historiker
- Büchner, Sabine (* 1964), deutsche Illustratorin
- Buchner, Sarah (* 1996), deutsche Jazz- und Improvisationsmusikerin (Gesang, Komposition)
- Buchner, Stefan (* 1960), deutscher Wirtschaftsingenieur und Bereichsvorstand
- Büchner, Thomas (1934–2016), deutscher Hämatologe, Onkologe und Hochschullehrer
- Büchner, Ton (* 1965), niederländischer Manager
- Büchner, Vincent (* 1998), deutscher Handballspieler
- Büchner, Wilhelm (1807–1881), deutscher Klassischer Philologe und Gymnasiallehrer
- Büchner, Wilhelm (1816–1892), deutscher Apotheker, Chemiker, Fabrikant und Politiker (DFP), MdRWilhelm Büchner (1816–1892)

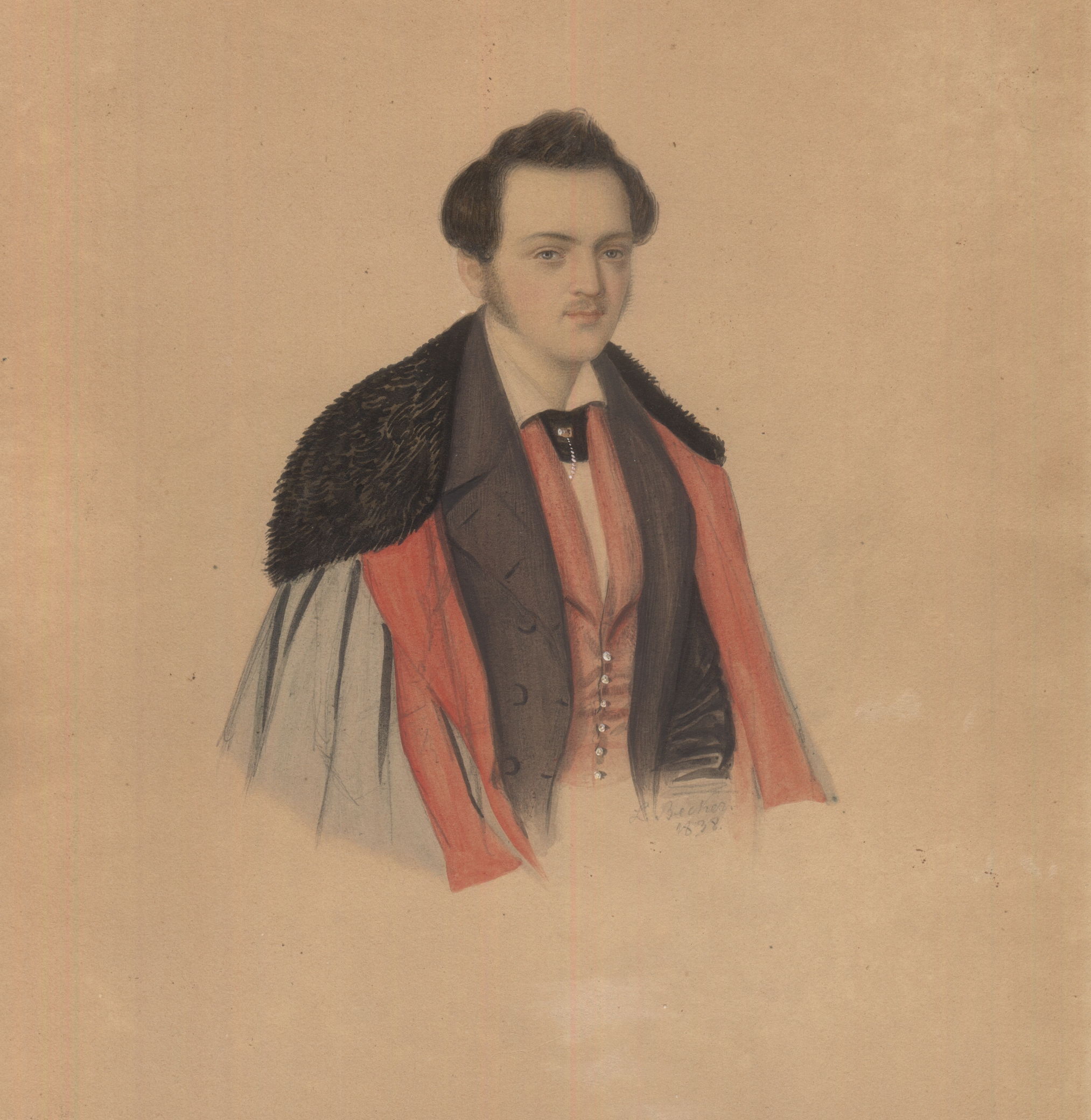
Wilhelm Büchner (1816–1892)

- Büchner, Wilhelm (1880–1960), deutscher Bauingenieur und Politiker (Zentrum)
- Buchner, Wolfgang (* 1946), österreichischer Maler und Bildhauer
- Büchner, Wolfgang (* 1966), deutscher JournalistWolfgang Büchner (* 1966)

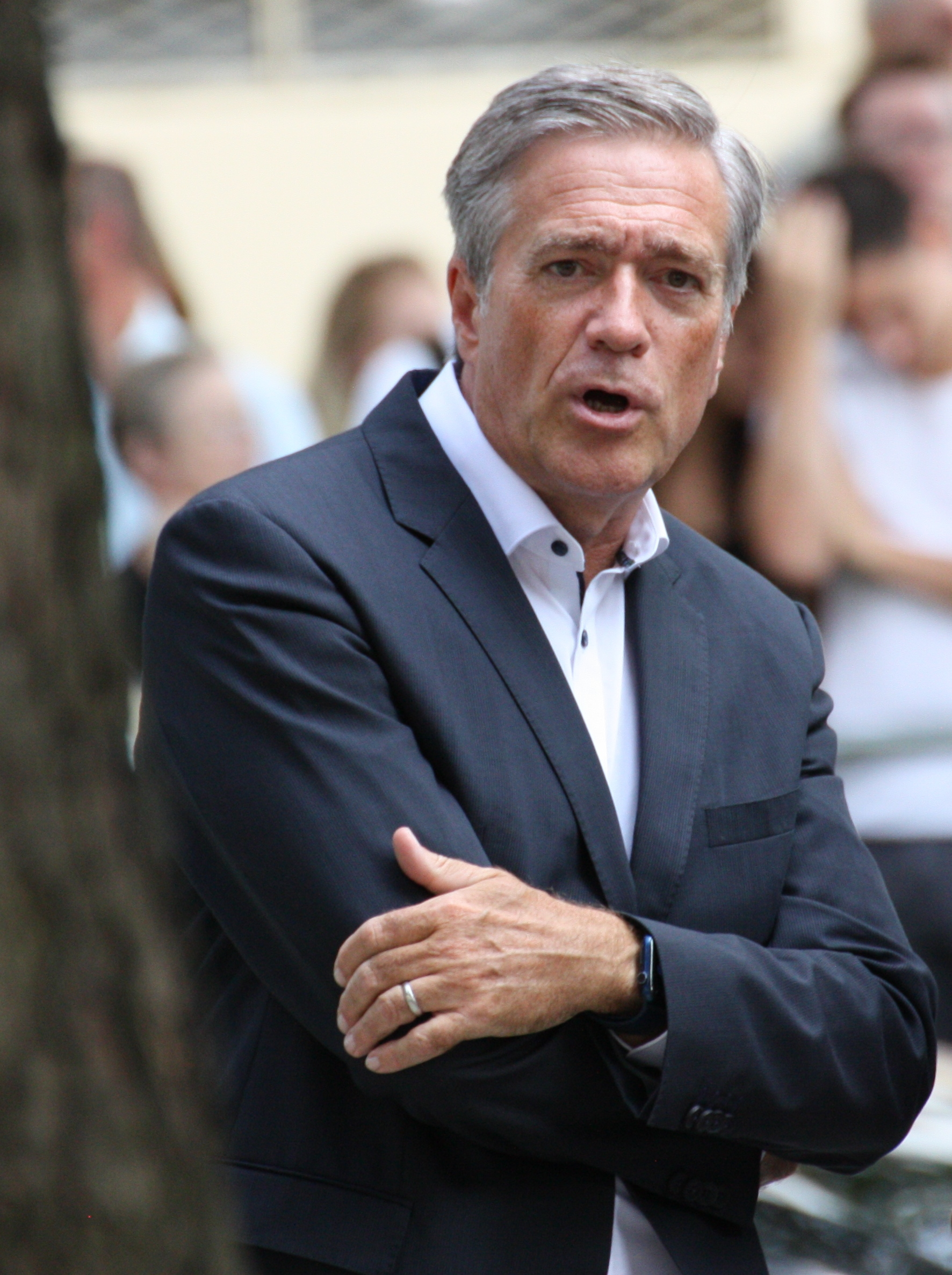
Wolfgang Büchner (* 1966)

- Büchner-Uhder, Willi (1928–2003), deutscher Jurist und Hochschullehrer
- Buchnik, Mika (* 2007), israelische Tennisspielerin

### Bucho
- Bucholt, Nikolaus, deutscher Franziskaner
- Bucholtz, Andreas Heinrich (1607–1671), deutscher Theologe und Schriftsteller
- Bucholtz, Carl Franz Nikolaus (1809–1887), deutscher Verwaltungsjurist und Politiker im Großherzogtum Oldenburg
- Bucholtz, Christoph Joachim (1607–1679), deutscher Rechtswissenschaftler und Bürgermeister von Hameln
- Bucholtz, Fedor (1872–1924), russischer Botaniker
- Bucholtz, Franz Bernhard von (1790–1838), österreichischer Diplomat, Publizist und Historiker
- Bucholtz, Franz Heinrich Alexander (1846–1905), deutscher Jurist und Politiker
- Bucholtz, Wilhelm (1830–1911), deutscher Politiker
- Bucholz, Christian Friedrich (1770–1818), deutscher Chemiker und Apotheker
- Bucholz, Wilhelm (1896–1955), deutscher Admiralrichter der Kriegsmarine
- Bucholz, Wilhelm Heinrich Sebastian (1734–1798), deutscher Amtsarzt, Apotheker, Botaniker, Chemiker und Berater Goethes in naturwissenschaftlichen Fragestellungen
- Buchon, Claude (1949–2024), französischer Radrennfahrer
- Buchon, Jean Alexandre (1791–1846), französischer Geschichtsforscher
- Buchon, Max (1818–1869), französischer Autor und Übersetzer
- Buchonnet, Roger (1926–2002), französischer Radrennfahrer
- Buchow, Heinrich († 1628), Bürgermeister von Stralsund (1596–1628)
- Buchow, Wladyslaw (* 2002), ukrainischer Schwimmer
- Buchowetzki, Dimitri (* 1893), russischer Filmregisseur, Drehbuchautor und Schauspieler
- Buchowiecki, Walther (1908–1990), österreichischer Kunsthistoriker und Bibliothekar
- Buchowski, Cajetan von (1812–1900), preußisch-polnischer Rittergutsbesitzer und Politiker
- Buc’hoz, Pierre Joseph (1731–1807), französischer Arzt, Jurist und Naturforscher

### Buchr
- Buchrainer, Michael (* 1950), österreichischer Gitarrist und Komponist
- Buchrieser, Carmen (* 1961), österreichische Biologin und Hochschullehrerin
- Buchrieser, Franz (* 1937), österreichischer Schauspieler
- Buchroithner, Manfred (* 1950), österreichischer Kartograf, Geologe, Hochgebirgsforscher und BergsteigerManfred Buchroithner (* 1950)

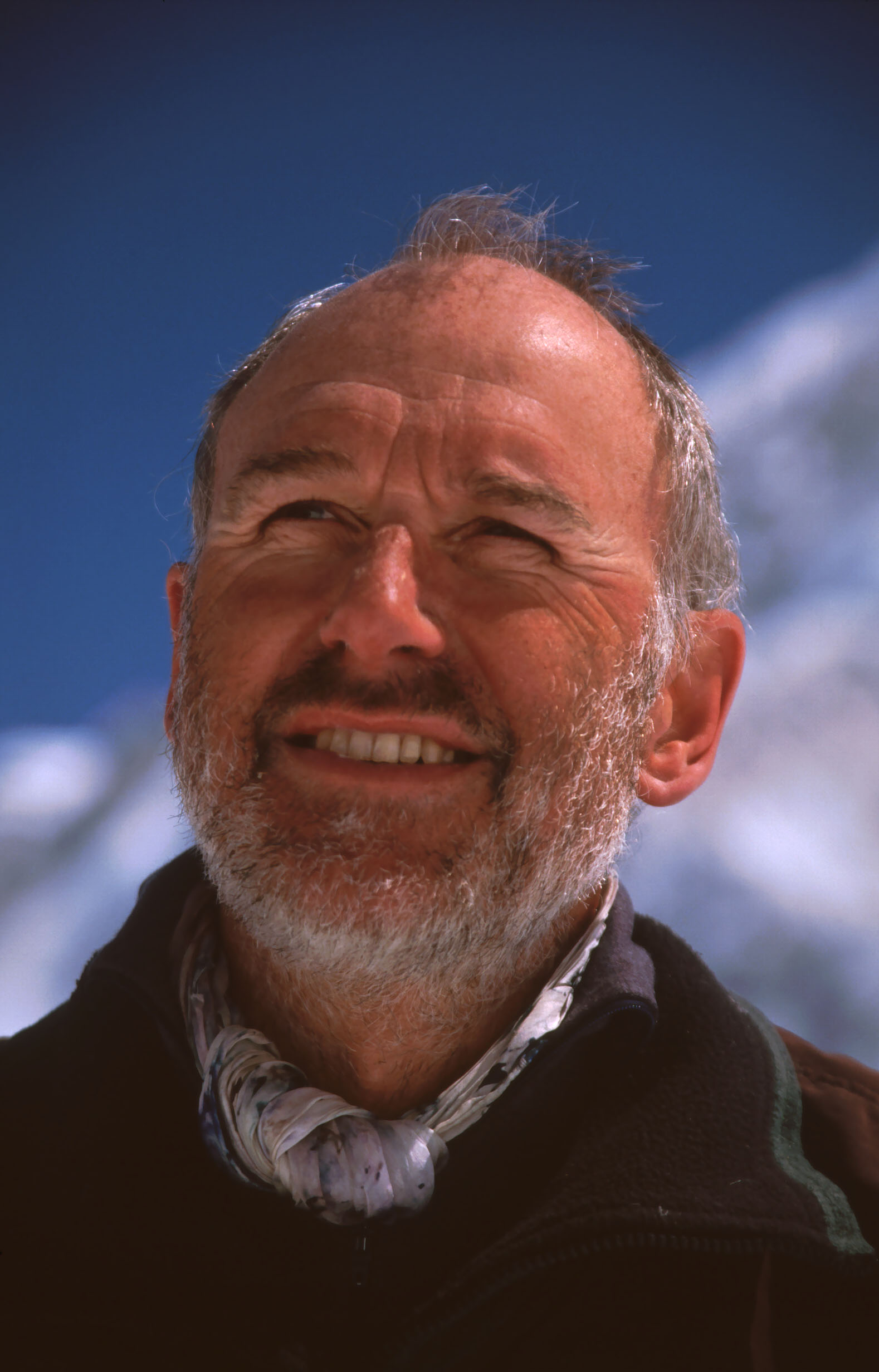
Manfred Buchroithner (* 1950)

- Buchrucker, Bruno Ernst (1878–1966), deutscher Major, Anführer des Küstriner Putsches
- Buchrucker, Doris (* 1952), deutsche Schauspielerin
- Buchrucker, Harald (1897–1985), deutscher Kunstschmied, Betreiber einer kunstgewerblichen Metallwerkstatt in Ludwigsburg
- Buchrucker, Hasso (* 1935), deutscher Jurist und Diplomat
- Buchrucker, Karl von (1827–1899), deutscher lutherischer Geistlicher und Theologe

### Buchs
- Buchs, Emanuel (* 1962), Schweizer Skibergsteiger und -langläufer
- Büchs, Franz Xaver (1889–1940), bayerischer Politiker
- Büchs, Herbert (1913–1996), deutscher Offizier
- Büchs, Jochen (* 1956), deutscher Ingenieur, Professor für Bioverfahrenstechnik
- Büchs, Johannes (* 1979), deutscher JournalistJohannes Büchs (* 1979)

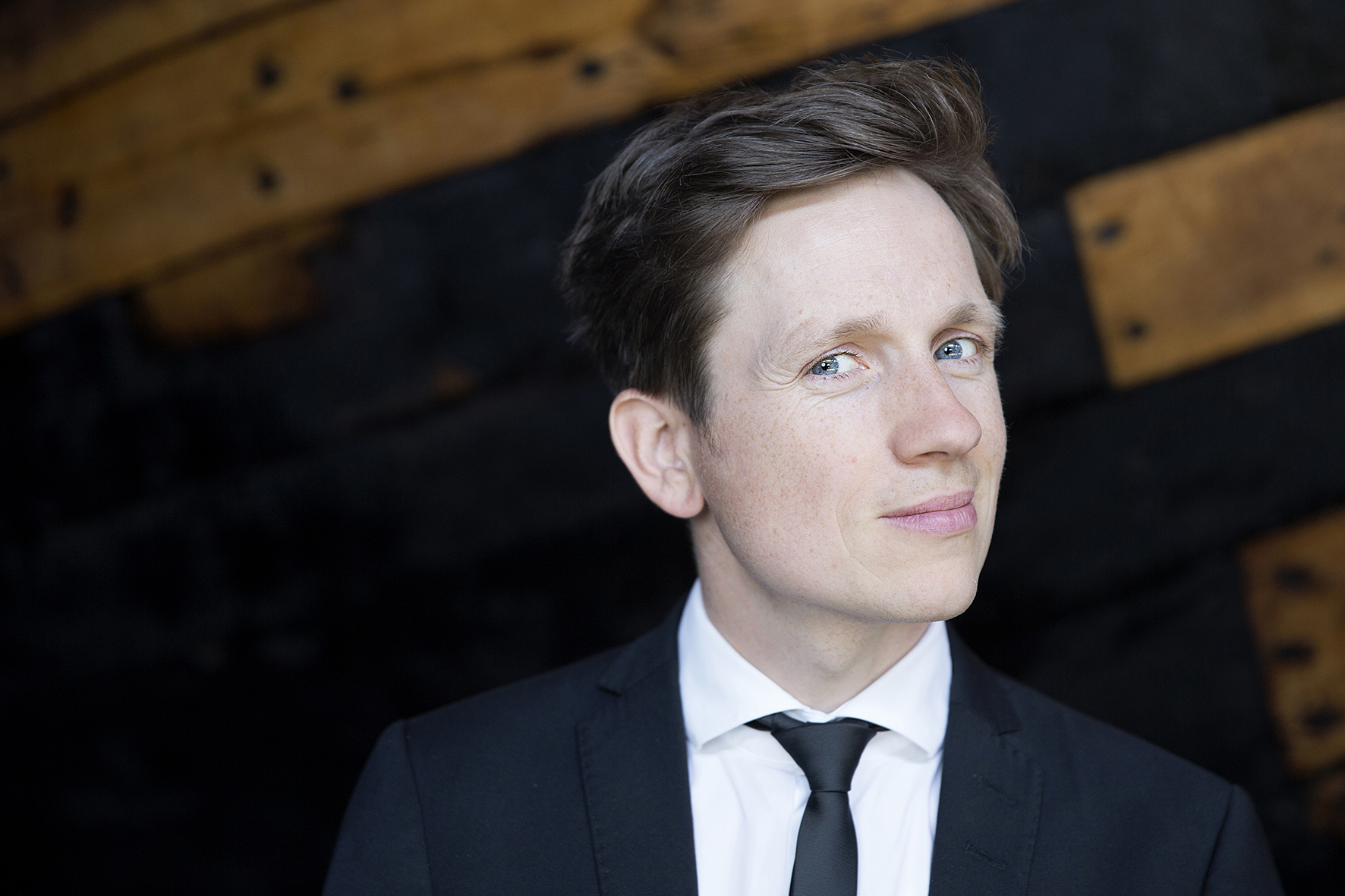
Johannes Büchs (* 1979)

- Buchs, Julio (1926–1973), spanischer Regisseur
- Buchs, Kim (* 1991), Schweizer Unihockeyspielerin
- Büchs, Konrad (* 1892), deutscher Landrat
- Büchs, Plazidus I. (1627–1691), deutscher Benediktinerabt
- Buchs, Roland (1940–2022), 30. und 32. Kommandant der Schweizergarde im Vatikan
- Buchsbaum, David (1929–2021), US-amerikanischer Mathematiker
- Buchsbaum, Max (1918–1992), deutscher Schauspieler bei Bühne, Film und Fernsehen
- Buchsbaum, Ralph (1907–2002), US-amerikanischer Zoologe, Wirbellosen-Biologe und Ökologe
- Buchsbaum, Solomon J. (1929–1993), polnisch-amerikanischer Physiker und Wissenschaftsmanager
- Buchschwenter, Robert (* 1964), italienisch-österreichischer Drehbuchautor, Hochschullehrer und Publizist
- Büchse, Peggy (* 1972), deutsche Langstreckenschwimmerin
- Büchsel, Carl (1803–1889), evangelischer Geistlicher und Autor, der in Berlin und Brandenburg wirkte
- Büchsel, Eduard (1917–1980), deutscher Organist und Kantor und Kirchenmusikdirektor
- Büchsel, Elisabeth (1867–1957), deutsche Malerin
- Büchsel, Friedrich (1883–1945), evangelischer Theologe
- Büchsel, Johannes (1849–1920), deutscher evangelischer Theologe und Generalsuperintendent
- Büchsel, Karl-Heinrich (1922–2009), deutscher Landeskirchenmusiker und Komponist
- Büchsel, Martin (* 1950), deutscher Kunsthistoriker und Hochschullehrer
- Büchsel, Reinhard (* 1949), deutscher Internist
- Büchsel, Wilhelm (1848–1920), deutscher Admiral
- Büchsenmacher Rosl (1858–1933), österreichische Grimassenschneiderin
- Büchsenschütz, Bernhard (1828–1922), deutscher Althistoriker
- Büchsenschütz, Gustav (1902–1996), deutscher Autor, Dichter des Liedes Märkische Heide, märkischer Sand
- Büchser, Felix (1540–1578), Schweizer Bildhauer, Bildschnitzer und Bühnenautor
- Buchser, Frank (1828–1890), Schweizer Maler und AbenteurerFrank Buchser (1828–1890)

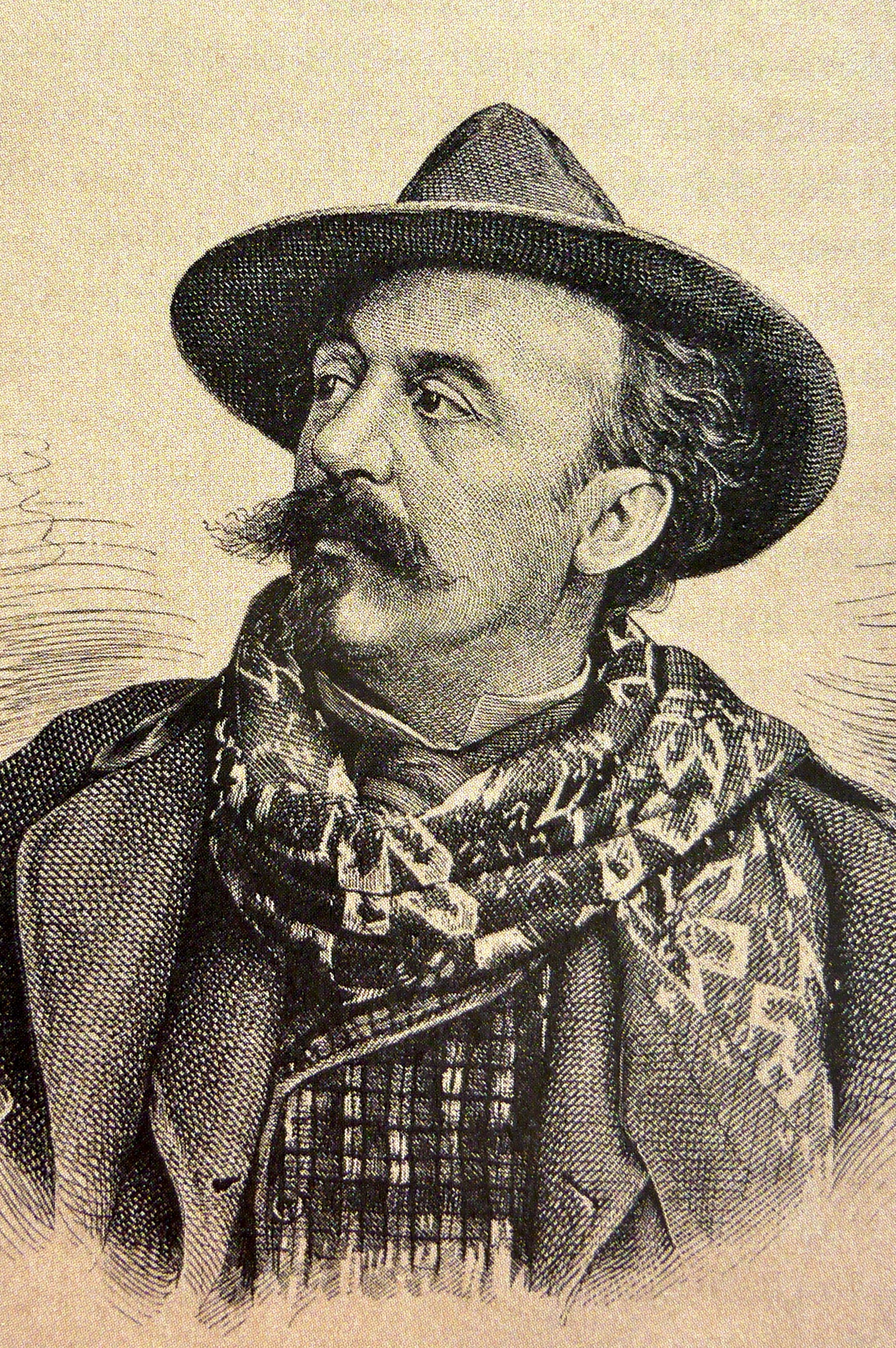
Frank Buchser (1828–1890)

- Buchsieb, Friedrich (1856–1933), deutscher Landwirt, Beamter und Politiker (NLP), MdR
- Buchstab, Günter (* 1944), deutscher Historiker und Archivar
- Buchstab, Johannes († 1528), katholischer Theologe und Schulmeister der Reformationszeit
- Buchstaber, Wiktor Matwejewitsch (* 1943), russischer Mathematiker
- Buchstaller, Isabelle, deutsche Sprachwissenschaftlerin
- Buchstaller, Werner (1923–1989), deutscher Verlagsmanager und Politiker (SPD), MdB
- Buchstein, Hubertus (* 1959), deutscher Politologe
- Buchsteiner, Ilona (1944–2003), deutsche Historikerin und Buchautorin
- Buchsteiner, Torsten (* 1964), deutscher Schauspieler und Dramatiker

### Bucht
- Bucht, Gunnar (* 1927), schwedischer Komponist und Musikwissenschaftler
- Buchta, Emil (1910–1974), deutscher Hochschulprofessor für organische Chemie
- Buchta, Josef (* 1948), österreichisches Feuerwehrmitglied
- Buchta, Julian (* 2000), österreichischer Fußballspieler
- Buchta, Karel (1897–1959), tschechoslowakischer Skisportler
- Buchta, Luboš (* 1967), tschechischer Skilangläufer
- Buchta, Peter (* 1971), österreichischer Theaterschauspieler
- Buchta, Richard (1845–1894), österreichischer Afrikaforscher
- Buchta, Severin (* 1997), deutscher Fußballspieler
- Buchta, Svatopluk (* 1966), tschechoslowakischer Radrennfahrer
- Buchtel, Henry Augustus (1847–1924), US-amerikanischer Politiker
- Buchtela, Karel (1864–1946), tschechischer prähistorischer Archäologe
- Buchtele, Jan (* 1990), tschechischer Eishockeyspieler
- Büchtemann, Paul (1851–1914), deutscher Jurist, Oberbürgermeister und Politiker (FVp), MdR
- Büchtemann, Walter (1838–1886), deutscher Eisenbahndirektor und Politiker (DFP), MdR
- Buchter, Johannes (* 1954), deutscher Politiker (Bündnis 90/Die Grünen), MdL
- Büchter, Karin, deutsche Erziehungswissenschaftlerin
- Buchter, Kurt (1923–2011), deutscher Politiker
- Buchter, Volkhard (* 1944), deutscher Ruderer
- Büchter-Römer, Ute (* 1946), deutsche Musikdidaktikerin, Professorin für Musikdidaktik
- Buchterkirchen, Hermann (1906–1983), deutscher Politiker (CDU), Oberbürgermeister von Weimar
- Buchterkirchen, Wilhelm (1877–1959), deutscher Polizist, Polizeipräsident von Braunschweig
- Büchtger, Fritz (1903–1978), deutscher Komponist, Dirigent und Chorleiter
- Buchthal, Arnold (1900–1965), deutscher Jurist, Verfolgter des Nazi-Regimes und Generalstaatsanwalt in HessenArnold Buchthal (1900–1965)

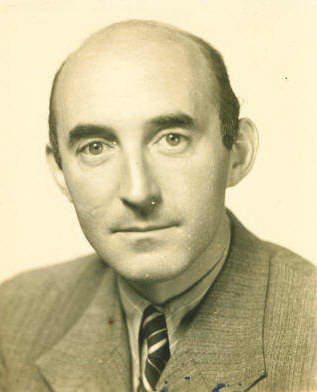
Arnold Buchthal (1900–1965)

- Buchthal, Fritz (1907–2003), deutsch-dänischer Wissenschaftler
- Buchthal, Hugo (1909–1996), deutsch-britischer Kunsthistoriker
- Buchthal, Rosa (1874–1958), deutsche Politikerin (DDP) und Frauenrechtlerin
- Büchting, Andreas (* 1946), deutscher Agrarwissenschaftler und Unternehmer
- Büchting, Carl-Ernst (1915–2010), deutscher Agrarwissenschaftler und Unternehmer
- Büchting, Johann Jacob (1729–1799), deutscher Landmesser, Markscheider und Forstmann
- Büchting, Johanne (1924–2019), deutsche Spendensammlerin
- Büchting, Karl (1887–1982), deutscher Unternehmer
- Büchting, Martin Hermann (1822–1885), deutscher evangelischer Theologe und Autor
- Büchting, Otto (1868–1951), liberaler deutscher Kommunal- und Landespolitiker
- Büchting, Patrick (* 1998), deutscher Filmregisseur
- Büchting, Robert (1861–1925), deutscher Kommunaljurist, preußischer Landrat, MdA Preußen (1913–1918) sowie Regierungspräsident in Liegnitz (1919–1925)
- Büchting, Wilhelm (1864–1923), deutscher evangelischer Theologe und Regionalgeschichtsautor
- Buchtmann, Christopher (* 1992), deutscher FußballspielerChristopher Buchtmann (* 1992)

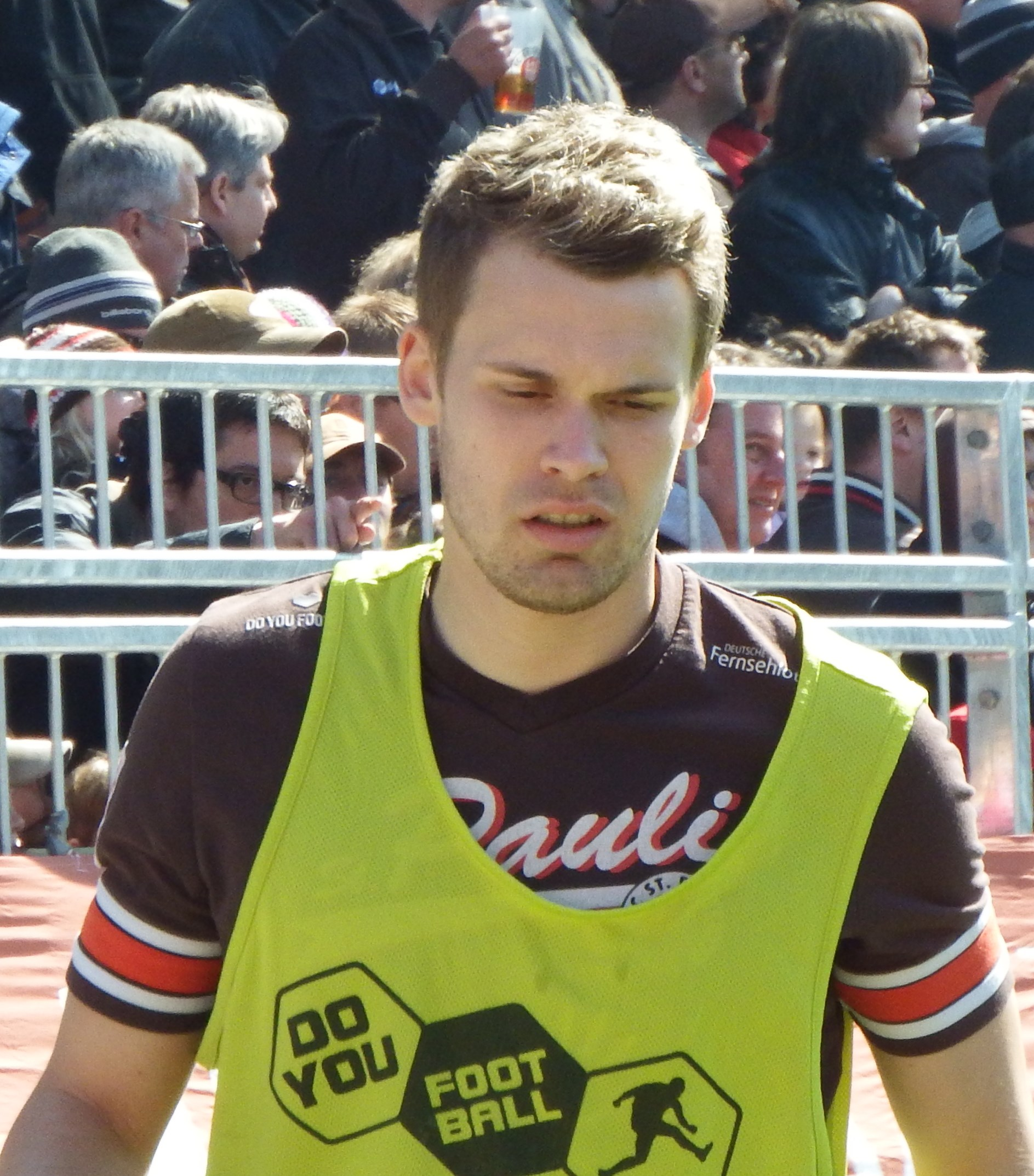
Christopher Buchtmann (* 1992)

- Buchtmann, Uwe (* 1968), deutscher Bahnradsportler

### Buchv
- Buchvaldová, Michaela (* 1970), tschechische Gedächtnissportlerin

### Buchw
- Buchwald, Adolf August Hermann von (1845–1913), deutscher Jurist, Richter und Senatspräsident am Reichsgericht
- Buchwald, Amy (* 1961), US-amerikanische Schauspielerin, Autorin und Komikerin
- Buchwald, Anna von, Priorin des Benediktinerinnenklosters Preetz (1484–1508)
- Buchwald, Art (1925–2007), US-amerikanischer Publizist und Humorist
- Buchwald, Bruno (1847–1913), deutscher Buchbinder und Politiker (SPD), MdR
- Buchwald, Charles (1880–1951), dänischer Fußballspieler und -schiedsrichter
- Buchwald, Charlotte (1899–1977), deutsche Politikerin (SPD), MdA
- Buchwald, Christoph (* 1951), deutscher Herausgeber und Verleger
- Buchwald, Conrad (1867–1931), deutscher Kunsthistoriker
- Buchwald, Eberhard (1886–1975), deutscher Physiker
- Buchwald, Frank (* 1963), deutscher Historiker und Journalist
- Buchwald, Friedrich (1891–1976), deutscher Politiker (SPD, SED) und Jurist
- Buchwald, Georg (1859–1947), deutscher evangelischer Theologe in Sachsen
- Buchwald, Gerhard (1920–2009), deutscher Mediziner und Impfkritiker
- Buchwald, Guido (* 1961), deutscher Fußballspieler und -trainerGuido Buchwald (* 1961)

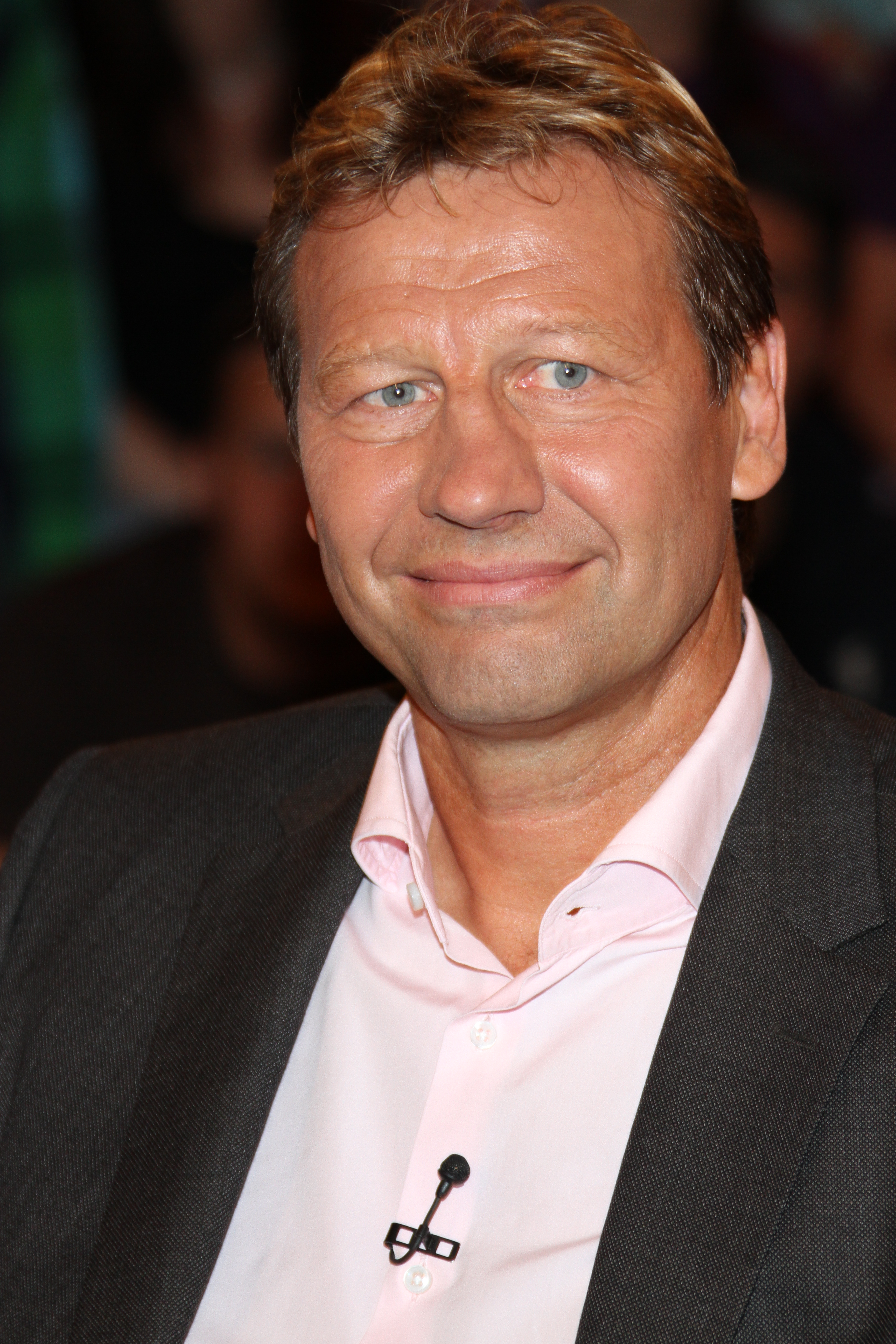
Guido Buchwald (* 1961)

- Buchwald, Günter A. (* 1952), deutscher Dirigent, Pianist, Violinist/Violist und Komponist
- Buchwald, Gustav von (1850–1920), deutscher Bibliothekar, Archivar und Schriftsteller
- Buchwald, Hans (1933–2013), US-amerikanischer Kunsthistoriker und Architekt
- Buchwald, Hans-Ulrich (1925–2009), deutscher Maler, Grafiker, Keramiker, Bühnenbildner und Maskenbauer
- Buchwald, Helena (* 2005), deutsche Tennisspielerin
- Buchwald, Jan (1974–2019), deutscher Opernsänger (Bariton)
- Buchwald, Jed Z. (* 1949), US-amerikanischer Wissenschaftshistoriker
- Buchwald, Johann Georg (1723–1806), deutscher Porzellankünstler
- Buchwald, Johannes von (1658–1738), Chirurg und Hochschullehrer
- Buchwald, Jürgen (* 1959), deutscher Agrarökonom und politischer Beamter
- Buchwald, Karl (* 1889), Abgeordneter der deutschen Minderheit im Schlesischen Parlament
- Buchwald, Konrad (1914–2003), deutscher Botaniker und Politiker (ödp)
- Buchwald, Kurt (* 1953), deutscher Fotograf
- Buchwald, Manfred (1936–2012), deutscher Journalist und Intendant des Saarländischen Rundfunks
- Buchwald, Martin (* 1884), deutscher Reichsgerichtsrat
- Buchwald, Petra (* 1961), deutsche Pädagogin
- Buchwald, Rainer, deutscher Biologe
- Buchwald, Reinhard (1884–1983), deutscher Literar- und Kulturhistoriker sowie Mitbegründer der deutschen Volkshochschulbewegung
- Buchwald, Rudolph (1858–1933), deutscher katholischer Theologe
- Buchwald, Stefan (* 1965), deutscher Diplomat
- Buchwald, Stephen L. (* 1955), US-amerikanischer Chemiker (Organische Chemie)
- Buchwald, Theo (1902–1960), peruanischer Dirigent
- Buchwald, Vagn (1929–2025), dänischer Meteoritenforscher und Metallurg
- Buchwald, Wolfgang (1911–1984), deutscher Klassischer Philologe
- Buchwald-Wegeleben, Hildegard (* 1917), deutsche Tänzerin und Theaterpädagogin
- Buchwald-Zinnwald, Erich (1884–1972), deutscher Landschaftsmaler und Holzschneider
- Buchwalder, Antoine-Joseph (1792–1883), Schweizer Vermessungsingenieur und Politiker
- Buchwalder, Edgar (1916–2009), Schweizer Radsportler
- Buchwalder, Ernst (1941–2014), Schweizer Maler, Zeichner, Bildhauer und Vertreter der Konkreten und Visuellen Poesie
- Buchwälder, Johannes (1564–1632), schlesischer Pastor und Autor
- Buchwalder, Werner (1914–1987), Schweizer Radrennfahrer
- Buchwaldt, Achaz von (* 1944), deutscher Springreiter und Trainer
- Buchwaldt, Christoph von (1751–1828), deutscher Domherr und Gutsbesitzer
- Buchwaldt, Friedrich Eduard von (1871–1954), deutscher Adeliger, Klosterpropst zu Uetersen und Politiker
- Buchwaldt, Gosche von (1624–1700), Diplomat und Gutsherr des schleswigschen Guts Olpenitz
- Buchwaldt, Hans Adolph von († 1695), deutscher Adliger, Gutsherr der holsteinischen Güter Jersbek und Stegen
- Buchwaldt, Jasper von (1650–1705), Gutsherr der holsteinischen Güter Jersbek und Stegen
- Buchwaldt, Kaspar von (1797–1875), holsteinischer Rittergutsbesitzer und dänischer Verwaltungs- und Hofbeamter
- Buchwaldt, Lorentz Højer (1841–1933), Gouverneur der Färöer
- Buchwaldt, Magnus von (1796–1863), deutscher Adeliger, Erbherr zu Helmstorf und Politiker
- Buchweitz, Rudi (* 1938), deutschsprachiger Autor
- Buchwieser, Bruno (1883–1960), österreichischer Architekt
- Buchwieser, Bruno junior (1919–1993), österreichischer Mitbegründer sowie Präsident der Österreichischen Jungarbeiterbewegung
- Buchwieser, Cathinka (1789–1828), deutsch-österreichische Opernsängerin (Sopran) und Schauspielerin
- Buchwieser, Ferdinand (1874–1964), deutscher römisch-katholischer Theologe
- Buchwieser, Martin (* 1989), deutscher Eishockeyspieler
- Buchwieser, Sebastian (* 1979), deutscher Eishockeyspieler und -trainer
- Buchwitz und Buchau, Hans Wolf von († 1740), niederländischer Generalmajor und Kommandant von Luxemburg
- Buchwitz, Elsa (1929–1997), deutsche Kommunalpolitikerin (CDU) und Aktivistin
- Buchwitz, Otto (1879–1964), deutscher Politiker (SPD, SED), MdR, MdVOtto Buchwitz (1879–1964)

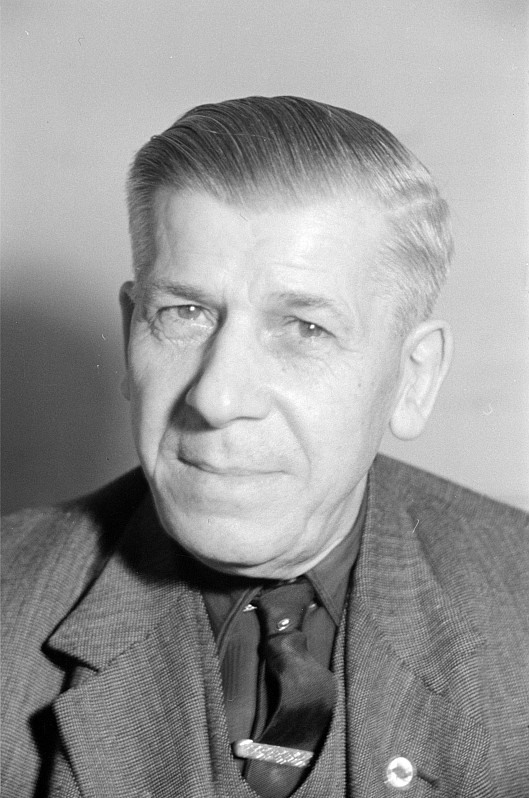
Otto Buchwitz (1879–1964)

- Buchwitz, Wolfram (* 1980), deutscher Rechtswissenschaftler und Hochschullehrer